# Hàn Quốc
Đại Hàn Dân Quốc, gọi tắt là Hàn Quốc, là một quốc gia ở Đông Á; cấu thành nửa phía nam bán đảo Triều Tiên và ngăn cách với Cộng hòa Dân chủ Nhân dân Triều Tiên qua Khu phi quân sự vĩ tuyến 38. Phía tây là biển Hoàng Hải, phía nam là biển Hoa Đông còn phía đông là biển Nhật Bản.
Bán đảo Triều Tiên xuất hiện con người sinh sống từ thời kỳ đồ đá cũ với nhà nước Cổ Triều Tiên. Sau sự thống nhất của Tam Quốc thành Tân La và Bột Hải, bán đảo được cai trị bởi các triều đại Cao Ly, Joseon và Đế quốc Đại Hàn. Năm 1910, Đế quốc Nhật Bản sáp nhập bán đảo. Sự chiếm đóng của Nhật kết thúc sau khi đầu hàng Đồng Minh trong Thế chiến II, bán đảo sau đó bị chia cắt thành hai khu vực; phía bắc do Liên Xô chiếm đóng và phía nam do Hoa Kỳ chiếm đóng. Sau khi các cuộc đàm phán về tái thống nhất thất bại, khu vực phía nam trở thành nhà nước Đại Hàn Dân Quốc vào tháng 8 năm 1948 trong khi khu vực phía bắc trở thành nhà nước Cộng hòa Dân chủ Nhân dân Triều Tiên vào tháng sau đó. Năm 1950, với sự hậu thuẫn của Liên Xô, Bắc Triều Tiên phát động chiến tranh xâm lược Hàn Quốc. Liên Hợp Quốc, lãnh đạo bởi Hoa Kỳ, đã can thiệp để hỗ trợ Hàn Quốc, trong khi Trung Quốc tham chiến hỗ trợ cho Bắc Triều Tiên. Sau khi chiến tranh kết thúc vào năm 1953, Hàn Quốc tập trung khôi phục kinh tế và phát triển nhanh chóng. Năm 1987, Phong Trào Dân Chủ Tháng 6 đã chấm dứt chế độ độc tài cuối cùng.
Hàn Quốc ngày nay là nước công nghiệp thu nhập cao. Tuy nhiên, bên cạnh đó là những thách thức như sự thù địch với Bắc Triều Tiên, tỷ lệ sinh thấp và bất bình đẳng thu nhập.

## Tên gọi
Từ năm 1392-1897 là thời kỳ của nhà Triều Tiên và tên gọi "Triều Tiên" được dùng làm quốc hiệu. Giai đoạn 1897-1910, phong trào Đông Học nổ ra kết hợp với cải cách Gwangmu của vua Cao Tông, bán đảo chuyển sang dùng danh xưng "Đế quốc Đại Hàn". Giai đoạn 1910-1945, bán đảo là một phần trong lãnh thổ Đế quốc Nhật Bản. Sau chia cắt, miền Bắc gọi chính thể của mình là "Cộng hoà Dân chủ Nhân dân Triều Tiên", miền Nam chọn quốc hiệu "Đại Hàn Dân Quốc", gọi tắt là "Hàn Quốc". Trong đó, chữ "Dân Quốc" được lấy theo quốc hiệu của Trung Hoa Dân Quốc, khi dịch sang các ngôn ngữ phương Tây thì cũng tương đương với "Cộng hoà Quốc" (nước Cộng hoà).
Tên gọi của Hàn Quốc và Bắc Triều Tiên đều được dịch giống nhau khi sử dụng quốc tế là "Korea", ngoài ra, trong tiếng Pháp dịch là "Corée", tiếng Nga dịch là "Корея" (Koreya) hay tiếng Tây Ban Nha dịch là "Corea",... Cách dùng này bắt nguồn từ quốc hiệu "Goryeo" (Cao Ly) của nhà nước từng tồn tại trên bán đảo từ năm 918 đến 1392. Trong thời kỳ này, tên gọi đó đã thông qua các thương nhân người Ả Rập và Ba Tư để tới châu Âu.
Hàn Quốc thường yêu cầu các đơn vị truyền thông cùng cơ quan quốc tế khi đề cập tới họ thì hạn chế dùng "South Korea" mà phải sử dụng quốc hiệu "Republic of Korea" hoặc "Korea Republic", nếu gọi ngắn thì dùng "Korea". Tuy nhiên, "South Korea" lại khá phổ biến vì được sử dụng để phân biệt với "North Korea" (Cộng hoà Dân chủ Nhân dân Triều Tiên).
Trước năm 1975 tại Việt Nam, báo chí và truyền thông của Việt Nam Cộng hòa (trước đó là Quốc gia Việt Nam) gọi chính thể này là "Đại Hàn" hoặc "Nam Hàn". Sau năm 1975, truyền thông và sách báo của nhà nước Việt Nam thống nhất sử dụng tên gọi "Nam Triều Tiên".
Ngày 23 tháng 3 năm 1994, bằng công hàm số KEV-398 gửi Bộ Ngoại giao Việt Nam, đại sứ quán Hàn Quốc đề nghị phía Việt Nam gọi chính thể của mình là "Đại Hàn Dân Quốc", gọi tắt là "Hàn Quốc" (từ "Hàn" ở đây không phải "Lạnh" mà có nghĩa là "Lớn"), không sử dụng các tên cũ như "Cộng hoà Triều Tiên" hoặc "Nam Triều Tiên" nữa vì "Triều Tiên" gợi nhắc đến danh xưng của Bắc Triều Tiên. Đáp lại, Bộ Ngoại giao Việt Nam ra công văn số 733/ĐBA-NG ngày 21 tháng 4 năm 1994 gửi tất cả các cơ quan bộ, ngành, tổng cục thông tin, truyền thông cùng ủy ban nhân dân các tỉnh, thành phố trực thuộc trung ương của Việt Nam yêu cầu: "Từ nay gọi chính thể Nam Triều Tiên là "Đại Hàn Dân Quốc", gọi tắt là "Hàn Quốc", không dùng các tên gọi Cộng hoà Triều Tiên, Nam Triều Tiên hay Nam Hàn nữa". Danh xưng "Nam Triều Tiên" hiện nay chỉ còn được truyền thông của phía Cộng hòa Dân chủ Nhân dân Triều Tiên sử dụng do nước này không công nhận tuyên bố chủ quyền của Hàn Quốc.

## Lịch sử

### Thời kỳ cổ đại
Nghiên cứu khoa học kết hợp với khai quật khảo cổ học cho thấy rằng bán đảo Triều Tiên đã có xuất hiện con người sinh sống ngay từ thời đại đồ đá cũ. Di chỉ khảo cổ học đầu tiên cùng các địa điểm định cư sớm nhất của con người tại đây trong thời kỳ Jeulmun và thời kỳ Mumun được phát hiện ở phía nam bán đảo.
Lịch sử Triều Tiên cổ đại bắt đầu với sự thành lập của nhà nước Cổ Triều Tiên bởi Đàn Quân vào khoảng năm 2333 TCN; sau đó là giai đoạn tiền Tam Quốc với hàng loạt bộ lạc, tiểu quốc nhỏ phân tranh. Chế độ quân chủ của các quốc gia trên bán đảo có nhiều điểm tương đồng với Trung Quốc khi quyền cai trị thuộc về các triều đại phong kiến chuyên chế kế tập. Phật giáo cùng Đạo giáo có ảnh hưởng lớn và Nho giáo được lấy làm nền tảng tư tưởng gốc rễ. Trong thời kỳ Tam Quốc, dưới triều đại Quảng Khai Thổ Thái Vương của Cao Câu Ly, lãnh thổ của ông được mở rộng sau loạt chiến dịch quân sự nhằm chinh phạt các tiểu quốc thành công, hình thành nên một quốc gia rộng lớn. Sau Tam Quốc, Nam-Bắc Quốc, hậu Tam Quốc, bán đảo tiếp tục trải qua triều đại Cao Ly, nhà Triều Tiên và cuối cùng là Đế quốc Đại Hàn.

### Thời kỳ cận đại
Vào giai đoạn cuối của nhà Triều Tiên, Hoàng tộc dưới quyền chi phối và lãnh đạo chuyên chính của Hưng Tuyên Đại Viện Quân đã thực thi chính sách "Bế quan tỏa cảng", tự cô lập đất nước cũng như thẳng tay đàn áp Thiên Chúa giáo. Trong khi đó tại quốc gia láng giềng Nhật Bản, sau thất bại của Mạc phủ Tokugawa trong chiến tranh Mậu Thìn, thành công của công cuộc Minh Trị Duy tân, chấm dứt Tỏa Quốc cùng chiến thắng trong các cuộc chiến tranh Thanh–Nhật, chiến tranh Nga–Nhật và chiến tranh thế giới thứ nhất đã trở thành một thế lực mới, dần thay thế phương Bắc mở rộng ảnh hưởng lên Triều Tiên. Về chính trị, ngày 8 tháng 10 năm 1895; giới cầm quyền Nhật giật dây vụ ám sát Hoàng hậu Minh Thành. Về quân sự, Hải quân Nhật Bản sử dụng "Ngoại giao pháo hạm" - mở đầu bằng trận Ganghwa (20/9/1875), gây áp lực buộc Triều Tiên mở cửa các hải cảng đồng thời nhanh tay kiểm soát vùng lãnh thổ này trước các đế quốc phương Tây - khởi đầu bằng Điều ước bất bình đẳng Nhật–Triều (26/2/1876). Sau sự kiện Thủ tướng Itō Hirobumi bị nhà hoạt động độc lập An Jung-geun ám sát tại nhà ga Cáp Nhĩ Tân (26/10/1909), Nhật Bản quyết định đẩy nhanh quá trình sáp nhập. Quân phiệt Nhật cùng với các lực lượng tay sai, nội gián bản địa do chính phủ Yi Wan-yong đứng đầu ép vua Thuần Tông ký kết Nhật–Triều Tịnh Hợp điều ước (22/8/1910) (Điều ước Sáp nhập hay "Hiệp ước quốc sỉ" - theo cách gọi của các thế hệ người Hàn Quốc sau này), trực tiếp kiểm soát bán đảo trong vòng 35 năm từ 1910-1945, thời kỳ này gọi là Triều Tiên thuộc Nhật.

### Thời kỳ hiện đại

#### Thành lập Dân Quốc

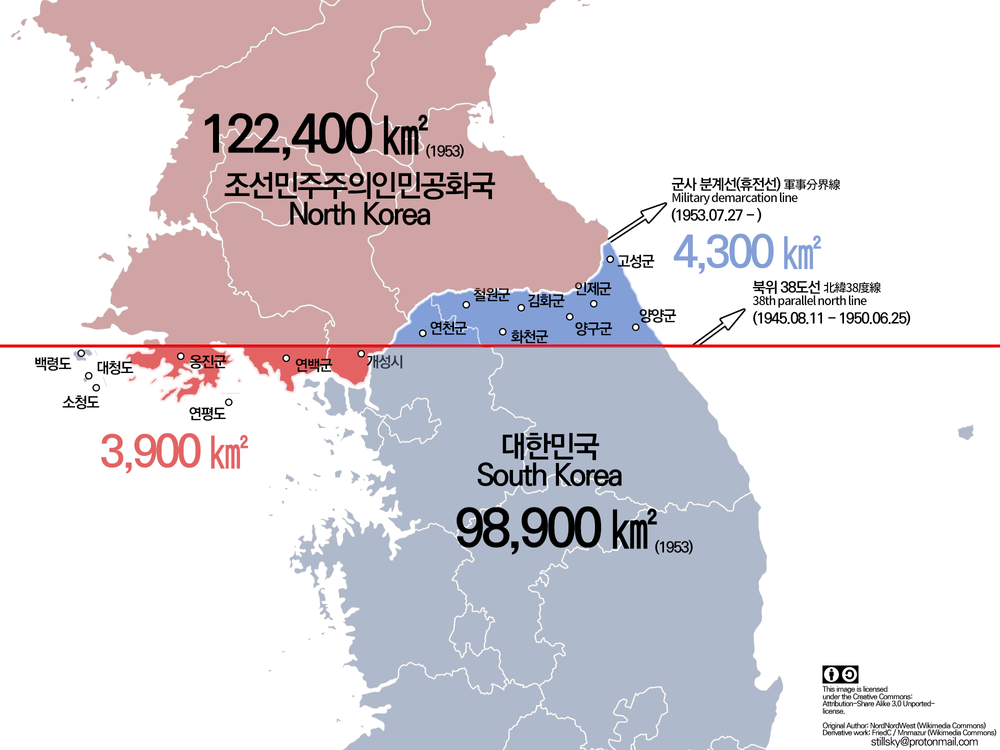
Thay đổi lãnh thổ hai miền Triều Tiên sau chiến tranh

Triều Tiên được Đồng Minh giải phóng trong Thế chiến II. Bất chấp kế hoạch ban đầu về một Triều Tiên thống nhất trong Tuyên bố Cairo năm 1943, bán đảo bị chia cắt thành hai vùng tập kết quân sự bởi Liên Xô và Hoa Kỳ. Liên Xô chiếm đóng miền Bắc cho đến vĩ tuyến 38 trong khi Hoa Kỳ chiếm đóng từ đó về phía Nam. Hai siêu cường không thể đạt được đồng thuận về việc áp dụng Đồng uỷ trị. Tháng 11 năm 1947, Đại Hội đồng Liên Hợp Quốc đề ra giải pháp nhằm tiến hành tổng tuyển cử tại Triều Tiên dưới sự hỗ trợ của Ủy ban Liên Hợp Quốc. Tuy nhiên, các chính phủ lâm thời của hai miền đã khước từ việc này. Liên Hợp Quốc tiếp tục đưa ra một giải pháp khác kêu gọi bầu cử tại từng địa phương nhưng trước đó, những hoạt động riêng rẽ đầu tiên đã được tiến hành độc lập ngay từ ngày 10 tháng 5 năm 1948 ở các tỉnh phía Nam vĩ tuyến 38, điều này dẫn tới việc thành lập nhà nước Đại Hàn Dân Quốc do Lý Thừa Vãn đứng đầu. Đáp lại, miền Bắc cũng tiến hành tổ chức bầu cử, chính phủ và nhà nước Cộng hòa Dân chủ Nhân dân Triều Tiên ra đời do Kim Nhật Thành lãnh đạo. Mỗi bên đều tuyên bố mình là chính phủ hợp pháp duy nhất của toàn bộ bán đảo. Trong khi Bắc Triều Tiên chịu sự ảnh hưởng của ý thức hệ cộng sản chủ nghĩa và được sự hậu thuẫn từ phía Liên Xô, Trung Quốc và Khối các quốc gia xã hội chủ nghĩa thì Hàn Quốc được sự ủng hộ của Hoa Kỳ. Điều này khiến cho những mâu thuẫn giữa hai miền vốn ở trong tình trạng căng thẳng, nay càng trở nên nghiêm trọng và gay gắt. Xung đột gia tăng dẫn tới chiến tranh Triều Tiên khi quân đội Bắc Triều Tiên vượt vĩ tuyến 38, cáo buộc Hàn Quốc vi phạm trước và tổng tấn công. Hoa Kỳ cùng Liên Hợp Quốc tham chiến hỗ trợ Hàn Quốc còn hậu thuẫn Cộng hòa Dân chủ Nhân dân Triều Tiên là Liên Xô, Trung Quốc và Khối Xã hội chủ nghĩa. Cuộc chiến kéo dài tới ngày 27 tháng 7 năm 1953 thì tạm dừng sau khi các bên ký kết Thoả thuận đình chiến. Chiến tranh Triều Tiên khiến cho hơn 3 triệu người thiệt mạng và hàng chục triệu người khác bị ảnh hưởng. Rất nhiều thường dân, binh lính, quân nhân bị thương tật, một số khác thì mất nhà cửa hoặc chia lìa vĩnh viễn người thân trong gia đình. Cuộc chiến tiêu tốn của các bên số tiền lên tới hơn 30 tỷ đô la Mỹ vào thời điểm những năm 1950-53, tương đương khoảng 325 tỷ theo thời giá ước đoán hiện nay.
Sau chiến tranh, Bắc Triều Tiên tuyên bố không công nhận chính phủ Hàn Quốc, phía Hàn Quốc cũng coi chính phủ của mình là chính thể có chủ quyền hợp pháp duy nhất trên toàn bộ bán đảo đồng thời không công nhận Bắc Triều Tiên. Những quan điểm cứng nhắc, không nhân nhượng lẫn nhau khiến cho quá trình hòa giải giữa hai bên không thể thực hiện được cho đến thập niên 1960. Đầu thập niên 1970, quan hệ hai miền dần cải thiện, hai bên chính thức công nhận chính phủ của nhau. Năm 1991, hai nhà nước được mời gia nhập Liên Hợp Quốc cùng một lúc. Hàn Quốc là quốc gia đầu tư kinh tế và hoạt động chủ yếu, tích cực nhất trong chiến dịch viện trợ lương thực góp phần giúp Bắc Triều Tiên vượt qua nạn đói thập niên 1990 thông qua Chương trình Lương thực Thế giới của Liên Hợp Quốc.

#### Độc tài quân sự
Quá trình dân chủ hoá của Hàn Quốc bị thấm đẫm bởi máu, xung đột và bạo lực. Lý Thừa Vãn sau khi nắm quyền lực đã cho thực thi một chính sách cai trị độc tài, đàn áp quyết liệt, thẳng tay đối với những người cánh tả, thậm chí còn sát hại không ít nhân vật bất đồng chính kiến. Bên cạnh đó, bộ máy quản lý đất nước do ông xây dựng bị nạn tham nhũng đục khoét, tàn phá nặng nề, kinh tế trì trệ, đất nước phát triển chậm chạp. Năm 1960, Lý Thừa Vãn đối mặt làn sóng bất bình cực lớn của người dân. Cuối cùng, ông phải rời bỏ nhiệm sở sau cách mạng 19 tháng 4, lên máy bay chạy sang Honolulu và sống tị nạn tại đây cho tới cuối đời. Hiện nay, dư luận cùng giới chuyên gia ở Hàn Quốc vẫn đánh giá về Lý Thừa Vãn rất tiêu cực.
Chính phủ dân sự ngắn ngủi kế nhiệm của Tổng thống Yun Bo-seon cùng Phó Tổng thống Chang Myon bị lật đổ sau cuộc đảo chính của tướng Park Chung-hee vào ngày 16 tháng 5 năm 1961. Năm 1963, Park Chung-hee kiểm soát chính phủ và chính thức lên nắm quyền tổng thống, trở thành nhà lãnh đạo thứ ba cũng như độc tài thứ hai của Hàn Quốc. Thông qua hoạt động của Hiệp hội kêu gọi tái thiết quốc gia, Park Chung-hee đã giải tán quốc hội cùng các đảng phái chính trị đối lập đang hoạt động và thẳng tay đàn áp những phong trào chống đối. Park Chung-hee ban hành loạt sắc lệnh cấm công nhân tổ chức mít tinh, biểu tình, diễu hành. Ông còn cài cắm lực lượng mật thám, nhân viên thân tín của chính phủ vào bên trong nội bộ các tổ chức công đoàn công nhân để giám sát và rồi dần dần kìm hãm phong trào đấu tranh của họ. Bên cạnh đó, về chính sách đối ngoại, quân đội Hàn Quốc được Park Chung-hee gửi sang Nam Việt Nam chiến đấu cùng với Hoa Kỳ đồng thời cũng là lực lượng chính tiến hành các vụ đàn áp, bắt bớ, thủ tiêu, do thám trong nước theo mệnh lệnh của Park.

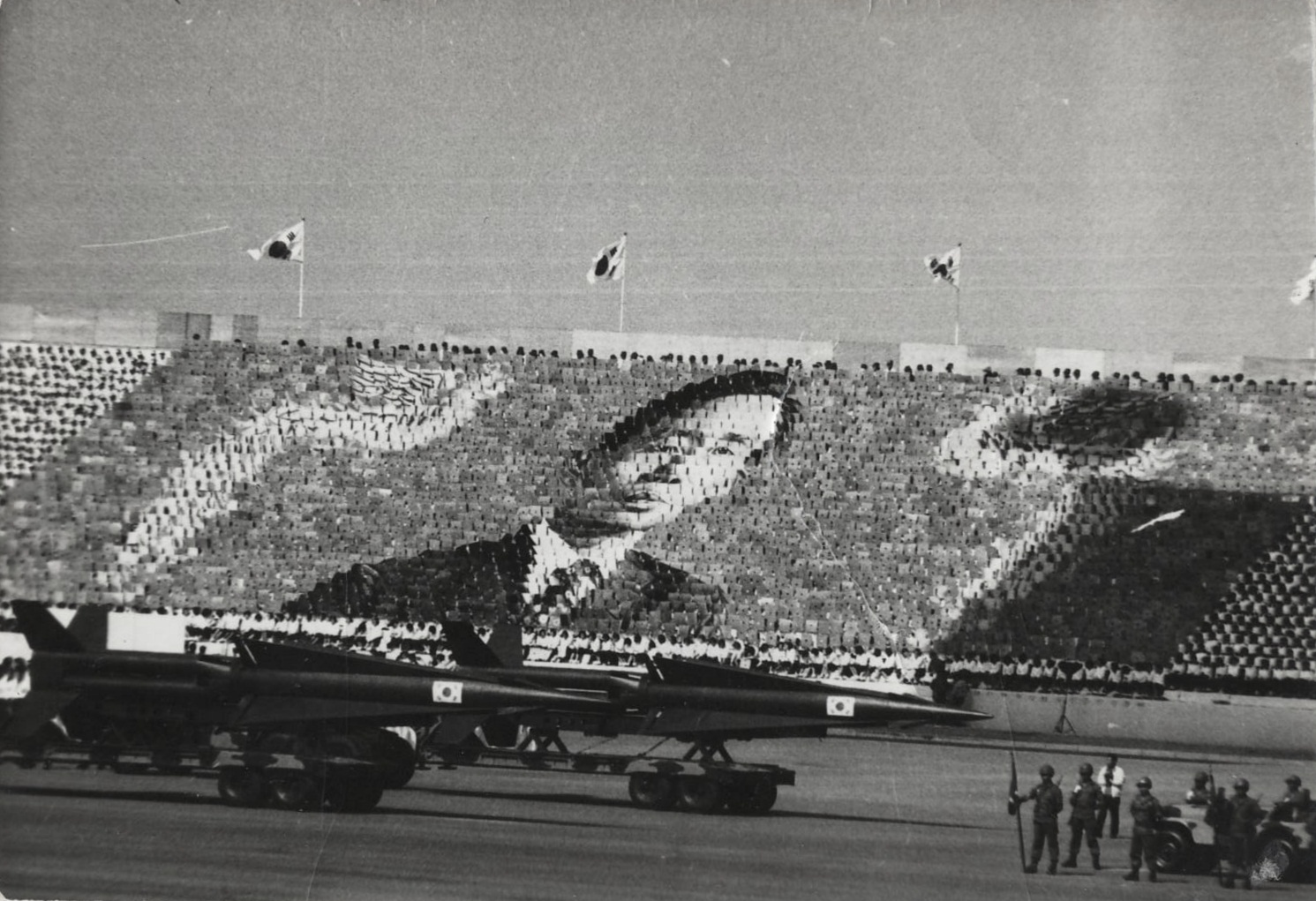
Park Chung-hee xây dựng hình ảnh thông qua sự sùng bái cá nhân

Trong suốt thập niên 1960, chính phủ Park Chung-hee có xu hướng đàn áp thô bạo ngày càng gia tăng. Năm 1971, Park ban bố tình trạng khẩn cấp quốc gia "dựa trên thực tế nguy hiểm của tình hình quốc tế". Tới tháng 10 năm 1972, ông lại khởi xướng một cuộc đảo chính để tự giải thể quốc hội, đình chỉ hiến pháp, dọn đường để bản thân lên nắm quyền lực thông qua bản Hiến pháp Duy Tân vào tháng 11 và sau đó là một cuộc trưng cầu dân ý bị chỉ trích là gian lận nặng nề. Theo đó, hiến pháp mới chính thức chấm dứt bầu cử dân chủ trực tiếp đồng thời suy tôn Park Chung-hee làm "Tổng thống trọn đời". Park bị chỉ trích là một nhà độc tài tàn nhẫn, thế nhưng đổi lại, nền kinh tế Hàn Quốc đã được cải thiện rất đáng kể dưới nhiệm kỳ của Park. Chính phủ của ông đã phát triển một hệ thống đường cao tốc trên toàn quốc, hệ thống tàu điện ngầm Seoul và đặt nền tảng to lớn, vững chắc cho sự chuyển biến mạnh mẽ của Hàn Quốc trong những thập niên sau đó.
Ngày 16 tháng 10 năm 1979, tại trường Đại học Busan, một nhóm sinh viên đã xuống đường kêu gọi chấm dứt chế độ độc tài. Làn sóng biểu tình nhanh chóng lan rộng với hơn 50.000 người tụ tập ở phía trước quảng trường thành phố Pusan. Trong hai ngày tiếp theo, một số văn phòng công cộng đã bị tấn công và khoảng 400 người biểu tình bị bắt giữ. Vào ngày 18 tháng 10, chính phủ Park Chung-hee tuyên bố thiết quân luật tại Pusan. Thế nhưng các cuộc biểu tình đã lan tới thành phố Masan, đặc biệt là ở trường Đại học Tổng hợp Kyungnam. Bạo lực leo thang với các cuộc tấn công vào các đồn cảnh sát và trụ sở các cơ quan của đảng cầm quyền trong thành phố. Khủng hoảng xã hội khiến nội bộ giới cầm quyền bị rạn nứt. Ngày 26 tháng 10 năm 1979, Park Chung-hee bị ám sát bởi Kim Jae-gyu, đương kim Giám đốc Cơ quan Tình báo Trung ương và nhóm của mình. Ngay sau đó, Kim Jae-gyu cùng đồng phạm bị tử hình bằng hình thức treo cổ, nhưng cho đến tận ngày nay, một Uỷ ban đặc biệt của chính phủ vẫn đang phải phải tiếp tục thảo luận về việc có nên coi Kim Jae-gyu là người góp công cho quá trình dân chủ hoá của Hàn Quốc hay không.
Thời đại Park Chung-hee kết thúc trong bạo lực và bất ổn xã hội. Một chính phủ tạm quyền được thành lập, đất nước đặt trong tình trạng thiết quân luật. Bản thân Park Chung-hee chết do bị ám sát bởi một quan chức thân tín phản bội. Sự nghiệp chính trị của ông cũng bị hoen ố vì độc tài và ngày nay, nhiều người Hàn Quốc căm ghét Park Chung-hee dù ông có công rất lớn trong việc xây dựng và tái thiết lại đất nước sau chiến tranh. Khi Roh Moo-hyun lên làm Tổng thống vào năm 2003, chính phủ vẫn phải tiếp tục ban hành các đạo luật mới và thành lập các uỷ ban điều tra về tình trạng bạo lực dưới thời Park Chung-hee. Tuy vậy, trong một cuộc khảo sát của Viện nghiên cứu và phân tích thông tin Gallup vào năm 2015 tại Hàn Quốc, Park Chung-hee đã được bình chọn là "Tổng thống vĩ đại nhất" trong lịch sử nước này (với tỷ lệ bình chọn là 44%).

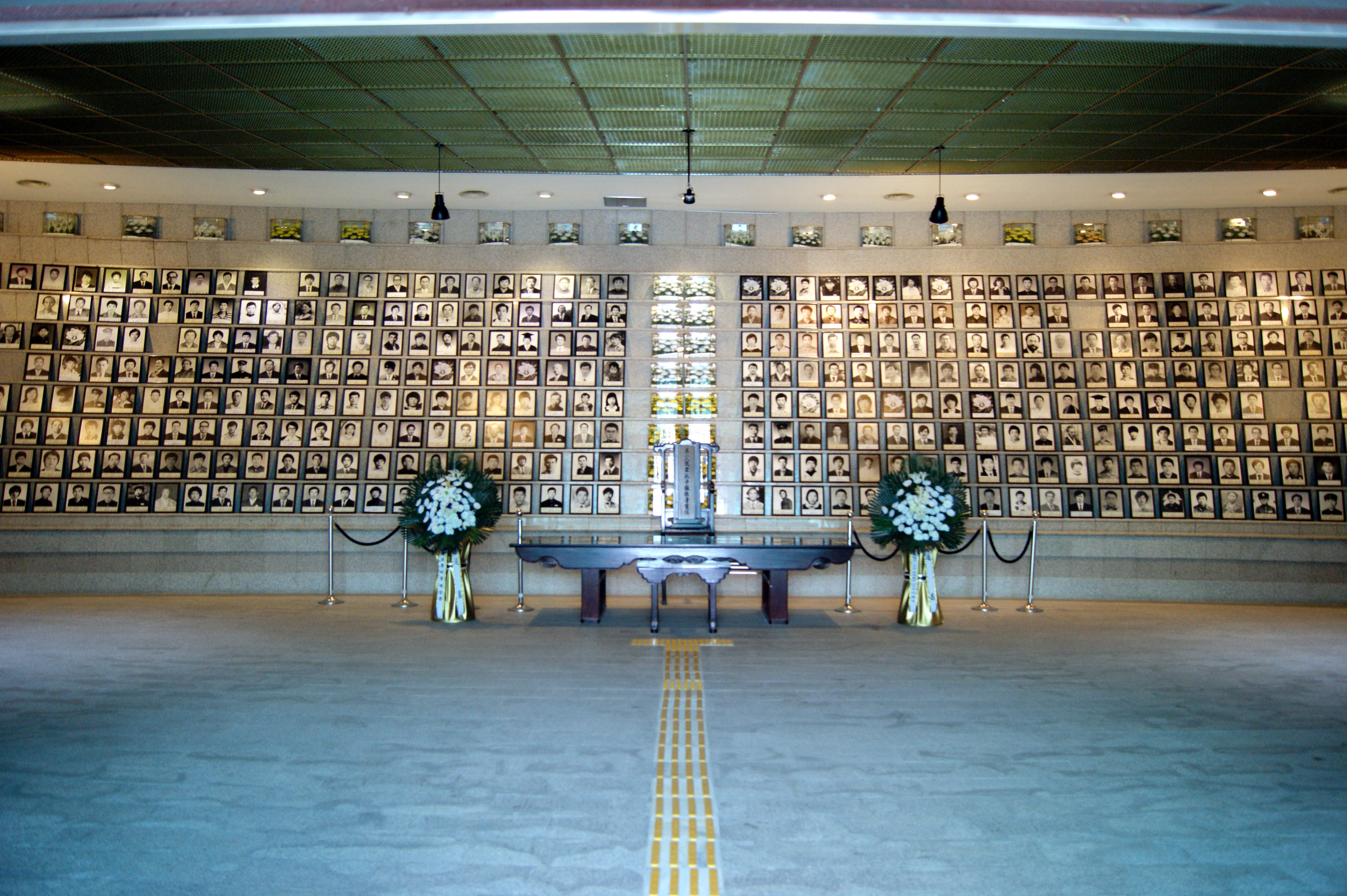
Hội trường Tưởng niệm ở Nghĩa trang Dân chủ 18 tháng 5, nơi chôn cất thi thể các nạn nhân của vụ thảm sát Gwangju

Năm 1980, tướng Chun Doo-hwan được một hội đồng quân sự bầu lên làm tổng thống. Ngày 18 tháng 5 năm 1980, tại thành phố Gwangju - thủ phủ của tỉnh Jeolla Nam đã xảy ra Phong trào dân chủ Gwangju - khi người dân địa phương tổ chức đánh cướp kho vũ khí của các trạm cảnh sát để chống lại lực lượng cảnh sát của chính phủ Chun Doo-hwan sau khi lực lượng này đàn áp tàn bạo một cuộc biểu tình ôn hòa đòi cải cách nền dân chủ cũng như đòi quyền tự do bầu cử của sinh viên địa phương. Quân đội với vũ khí sát thương hạng nặng đã được điều động đến. 4 giờ sáng ngày 27 tháng 5 năm 1980, quân đội từ 5 hướng tiến vào trung tâm thành phố và đánh bại hoàn toàn lực lượng dân quân chỉ trong vòng 90 phút. Trong sự kiện này, quân đội Hàn Quốc được cho là đã nổ súng bắn chết khoảng từ 1.000 tới 2.000 thường dân.
Sau khi đàn áp hoàn toàn cuộc nổi dậy của người dân trong cuộc thảm sát Gwangju, Chun Doo-hwan trở thành nhà lãnh đạo thứ năm cũng như độc tài thứ ba trong lịch sử chính trị Hàn Quốc. Cũng giống như người tiền nhiệm Park Chung-hee, Chun bắt đầu tiến hành kiểm soát đất nước một cách chặt chẽ hơn, ông ta loại bỏ hoàn toàn các chính trị gia đối lập khỏi chính trường và tiến hành thanh lọc xã hội theo quy mô lớn. Đồng thời, chính phủ Chun Doo-hwan thiết lập một cơ sở đào tạo quân sự đặc biệt mang tên gọi "Trại giáo dục Samcheong", để tiến hành chương trình "giáo dục thanh lọc". Khoảng hơn 40 nghìn người bị bắt đưa đến các cơ sở của trại này. Số liệu thống kê về sau cho thấy có 54 người đã bị giết trong quá trình giam giữ và 397 người khác chết sau đó. Năm 1986, Chun Doo-hwan tiếp tục ra lệnh bắt giữ và tra tấn nhiều nhà hoạt động có tư tưởng trái với khuynh hướng của giới cầm quyền, đồng thời nghiêm cấm triệt để các tổ chức công đoàn hoạt động, rất nhiều tổ chức chính trị theo đuổi dân chủ tự do bị đàn áp khốc liệt như Liên minh Dân chủ Thống nhất hay Phong trào Nhân dân.

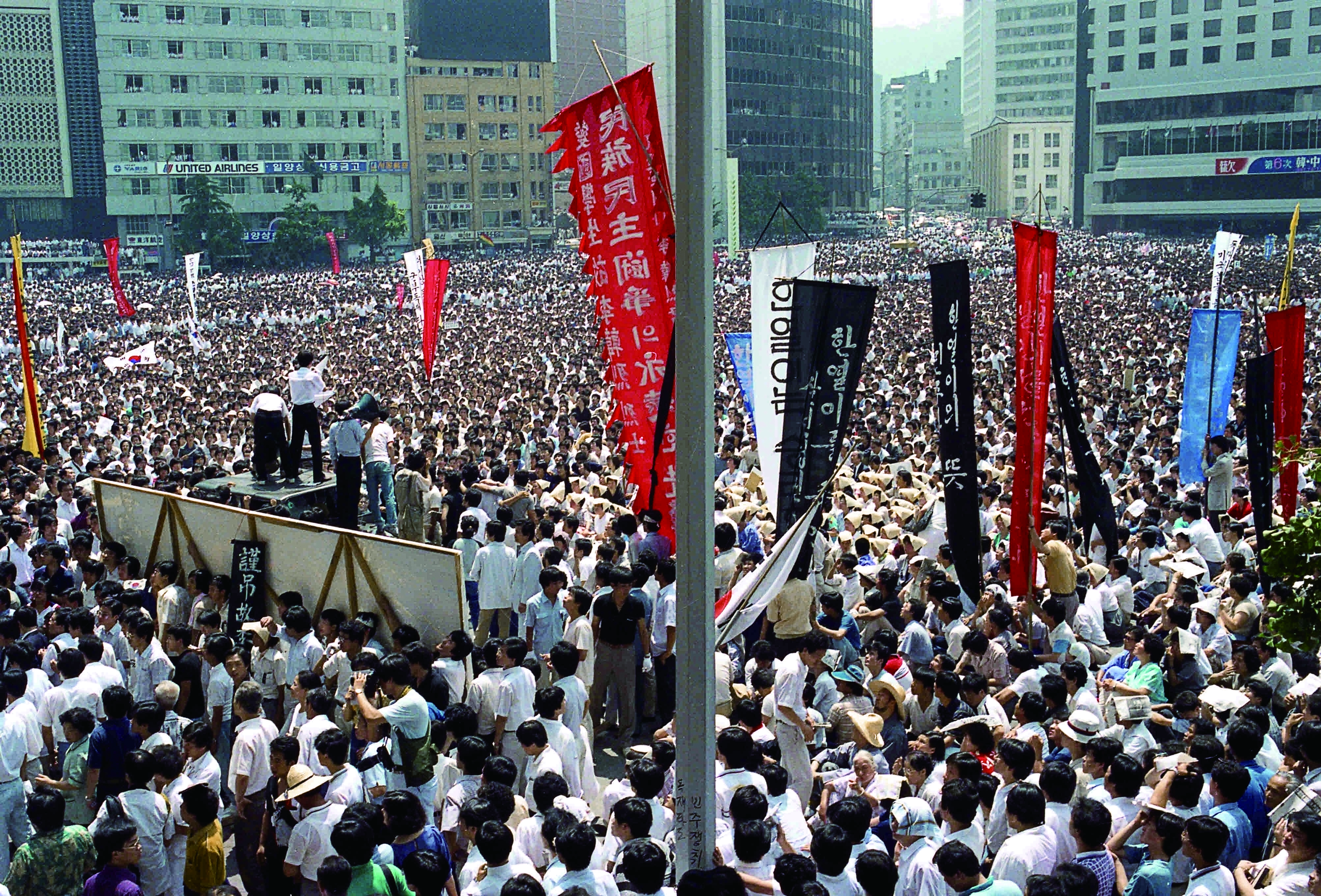
Phong trào Dân chủ Tháng Sáu

Tháng 1 năm 1987, một vụ tra tấn dã man của cảnh sát đã dẫn tới cái chết của Park Jong-chul, sinh viên trường Đại học Quốc gia Seoul. Sau đó, người dân Hàn Quốc tiếp tục nổi dậy sau cái chết của sinh viên Park. Họ tổ chức hàng loạt cuộc bạo động lớn để phản đối chính sách bắt bớ, thủ tiêu, tra tấn tàn bạo của chế độ Chun Doo-hwan đồng thời yêu cầu sửa đổi Hiến pháp. Đây chính là sự khởi đầu cho Phong trào Dân chủ Tháng Sáu - hàng triệu người tham gia vào cuộc "Tuần hành Hòa bình Vĩ đại của Nhân dân" được tổ chức tại 34 thành phố và 4 tỉnh, họ hô to các khẩu hiệu "Bãi bỏ hiến pháp xấu xa", "Xóa bỏ chế độ độc tài". Dưới áp lực ấy, chính quyền Chun Doo-hwan đã buộc phải tiến hành sửa đổi Hiến pháp, ban hành bản Hiến pháp mới vào ngày 29 tháng 10 năm 1987. Tuy nhiên, mặc cho tội ác của mình, Chun vẫn nắm giữ vị trí cao nhất trong bộ máy quyền lực ở Hàn Quốc cho tới năm 1988 và phải mãi đến tận năm 1996 mới bị chính phủ mới kết tội nổi loạn, phản quốc, tham nhũng, hối lộ, ra lệnh thảm sát dân thường và tuyên án tử hình nhưng sau đó được giảm xuống còn chung thân do Tòa án Tối cao cân nhắc vai trò của Chun khi đưa nền kinh tế Hàn Quốc trở thành "Con Hổ châu Á", bảo vệ đất nước khỏi khủng hoảng chính trị đồng thời chuyển giao quyền lực hòa bình cho người kế nhiệm. Cuối cùng, Chun nhanh chóng được tổng thống Kim Young-sam ân xá với lý do "thúc đẩy đoàn kết dân tộc" vào ngày 22 tháng 12 năm 1997.

#### Chính phủ dân sự
Các cuộc nổi dậy trong thập niên 1980 đã để lại dấu ấn to lớn cho sự ra đời của chính phủ dân sự vào năm 1992 với đường lối cầm quyền cùng chính sách đối ngoại mềm mỏng hơn rất nhiều. Trước đó; vào năm 1987, Hiến pháp Hàn Quốc đã được sửa đổi, người dân lại được quyền trực tiếp bầu ra tổng thống. Sự kiện này đánh dấu quá trình chuyển đổi sang nền dân chủ của đất nước. Thủ đô Seoul được chọn làm nơi tổ chức Thế vận hội Olympic Mùa hè năm 1988, một kỳ Thế vận hội vô cùng thành công và đã thúc đẩy đáng kể vị thế quốc tế của Hàn Quốc. Hàn Quốc được mời trở thành một thành viên chính thức của Liên Hợp Quốc vào năm 1991.

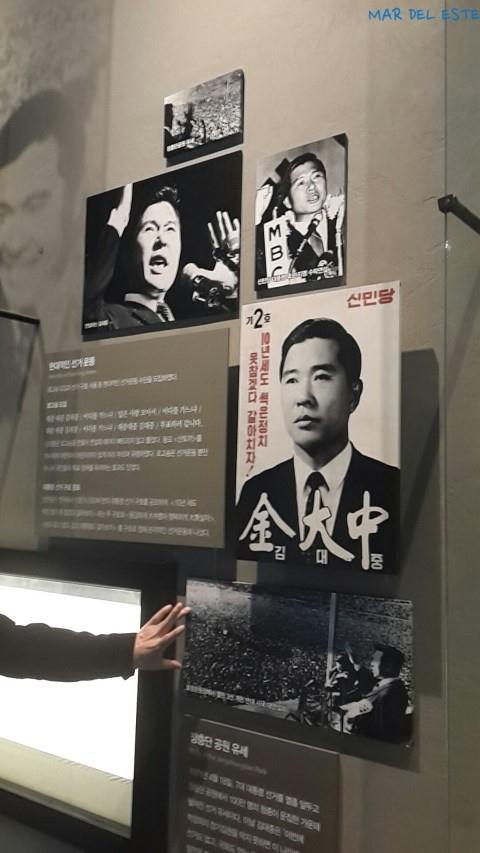
Tổng thống Kim Dae-jung đã thúc đẩy dân chủ, nhân quyền ở trong nước kèm theo các chính sách hòa giải với Bắc Triều Tiên

Tuy đạt được nhiều tiến bộ trong quá trình dân chủ hóa, chính trường Hàn Quốc vẫn chưa bao giờ hết khốc liệt hay có dấu hiệu hạ nhiệt, các đời tổng thống tiếp theo là Roh Tae-woo (1987), Kim Young-sam (1992) và Kim Dae-jung (1998) đều để lại nhiều dấu ấn với cả tích cực lẫn tiêu cực. Trong đó, vị tổng thống thứ sáu - Roh Tae-woo bị kết án tù vì các tội danh liên quan đến hối lộ, tham nhũng. Tuy vậy, sang đến năm 2000, tổng thống Kim Dae-jung gây tiếng vang lớn khi được trao giải Nobel Hoà Bình vì những nỗ lực trong việc bình thường hoá quan hệ với CHDCND Triều Tiên. Vào tháng 6 năm 2000, hội nghị thượng đỉnh liên Triều đã diễn ra tại Bình Nhưỡng, thủ đô của CHDCND Triều Tiên, hội nghị là thành quả tích cực sau nhiều năm Hàn Quốc thực thi chính sách Ánh Dương với CHDCND Triều Tiên do tổng thống Kim Dae-jung đề xướng. Năm 2003, học trò của ông, Roh Moo-hyun kế nhiệm. Thế nhưng sau đó, đến lượt Roh cũng phải đối mặt với lời buộc tội tham nhũng, ông tự sát vào ngày 23 tháng 5 năm 2009 trong khi các cuộc điều tra vẫn đang tiếp diễn, do vậy, nhiều người nghi ngờ rằng vụ tự sát này là do sức ép đến từ các thế lực khác.
Sau đó là Lee Myung-bak làm tổng thống trong giai đoạn 2008-13. Năm 2018, Lee bị bắt giam với cáo buộc ít nhất 12 tội danh, trong đó có việc nhận hối lộ 11 tỷ Won từ Cơ quan Tình báo Quốc gia cùng nhiều doanh nghiệp khác. Bên cạnh đó là những cáo buộc về trốn thuế và chiếm đoạt 35 tỷ Won từ một công ty mà Lee bí mật sở hữu. Vào tháng 3 năm 2019, Lee được cho phép tại ngoại vì những lo ngại liên quan đến vấn đề sức khỏe. Tuy nhiên, vào ngày 19 tháng 2 năm 2020, tòa án quận trung tâm Seoul đã chính thức ra bản án tuyên phạt Lee 17 năm tù giam cùng 13 tỷ Won tiền đền bù.
Tiếp đến là Park Geun-hye, bà là nữ tổng thống đầu tiên của Hàn Quốc và dân cử đầu tiên ở Đông Á. Tuy nhiên, tới đầu năm 2017, đến lượt Park Geun-hye cũng bị quốc hội nước này phế truất và bắt giam với các cáo buộc tiết lộ bí mật quốc gia, nhận hối lộ, để người không có bất kỳ chức vụ, thẩm quyền gì là Choi Soon-sil (bạn thân) can thiệp bất hợp pháp vào các tài liệu mật cũng như công việc nội bộ của chính phủ, lạm quyền và tham nhũng.
Như vậy, tính đến năm 2018, trong 11 đời tổng thống Hàn Quốc có 1 người bị ám sát, 1 người tự sát do bị điều tra, 1 người bị đảo chính phải chạy ra nước ngoài tị nạn, 4 người khác bị bắt giam do các tội danh liên quan đến tham nhũng, hối lộ. Những vụ bê bối liên quan đến giới chính trị hay lãnh đạo các doanh nghiệp kinh tế lớn là vấn nạn gây nhức nhối tại quốc gia này bên cạnh sự gia tăng của các loại tội phạm tình dục.
Tái thống nhất với Bắc Triều Tiên là chủ đề được bàn luận sôi nổi ở Hàn Quốc, nhưng cho đến nay vẫn chưa có bất kỳ hiệp định hoà bình chính thức nào được ký kết. Luật an ninh quốc gia Hàn Quốc không cho phép người dân tiếp nhận bất cứ thông tin nào từ Bắc Triều Tiên, những ai tỏ thái độ ủng hộ, có các hành động tuyên truyền, diễn thuyết, phát biểu ca ngợi Bắc Triều Tiên sẽ bị trục xuất khỏi nước này nếu là người nước ngoài hoặc kết án 7 năm tù giam nếu là công dân Hàn Quốc, tự ý tổ chức các chuyến đi du lịch, đến thăm Bắc Triều Tiên mà không được sự cho phép của chính phủ có thể bị phạt tối đa lên tới 10 năm tù giam. Tổng thống Roh Moo-hyun từng nghĩ tới việc dỡ bỏ luật này, nhưng hiện tại điều đó vẫn chưa được thực thi còn tổng thống Moon Jae-in hy vọng hai miền sẽ tái thống nhất trong hòa bình - sớm nhất là vào năm 2045.

### Khôi phục và phát triển kinh tế

#### Chính sách khắc khổ

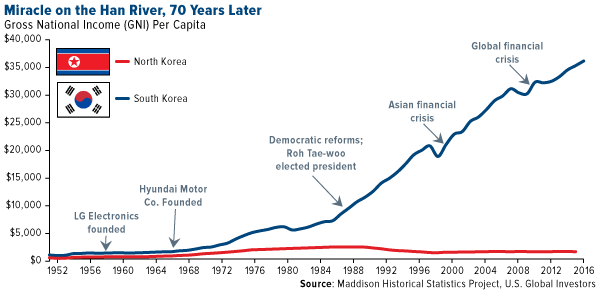
Tăng trưởng GNI bình quân đầu người giữa Hàn Quốc và Bắc Triều Tiên (1950-2016)

Sau chiến tranh Triều Tiên, vào giai đoạn trước khi Park Chung-hee lên nắm quyền vào năm 1961, kinh tế Hàn Quốc khá nghèo nàn với thu nhập bình quân đầu người ít hơn 100 USD mỗi năm. Hàn Quốc thời điểm đó bị xếp hạng là một trong những nước nghèo nhất trên thế giới. Ở giai đoạn này, kinh tế Hàn Quốc cơ bản phụ thuộc vào viện trợ nước ngoài, chủ yếu là từ Mỹ. Khi đó, viện trợ từ chính phủ Mỹ chiếm phần lớn trong tổng ngân sách chính phủ cũng như tổng sản lượng quốc gia (GNP) của Hàn Quốc. Dù cho một số khu vực của đất nước đã trải qua quá trình công nghiệp hóa từ thời kỳ chiếm đóng của Nhật Bản nhưng nhìn chung vào đầu thập niên 60, Hàn Quốc vẫn là một nước thuần nông nghiệp lạc hậu, kém phát triển hơn so với Bắc Triều Tiên - vốn không những rất giàu có về tài nguyên thiên nhiên mà còn được Liên Xô, Trung Quốc cùng khối các quốc gia xã hội chủ nghĩa viện trợ, giúp đỡ.
Để xóa bỏ đói nghèo và tái tạo động lực phát triển, Park thành lập Hội đồng Tối cao phụ trách Tái thiết Quốc gia, mang kỷ luật quân đội và chính sách cải cách kiểu độc tài áp dụng trên toàn quốc. Tham vọng của Park là chấm dứt tình trạng lạc hậu ở Hàn Quốc.

Sau khi đảo chính thành công để lên nắm chính quyền vào tháng 7 năm 1961, Park tuyên bố bắt đầu tiến trình "dọn rác" để thanh lọc xã hội. Một trong những việc đầu tiên ông làm là đem tử hình 24 quan chức và doanh nhân vì tội tham nhũng. Toàn xã hội "thắt lưng buộc bụng". Một số ngành do quân đội trực tiếp xây dựng và quản lý. Du học sinh trước khi ra nước ngoài học tập phải cam kết không ở lại nước ngoài mà phải về nước phục vụ dù muốn hay không, những ai đã học xong mà không quay về nước thì gia đình họ sẽ phải chịu những hình phạt nặng nề.

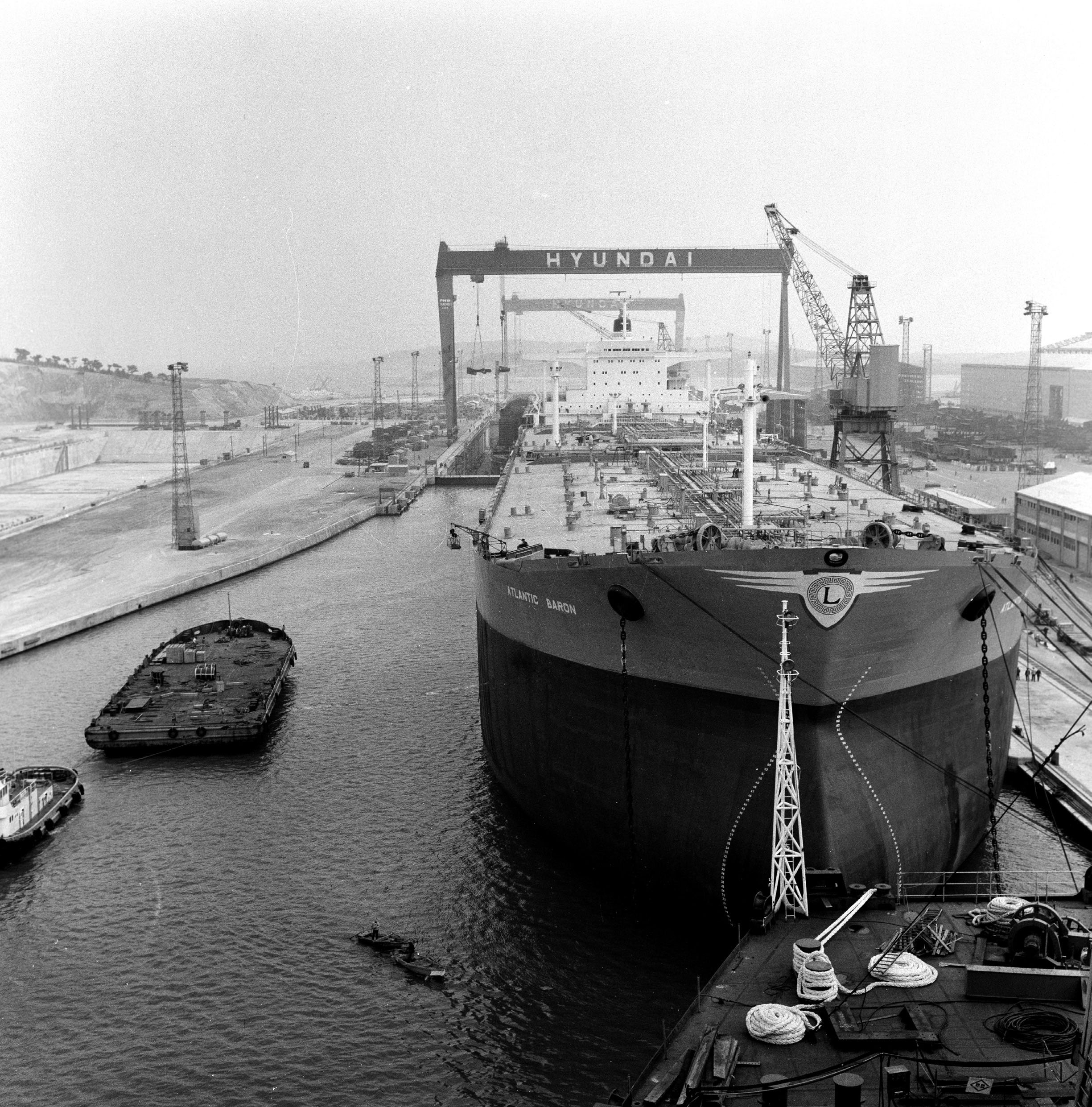
Xưởng đóng tàu của Hyundai ở Ulsan (1976)

Park Chung-hee chuyển chiến lược kinh tế của đất nước từ công nghiệp hóa thay thế nhập khẩu sang công nghiệp hóa định hướng xuất khẩu. Ông thành lập một Ủy ban Kế hoạch Kinh tế để điều hành nền kinh tế đất nước. Lấy những "Kế hoạch kinh tế 5 năm" vốn đã từng rất thành công của Liên Xô trước đây làm kiểu mẫu, Park đề ra "Kế hoạch 5 năm" đầu tiên vào năm 1962, nhiệm vụ chủ chốt của kế hoạch này là tập trung phát triển các ngành công nghiệp nhẹ nhằm mục đích xuất khẩu. Ông tuyên bố thành phố Ulsan sẽ là khu vực phát triển công nghiệp tiên phong đặc biệt của đất nước. Ngay sau đó, Hyundai - một trong những tập đoàn lớn đầu tiên của Hàn Quốc đã nhanh chân tận dụng vị thế đặc biệt của Ulsan để biến thành phố này trở thành nơi đặt các nhà máy sản xuất chính.
Hầu hết các nhà sử học đều coi "Kế hoạch 5 năm đầu tiên" là điểm cất cánh của nền kinh tế Hàn Quốc. Từ năm 1962 đến năm 1966, tốc độ tăng trưởng của Hàn Quốc đạt 7,6%. Sản lượng công nghiệp xuất khẩu tăng trên 30% mỗi năm cùng sản lượng sản xuất tăng trên 15% mỗi năm. Các chính sách phát triển kinh tế của Park được thúc đẩy bởi chủ nghĩa dân tộc và mong muốn giành quyền tự chủ cho đất nước. Do đó, ông chủ trương tự lực; không để cho nền kinh tế bị phụ thuộc và chi phối bởi nước ngoài. Ban đầu, Park ra sức hạn chế đầu tư trực tiếp nước ngoài vào Hàn Quốc. Tuy nhiên, theo lời khuyên từ giới chuyên môn, ông bắt đầu dần nới lỏng những hạn chế này. Mặc dù vậy, các công ty nước ngoài khi đó muốn đầu tư vào thị trường Hàn Quốc thì bắt buộc phải tiến hành chuyển giao, chia sẻ công nghệ ở một mức độ nhất định cho doanh nghiệp trong nước. Năm 1966, đạo luật kích thích vốn đầu tư nước ngoài được chính phủ Park thông qua đã cung cấp thêm những ưu đãi về thuế cho các nhà đầu tư đồng thời hợp lý hóa quy trình này vào Hàn Quốc. Kế hoạch 5 năm lần thứ hai (1967-1971) tiếp tục nhấn mạnh hơn nữa vào việc thu hút đầu tư trực tiếp nước ngoài, khuyến khích chuyển giao công nghệ cũng như cải thiện cơ sở hạ tầng. Từ năm 1973, kinh tế Hàn Quốc đặt trọng tâm chủ yếu vào 7 ngành chính bao gồm: thép, hóa chất, luyện kim, chế tạo máy, đóng tàu, ô tô và điện tử. Giai đoạn phát triển công nghiệp cao độ này tập trung tại các thành phố nhỏ nằm ở phía đông nam đất nước.
Kế hoạch phát triển kinh tế của Park Chung-hee là dựa vào xuất khẩu nhờ giá thành thấp. Chi phí sản xuất được cố tình hạ thấp đến mức tối thiểu bằng cách toàn dân phải cam chịu gian khổ, tiêu dùng hết sức tiết kiệm. Để người lao động có thể sống với mức lương rất thấp, chính quyền đã áp dụng biện pháp bảo hộ, giữ giá những sản phẩm nông nghiệp cũng luôn ở mức rất thấp. Cuối thập niên 70, nền công nghiệp Hàn Quốc đã sản xuất được máy thu hình màu nhưng chỉ để xuất khẩu. Các sản phẩm xa xỉ như mỹ phẩm, quần áo thời trang cho đến xe hơi cao cấp,... đều bị hạn chế nhập khẩu ở mức tối đa để nguồn vốn không bị chảy ra nước ngoài. Từ năm 1962, chính sách toàn quốc thắt lưng buộc bụng được áp dụng. Thời gian lao động kéo dài với điều kiện kém cùng tiền lương thấp. Những phản kháng đòi hỏi cải thiện điều kiện sống đều bị chính quyền thẳng tay đàn áp.

#### Tham chiến tại Việt Nam

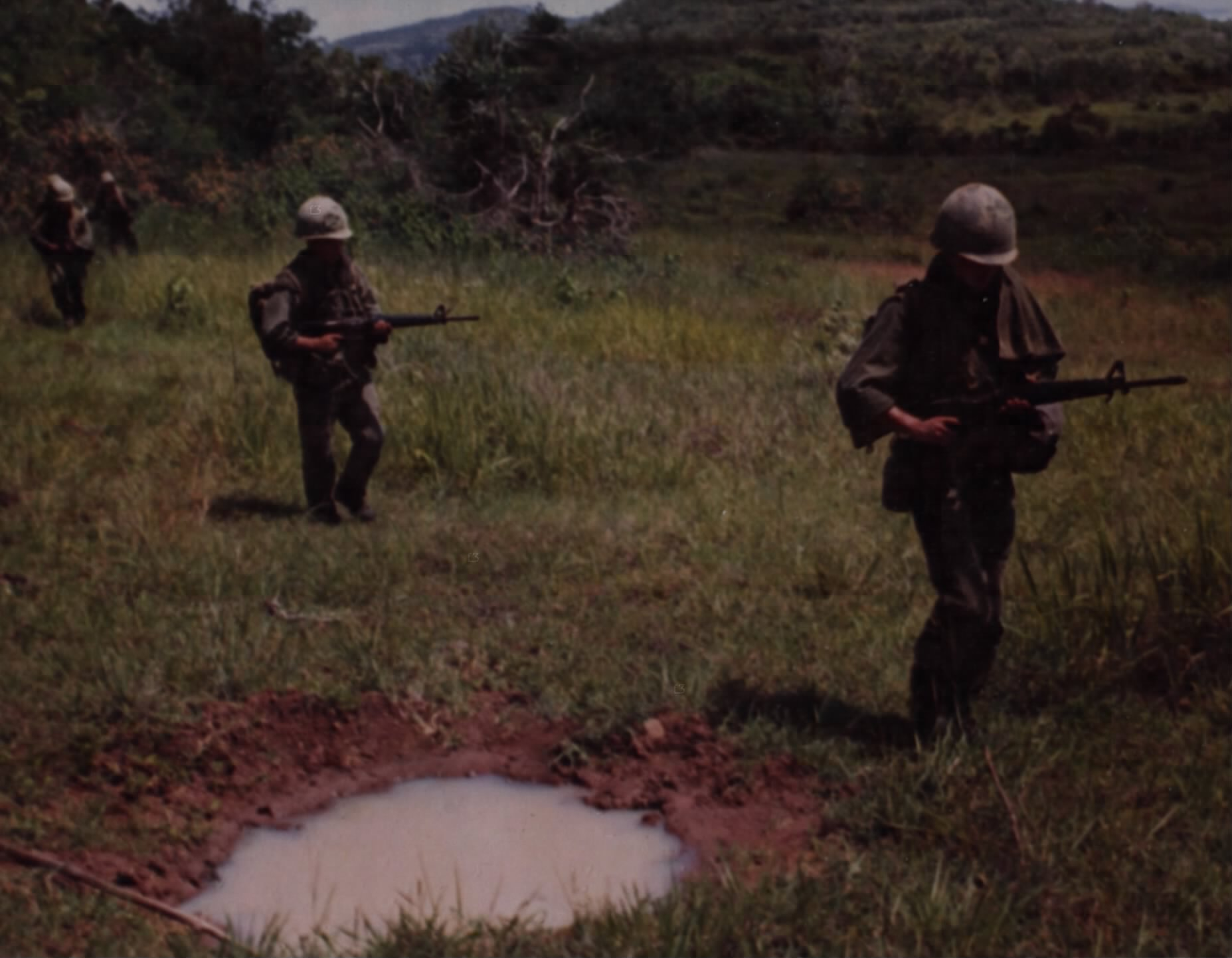
Binh sĩ Hàn Quốc ở Việt Nam

Park Chung-hee đã gửi hơn 325.000 quân nhân sang Nam Việt Nam chiến đấu cùng Hoa Kỳ và Khối đồng minh chống cộng trong chiến tranh Việt Nam, vừa để nhằm mục đích "nâng cao vị thế quốc gia", hỗ trợ chống lại sự lan rộng của chủ nghĩa cộng sản cũng như đổi lấy những khoản viện trợ từ phía chính phủ Hoa Kỳ. Đây là lực lượng quân sự nước ngoài có quy mô lớn thứ hai trong cuộc chiến chỉ sau quân đội Hoa Kỳ, số lượng binh sĩ Hàn Quốc tham chiến đạt mức cao nhất trong năm 1968 với trên 50.000 người.
Sau 9 năm chiến đấu ở Việt Nam (1964-1973); có khoảng từ 4.407 - 5.099 lính tử trận, 10.962 - 17.060 người khác bị thương và 4 mất tích trong suốt cuộc chiến. Quân đội Hàn Quốc gây ra một danh sách dài tội ác chiến tranh như thảm sát thường dân, xóa sổ nhiều làng mạc bị nghi ngờ hỗ trợ cho Mặt trận Dân tộc Giải phóng miền Nam Việt Nam khi tham chiến đồng thời bỏ lại hàng ngàn đứa con lai khi rời đi. Sau này, Hàn Quốc thống kê rằng quân đội của họ đã làm khoảng 41.000 người Việt Nam bị coi là Việt Cộng thiệt mạng. Đổi lại, chính phủ Hoa Kỳ tài trợ mọi khoản chiến phí và trả tiền lương cho binh lính Hàn Quốc. Tổng cộng Hoa Kỳ đã viện trợ hoặc cho Hàn Quốc vay ưu đãi khoảng 10 tỷ USD từ năm 1946-1978, trong đó nhiều nhất là giai đoạn 1965-1972. Trong 7 năm này, Hàn Quốc nhận được 5 tỷ USD, nhiều gấp 3 lần giai đoạn trước. Trong 2 năm đầu, thu nhập từ cuộc chiến chiếm khoảng 40% ngoại hối của Hàn Quốc. Một số học giả tính toán rằng khoản thu này chiếm từ 7-8% GDP Hàn Quốc giai đoạn 1966-1969. Số tiền được chính phủ Hoa Kỳ chuyển thẳng cho chính phủ Hàn Quốc dưới hình thức bán công khai như trợ cấp phát triển quốc phòng, hợp đồng dân sự, chuyển giao công nghệ và ưu đãi thị trường bởi các đời tổng thống Johnson và Nixon. Cùng với quân đội sang Nam Việt Nam, các công ty công nghiệp lớn của Hàn Quốc; như Hyundai, đã tích lũy được thêm nhiều kinh nghiệm khi tham gia vào việc hoàn thành các dự án xây dựng, hậu cần, giao thông vận tải lớn tại đây, tạo tiền đề để giành được những hợp đồng giá trị hơn trên khắp thế giới sau này.
Nhờ viện trợ cùng tiền lương chính phủ Hoa Kỳ trả cho quân đội Hàn Quốc, kinh tế nước này phát triển nhanh chóng. Trong vòng 10 năm từ 1964-1974, GNP bình quân tăng gấp 5 lần. Nhưng đổi lại, rất nhiều máu cũng đã đổ khi Hàn Quốc tham chiến ở Nam Việt Nam và nhiều ý kiến cho rằng những tổn thất sinh mạng đó góp phần không nhỏ cho sự phát triển sau này.

#### Hỗ trợ từ Nhật Bản và Hoa Kỳ
Nhật Bản và Hoa Kỳ cũng đóng một vai trò rất quan trọng trong sự phát triển kinh tế nhanh chóng của Hàn Quốc. Park Chung-hee quyết định bình thường hóa quan hệ ngoại giao với Nhật Bản vào năm 1965 - động thái vấp phải sự phản đối gay gắt của nhiều người dân Hàn Quốc. Lao động giá rẻ trong nước khi ấy kết hợp với vốn và công nghệ của Nhật Bản đã thúc đẩy mạnh mẽ quá trình công nghiệp hóa của Hàn Quốc. Sau khi bình thường hóa quan hệ ngoại giao, Nhật Bản trở thành nhà đầu tư nước ngoài lớn thứ hai của Hàn Quốc chỉ sau Hoa Kỳ. Trong vòng 10 năm sau đó, thương mại giữa hai nước đã được mở rộng hơn 10 lần. Từ năm 1962 đến 1979, khoảng 60% công nghệ từ nước ngoài của Hàn Quốc là do Nhật Bản cung cấp.
Thị trường Hoa Kỳ cùng với các khoản đầu tư và chuyển giao công nghệ của Nhật Bản đã tạo điều kiện thuận lợi cho sự chuyển biến thần kỳ của nền kinh tế Hàn Quốc. Kinh tế Nhật Bản cũng là một mô hình rất tốt để Hàn Quốc noi theo trong công cuộc định hình, phát triển nền kinh tế quốc gia. Trong thời kỳ thuộc địa và kể cả sau khi giành được độc lập, người Hàn Quốc đã học hỏi được rất nhiều điều từ người Nhật về những gì mà một quốc gia không thuộc phương Tây có thể làm để công nghiệp hóa cũng như hiện đại hóa thành công. Một nhà kinh tế học Hàn Quốc từng mô tả chính sách của cộng đồng doanh nghiệp nước này vào thời điểm đó là: "Làm hệt như những gì người Nhật đã từng làm, nhưng cố gắng tìm cách làm sao để đạt được điều đó một cách nhanh, hiệu quả và ít tốn kém hơn".

#### Cải cách văn hóa - xã hội
Park Chung-hee cho rằng Hàn Quốc trước tiên cần phải phát triển kinh tế vững mạnh rồi sau đó mới có thể có được dân chủ. Ông sử dụng hệ thống cảnh sát mật để theo dõi và dẹp tan mọi hành vi chống lại mình. Tất cả mọi cá nhân có phát ngôn hoặc hành động chống lại chính phủ, mọi cuộc biểu tình đòi tăng lương đều bị đáp lại bằng sự trừng phạt, bắt bớ, trấn áp thẳng tay. Park Chung-hee sử dụng luật an ninh chống cộng để bỏ tù và tra tấn bất cứ ai bất đồng chính kiến. Các cuộc biểu tình, hệ thống báo chí và phát ngôn nói chung đều bị kiểm duyệt hà khắc. Các sĩ quan cảnh sát mang thước và chặn thanh niên trên phố để đo tóc và váy của họ. Chính quyền sẽ can thiệp rất thô bạo nếu thanh niên để tóc dài, phụ nữ mặc váy ngắn. Gián điệp, chỉ điểm có mặt khắp mọi nơi, giám sát đến cả trường học. Những người bất đồng chính kiến khó thoát khỏi bị bắt và kết cục là cuộc sống mòn mỏi ở trong tù. Ở Hàn Quốc thời điểm này, nếu một người bị quy là người cộng sản, người đó sẽ mất hết mọi quyền tồn tại trong xã hội. Quy kết và phê phán nhằm vào một chính sách nào đó của chính phủ, chính khách đối lập là mang tư tưởng "cộng sản chủ nghĩa" là phương cách được chính quyền Park ưa thích và tận dụng rất hiệu quả. Khi một nhà hoạt động xã hội bị bắt, người đó sẽ bị tra tấn dã man để phải thú nhận mình là người cộng sản. Cho đến nay, không một chính trị gia nào có thể tạo được sự uy quyền bao trùm tuyệt đối lên đất nước cũng như khiến cho cả một thế hệ người dân Hàn Quốc sợ hãi như Park Chung-hee.

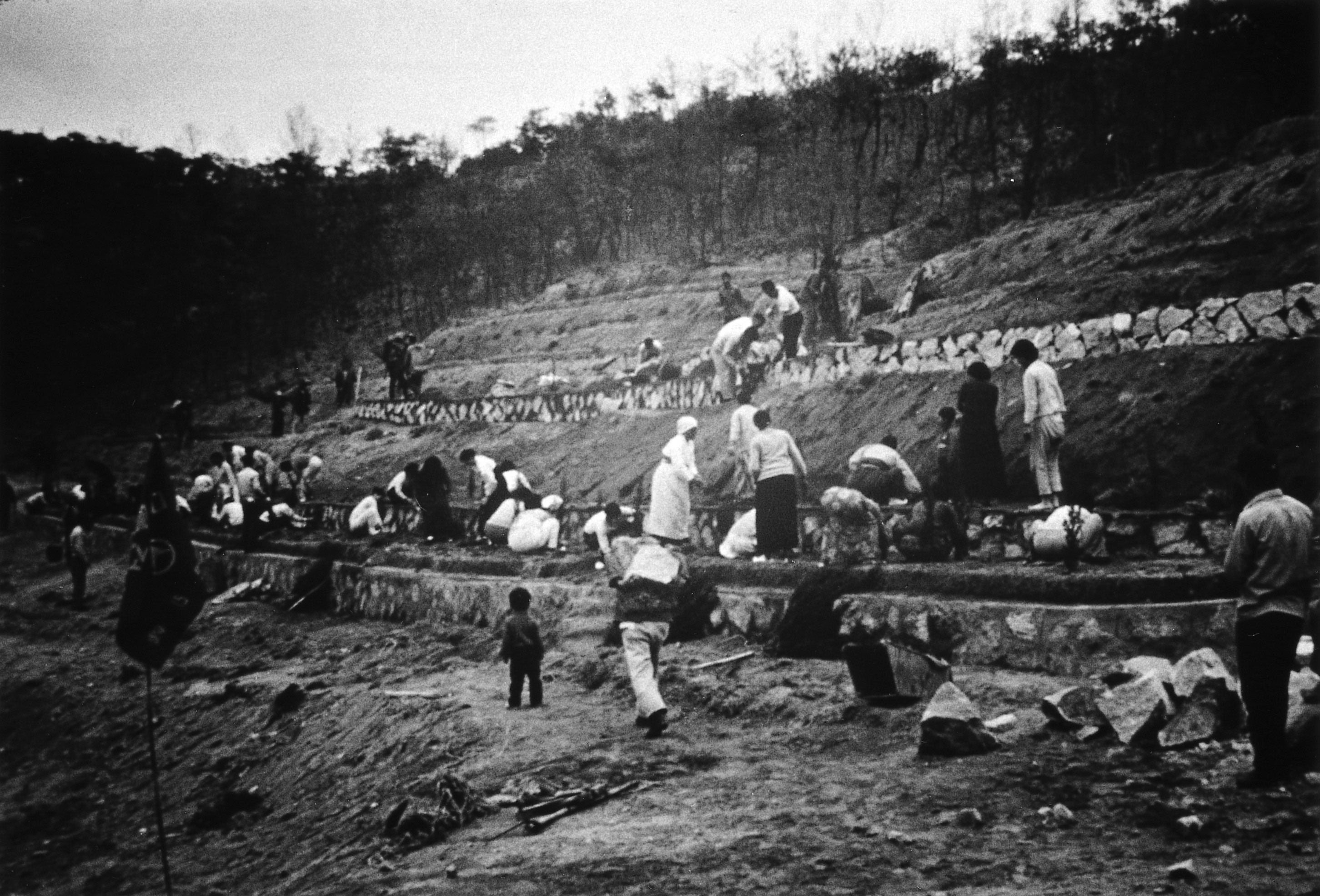
Xây dựng nông thôn mới ở Hàn Quốc trong thời kỳ Saemaul Undong

Chế độ độc tài quân sự của Park Chung-hee mang tính chất chuyên chế độc đoán, phản dân chủ mạnh mẽ, nhưng cũng không thể phủ nhận những mặt tích cực của chế độ chính trị này đối với việc định hướng diện mạo nền kinh tế và xã hội Hàn Quốc ngày nay. Bên cạnh các biện pháp chính trị, Park Chung-hee sử dụng các yếu tố văn hóa Nho giáo để thúc đẩy phát triển đất nước. Vào đầu những năm 1970, Park Chung-hee dự định dẹp bỏ tất cả những gì gọi là truyền thống để nhanh chóng đạt được hiện đại hóa. Phong trào xây dựng nông thôn mới (Saemaul Undong) đã đập phá nhiều di sản văn hóa, những truyền thống đều bị coi là "cổ hủ", "lạc hậu" và "lỗi thời" - cần phải nhanh chóng gạt bỏ để tiến lên hiện đại hóa.
Nhưng về tư tưởng, Park Chung-hee nhận thấy không thể đưa ra một học thuyết chính trị mới nào đủ hoàn thiện để có thể hoán đổi, thay thế được vị trí của Nho giáo trong xã hội Hàn Quốc mà nhận ra rằng, không thể không duy trì những yếu tố tích cực của nó. Trong đó, Trung (trung thành) và Hiếu (hiếu thảo) là hai giá trị tồn tại xuyên suốt qua nhiều thế hệ ở Hàn Quốc. Cũng trong thời gian này, xã hội Hàn Quốc xảy ra nhiều cuộc tranh luận nóng bỏng giữa các học giả về tính hữu dụng của những yếu tố tích cực của Nho giáo truyền thống. Cuối cùng, Park Chung-hee đi đến quyết định: "Giá trị quan của Nho giáo về Trung và Hiếu là những nền tảng không thể tách rời của xã hội". Chính sách giáo dục đề cao đạo Khổng được ông ra chỉ thị tiếp tục giảng dạy trong nhà trường cũng như truyền bá sâu rộng trong đời sống nhân dân.

#### Thành quả

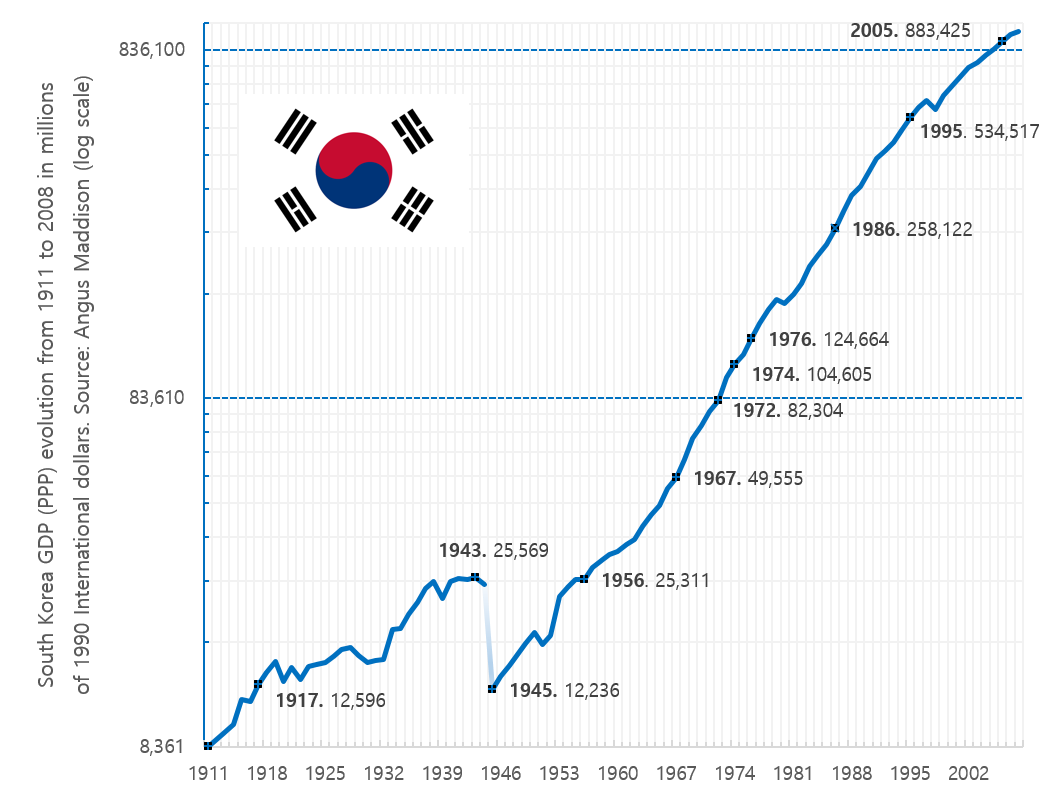
Tăng trưởng GDP (PPP) của Hàn Quốc (1911-2008)

Sự tăng trưởng kinh tế trong giai đoạn này đã cải thiện đáng kể mức sống cho người dân Hàn Quốc. Cuối năm 1965, khoảng 58,7% lực lượng lao động làm việc trong lĩnh vực nông nghiệp, nhưng tỷ lệ này đã giảm xuống còn 50,4% vào năm 1970 và 38,4% vào năm 1978. Công nghiệp hóa dẫn đến sự gia tăng nhanh chóng dân số ở các đô thị của Hàn Quốc, tăng từ 28,3% năm 1960 lên 54,9% vào năm 1979. Năm 1960, khoảng một phần ba trẻ em từ 12 đến 14 tuổi theo học tại các trường trung học; tỷ lệ đó tăng lên 53,3% vào năm 1970 và 74,0% vào năm 1975. Năm 1960, chỉ có khoảng 19,9% dân số từ 15 đến 17 tuổi được đi học; tỷ lệ đó tăng lên 29,3% vào năm 1970 và 40,5% vào năm 1975. Năm 1970, quá trình xây dựng tuyến đường cao tốc Gyeongbu được hoàn thành, liên kết thủ đô Seoul với các khu vực phía đông nam cũng như các thành phố cảng lớn ở phía nam đất nước. Vào năm 1969, cả nước chỉ có 200.000 máy truyền hình thì đến năm 1979 đã có khoảng 6 triệu máy. Nếu như cũng trong năm 1969, chỉ có 6% hộ gia đình ở Hàn Quốc sở hữu một chiếc TV thì đến năm 1979, tỷ lệ này đã là 4/5.
Nhờ những biện pháp cứng rắn về chính trị, khắc khổ về kinh tế cũng như tận dụng yếu tố văn hóa, từ thập niên 1960 trở đi, kinh tế Hàn Quốc phát triển nhanh chóng. Tuy nhiên, vào ngày 26 tháng 10 năm 1979, tổng thống Park Chung-hee bất ngờ bị ám sát, sự tăng trưởng đều đặn của đất nước cũng đột ngột dừng lại, kéo theo đó là một thời kỳ hỗn loạn liên tiếp về chính trị cộng với sự tăng vọt của giá dầu mỏ cùng vụ mùa thu hoạch lúa gạo thất bát và tỷ lệ lạm phát lên tới 44% năm 1979 đã khiến cho nền kinh tế Hàn Quốc phải chịu mức suy thoái chạm mức 6% trong năm 1980. Nhưng sau đó, nền kinh tế đã nhanh chóng được phục hồi và quay trở lại quỹ đạo tăng trưởng. Thập niên 1980 tiếp tục chứng kiến tốc độ tăng trưởng GDP cao, đạt đỉnh điểm vào những năm 1986-1988 ở mức 12% mỗi năm khiến cho Hàn Quốc trở thành nền kinh tế đạt mức tăng trưởng cao nhất trên thế giới tại thời điểm đó, Hàn Quốc về sau được xếp vào nhóm những nước công nghiệp mới. Trong những năm kế tiếp, tuy có chậm lại nhưng tốc độ tăng trưởng vẫn tiếp tục gia tăng đều đặn cho đến năm 1997 với tốc độ trung bình là 10% mỗi năm. Thời kỳ cải cách thành công và bùng nổ trong công cuộc phát triển kinh tế - xã hội của Hàn Quốc được gọi là "Kỳ tích trên dòng sông Hán".

#### Sự hình thành Chaebol

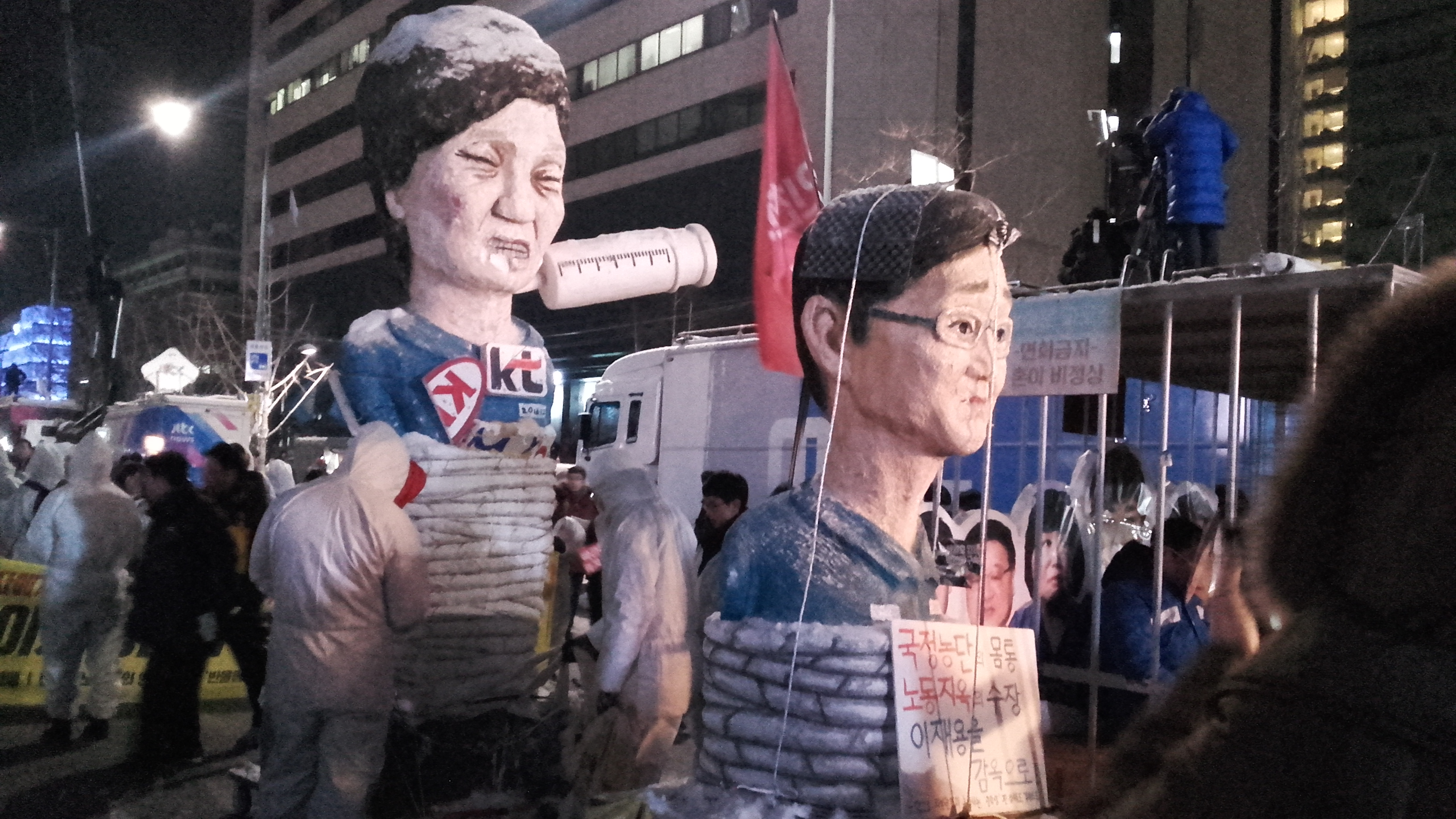
Các tài phiệt bị phản đối trong một cuộc biểu tình

Trong bối cảnh chính trị như vậy, kinh tế Hàn Quốc cũng phát triển theo mô hình "độc tài". Các Chaebol hay Tài phiệt bắt đầu dần hình thành và chi phối nền kinh tế quốc gia. Thông thường, tài phiệt là các tập đoàn đa quốc gia với thành viên bao gồm rất nhiều doanh nghiệp quốc tế nhưng đều nằm dưới sự điều khiển của một ông chủ duy nhất nắm quyền điều hành trên tất cả những cơ sở này. Hiện nay, ở Hàn Quốc có đến hàng chục nhóm tài phiệt như vậy, hầu hết nằm dưới sự điều khiển tuyệt đối của một vài gia tộc. Năm 2008, khoảng 80% GDP của Hàn Quốc có nguồn gốc từ các tài phiệt, chỉ tính riêng Samsung đã chiếm tới 1/5 giá trị xuất khẩu của nước này. Các lãnh đạo tài phiệt cũng đóng một vai trò quan trọng trong việc chi phối nền chính trị Hàn Quốc. Ví dụ, vào năm 1988; chủ tịch tập đoàn Hyundai khi ấy là ông Chung Mong-joon đã trúng cử vào quốc hội, một số lãnh đạo tài phiệt khác cũng trúng cử đại biểu quốc hội thông qua cơ chế đại diện tỷ lệ.
Các tài phiệt nắm giữ một tỷ lệ nhỏ cổ phần nhưng lại có rất nhiều quyền lực cùng khả năng kiểm soát các công ty con. Ví dụ: Samsung chỉ sở hữu khoảng 0,5% tài sản của các chi nhánh thuộc quyền, nhưng trên thực tế thì họ có quyền điều phối tất cả các công ty con. Điều này cho thấy rằng mức độ tuân thủ luật pháp ở giới tài phiệt Hàn Quốc là rất thấp. Các tài phiệt duy trì quyền lực của mình thông qua sở hữu chéo, lũng đoạn thị trường và trở nên quá lớn để có thể bị khống chế hay sụp đổ. Một số công ty như Hyundai, SK thậm chí còn dính líu đến những vụ bê bối liên quan tới các tổng thống Kim Dae-jung, Roh Moo-hyun.
Từ năm 1998 đến 2007, Hàn Quốc đã có những tiến bộ trong quá trình dân chủ hoá, song đôi khi vẫn trượt theo hướng độc tài, nhiều tổ chức phi chính phủ giả hiệu hoạt động theo mệnh lệnh của chính quyền cùng nhiều tổ chức chính trị cánh hữu hiện "vẫn tìm cách bảo vệ những quyền ưu tiên mà họ có được từ thời kỳ độc tài". Ở Hàn Quốc, quá trình dân chủ hoá diễn ra trong bối cảnh kinh tế tăng trưởng nhưng không thúc đẩy phát triển dân chủ mà vẫn mang nặng tính bóc lột khiến cho người dân hiện nay phải gánh chịu rất nhiều áp lực trong cuộc sống. Người Hàn Quốc làm việc trung bình khoảng 2.052 giờ/năm, cao hơn nhiều so với mức trung bình 1.707 giờ/năm của các nước trong Tổ chức hợp tác và phát triển kinh tế (OECD).

## Địa lý

### Khái quát

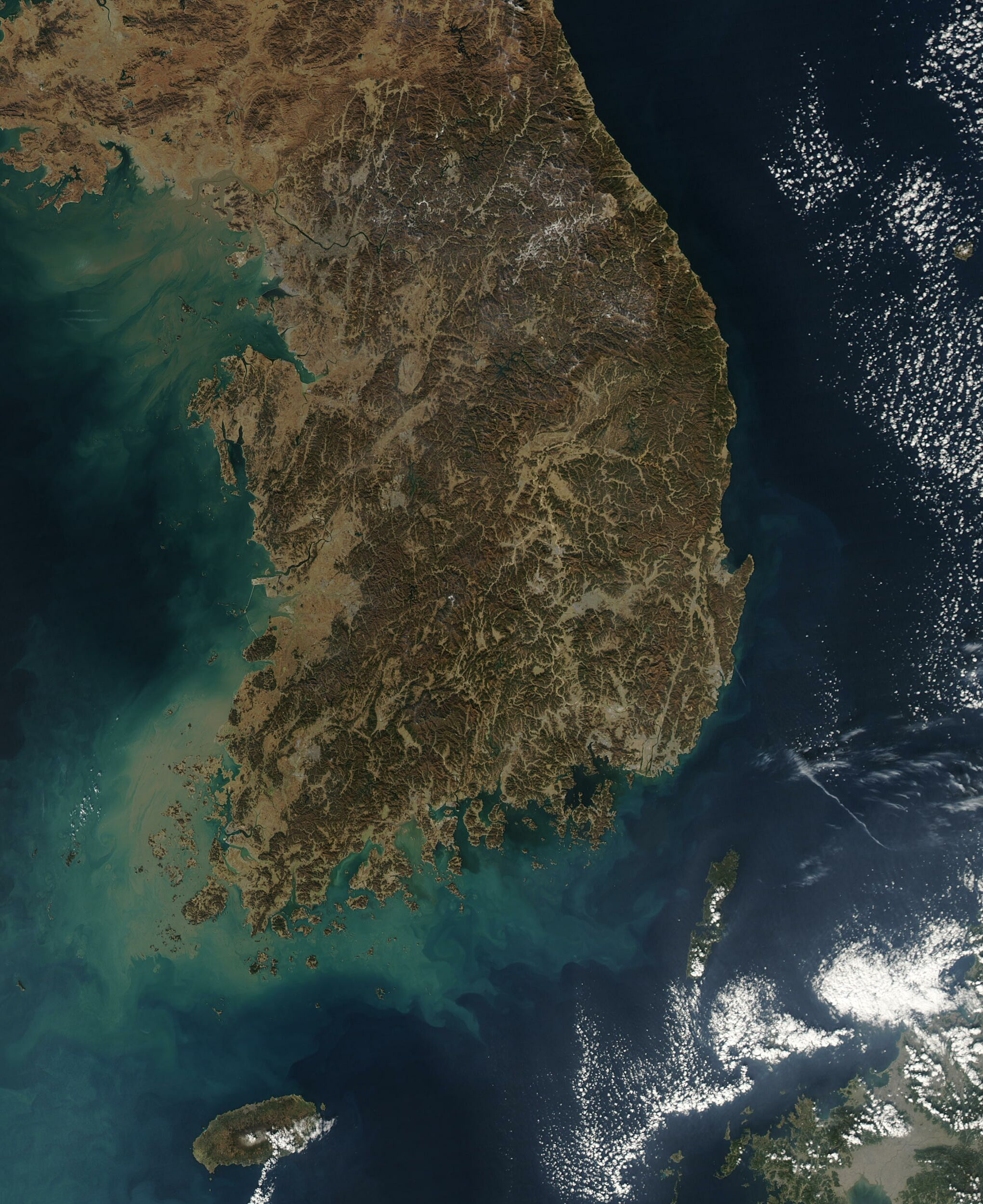
Hàn Quốc nhìn từ vệ tinh

Lãnh thổ Hàn Quốc được sắp xếp thành 17 đơn vị hành chính, bao gồm cả các thực thể địa lý tranh chấp như nhóm đảo Liancourt / Dokdo (với Nhật Bản và Bắc Triều Tiên) và bãi đá ngầm Socotra, Gageo (với Trung Quốc) mà nước này tuyên bố chủ quyền đồng thời hiện đang duy trì quyền tài phán cũng như sự kiểm soát trên thực tế.
Hàn Quốc có đường biên giới trên bộ duy nhất với CHDCND Triều Tiên ở phía bắc; dài 238 km dọc theo khu phi quân sự liên Triều. Lãnh thổ Hàn Quốc phần lớn được bao bọc bởi biển; với 8.460 km đường bờ biển trải dài ở cả 3 mặt tây, nam, đông. Phía tây là biển Hoàng Hải, phía nam là biển Hoa Đông còn phía đông là các đảo Ulleungdo và Liancourt trên biển Nhật Bản (biển này còn được gọi là "biển Đông" theo cách gọi của người Hàn Quốc).
Tổng diện tích tính riêng phần đất liền (chưa bao gồm các hòn đảo) của Hàn Quốc là 100.032 km² (38.623 sq mi). Lãnh thổ Hàn Quốc trải dài từ vĩ độ 33° đến 38° Bắc và kinh độ từ 124° đến 130° Đông. Địa hình phân hoá thành hai vùng rõ rệt: vùng rừng núi chiếm khoảng 70% diện tích nằm ở phía đông, còn lại là vùng đồng bằng duyên hải ở phía tây và nam. Bãi bồi ven biển Saemangeum là bãi nổi ven biển lớn thứ hai trên thế giới và bức tường chắn sóng biển bao quanh Saemangeum là bờ đê nhân tạo dài nhất thế giới.

### Địa hình

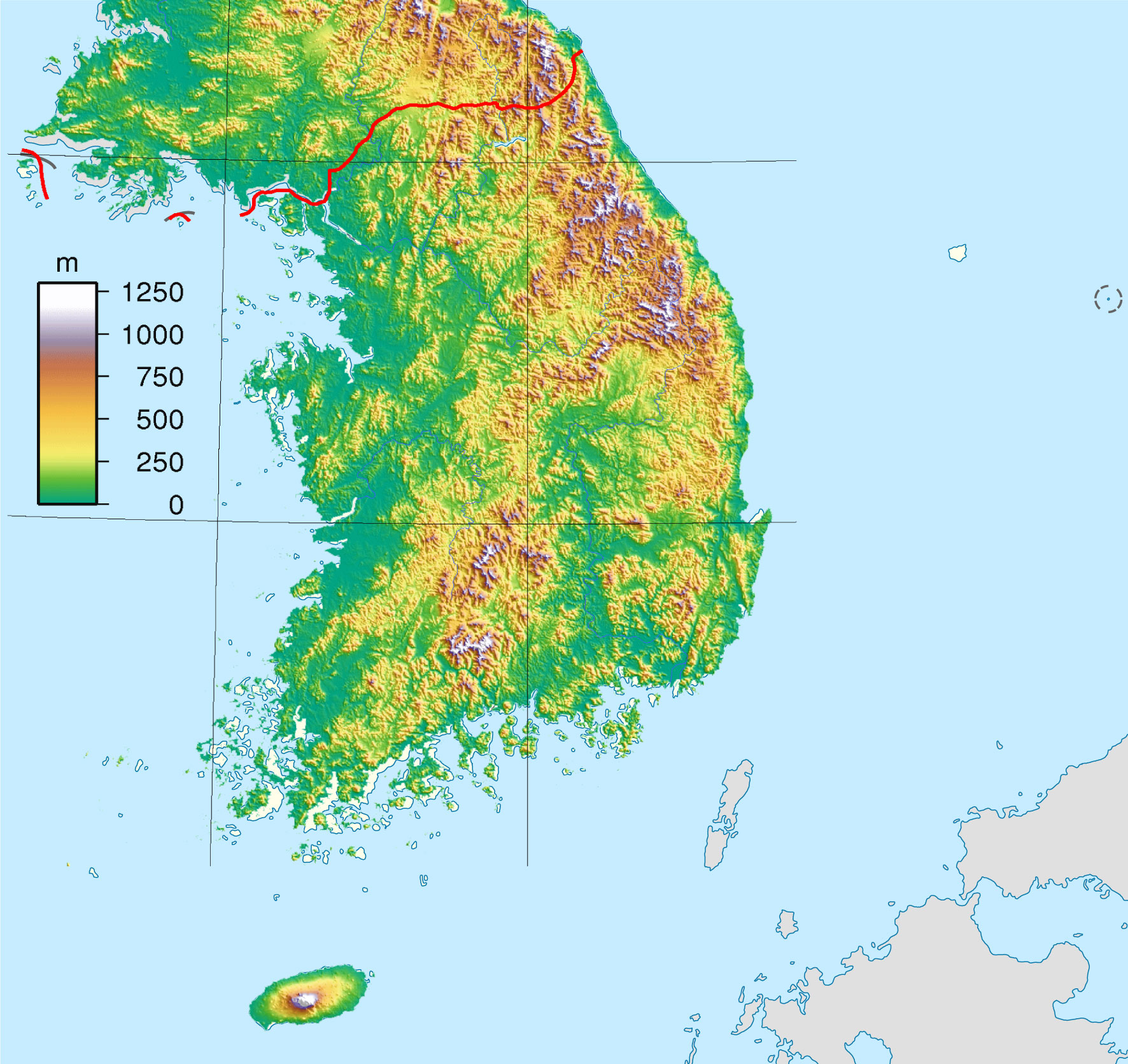
Bản đồ địa hình Hàn Quốc

Không giống như Nhật Bản hay các tỉnh phía bắc Trung Quốc, địa chất của bán đảo Triều Tiên tương đối ổn định. Không có núi lửa hoạt động (ngoại trừ núi Bạch Đầu ở biên giới giữa Bắc Triều Tiên và Trung Quốc, hoạt động gần đây nhất vào năm 1903) và cũng không có các trận động đất mạnh.
Hàn Quốc ít các vùng đồng bằng rộng, các vùng đất thấp là sản phẩm của hoạt động xói mòn núi. Khoảng 30% lãnh thổ Hàn Quốc là các vùng đất thấp, phần còn lại bao gồm vùng cao và những ngọn núi. Phần lớn các vùng đất thấp nằm dọc theo bờ biển, đặc biệt là bờ biển phía tây dọc theo những con sông lớn. Đồng bằng quan trọng nhất là đồng bằng sông Hán bao quanh thủ đô Seoul cho tới ven biển phía tây nam của thành phố Pyeongtaek cùng lưu vực các sông Geum, Nakdong, Yeongsan và Honam ở phía tây nam. Một dải đồng bằng hẹp ven biển chạy dọc theo bờ biển phía đông đất nước.
Khoảng 3.000 hòn đảo; chủ yếu là nhỏ và không có người ở; nằm ngoài bờ biển phía tây và phía nam của Hàn Quốc. Jeju nằm cách bờ biển phía nam Hàn Quốc khoảng 100 km, đây là hòn đảo lớn nhất cả nước với diện tích 1.845 km². Jeju cũng là nơi có Hallasan - núi cao nhất Hàn Quốc, đây là một ngọn núi lửa đã ngưng hoạt động, cao 1.950 mét so với mực nước biển. Các đảo lớn khác ở phía đông Hàn Quốc bao gồm có Ulleungdo, Dokdo trong khi Marado và Socotra là những đảo cực nam.
Thành phố lớn nhất của Hàn Quốc là Seoul, có dân số chính thức vào khoảng trên 10 triệu người và nằm ở phía tây bắc, những thành phố lớn khác là Incheon ở phía tây Seoul, Daejeon ở miền trung, Gwangju ở phía tây nam, Daegu và Busan ở phía đông nam.
Hàn Quốc có 20 công viên quốc gia cùng những địa điểm thiên nhiên nổi tiếng như cánh đồng trà Boseong, công viên sinh thái vịnh Suncheon hay công viên quốc gia núi Jiri.

### Khí hậu

Các kiểu khí hậu của Hàn Quốc

Hàn Quốc có sự xen kẽ giữa khí hậu lục địa ẩm ướt, ôn đới và cận nhiệt đới ẩm, chịu ảnh hưởng của gió mùa Đông Á, có bốn mùa rõ rệt: xuân, hạ, thu, đông. Mùa xuân thường kéo dài từ cuối tháng 3 đến đầu tháng 5, mùa hè từ giữa tháng 5 đến đầu tháng 9, mùa thu từ giữa tháng 9 đến đầu tháng 11 và mùa đông từ giữa tháng 11 đến giữa tháng 3.
Mùa đông Hàn Quốc rất lạnh với nhiệt độ thường xuyên dưới 0 °C và có thể xuống dưới −20 °C (−4 °F) ở những vùng nội địa do gió mùa mang không khí lạnh từ Siberia thổi tới. Ở Seoul, nhiệt độ trung bình tháng 1 là −7 đến 1 °C (19 đến 34 °F) và phạm vi nhiệt độ trung bình tháng 8 là 22 đến 30 °C (72 đến 86 °F). Nhiệt độ mùa đông cao hơn dọc theo bờ biển phía nam và thấp hơn đáng kể ở các vùng núi. Mùa hè nóng và ẩm với nhiệt độ vượt quá 30 °C (86 °F) ở hầu hết các khu vực trên cả nước. Do ở phía nam và bị biển bao bọc chung quanh, đảo Jeju có thời tiết ấm hơn và dễ chịu hơn so với các vùng khác của Hàn Quốc. Nhiệt độ trung bình trên đảo vào khoảng từ 2,5 °C (36,5 °F) trong tháng Giêng đến 25 °C (77 °F) trong tháng Bảy.
Những cơn mưa nặng hạt tập trung vào một quãng thời gian ngắn trong mùa hè. Mùa mưa ở Hàn Quốc được gọi là "Jangma", bắt đầu từ cuối tháng 6 đến cuối tháng 7. Lượng mưa trung bình hàng năm thay đổi từ 1.370 mm (54 inch) ở Seoul đến 1.470 mm (58 inch) ở Busan. Hiếm khi nào mưa ít hơn 750 milimét (29,5 inch) trong năm, phần lớn đều trên 1.000 milimét (39,4 inch) nên nước này có đủ mưa để duy trì sản xuất nông nghiệp. Hàn Quốc ít bị bão hơn so với Nhật Bản và Trung Quốc. Có khoảng từ 1-3 cơn bão mỗi năm. Bão thường đổ bộ vào cuối mùa hè, đặc biệt là trong tháng Tám và tập trung chủ yếu vào vùng bờ biển phía nam; đem đến gió mạnh cùng những cơn mưa xối xả. Lũ lụt thỉnh thoảng cũng gây ra thiệt hại đáng kể như sạt lở đất dẫn tới đất đai, nhà cửa, cơ sở vật chất bị phá hủy do địa hình Hàn Quốc phần lớn là đồi núi.

### Môi trường

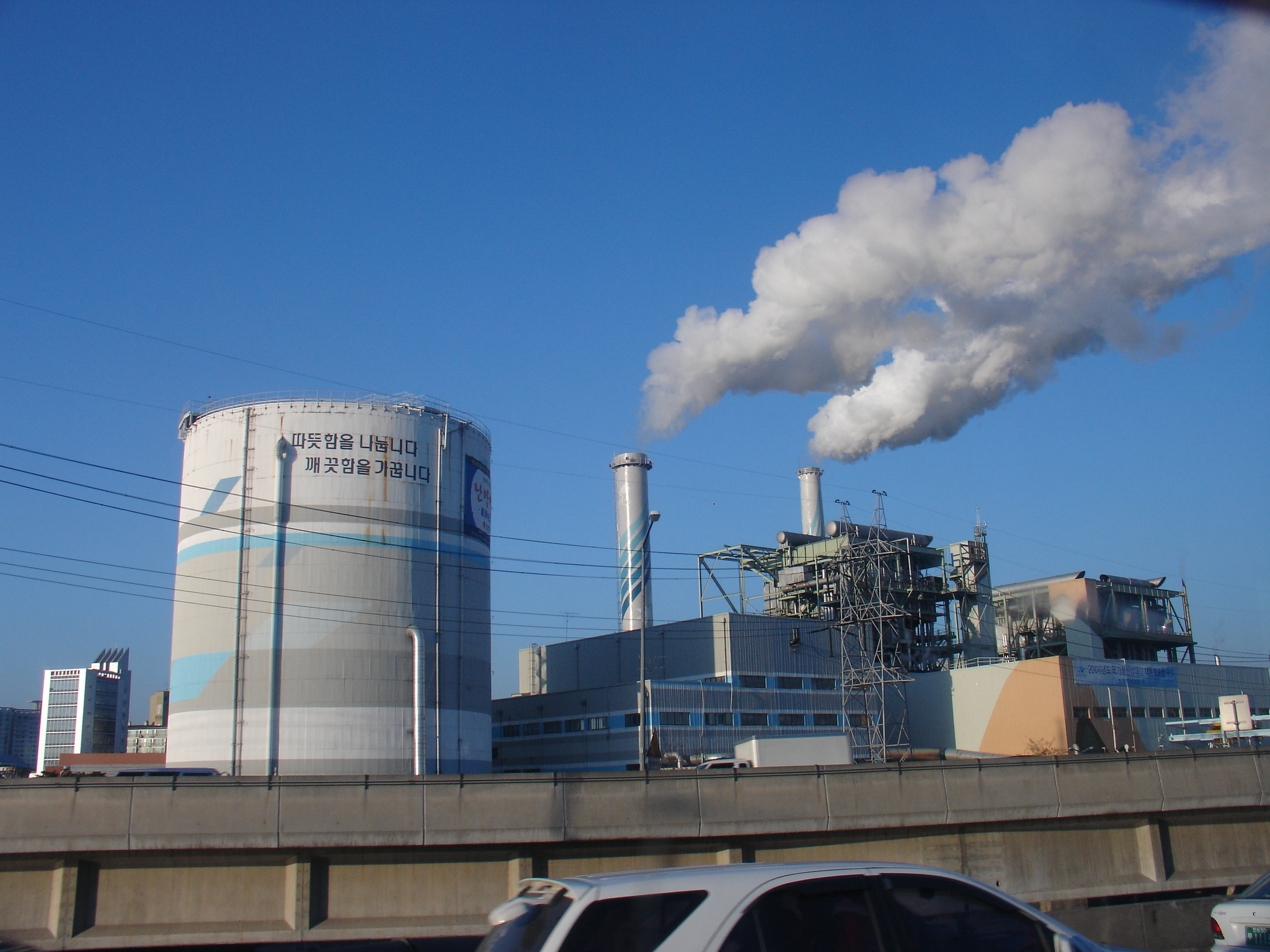
Các nhà máy công nghiệp gây phát thải lớn ở Hàn Quốc

Có rất ít nỗ lực bảo vệ môi trường ở Hàn Quốc trong 20 năm đầu giai đoạn tăng trưởng nhanh chóng. Công nghiệp hóa và phát triển đô thị không được kiểm soát đã dẫn đến nạn phá rừng và phá hủy các vùng đất ngập nước. Tuy nhiên, gần đây đã có những nỗ lực để ứng phó, khắc phục những vấn đề này, bao gồm cả một dự án năng lượng sạch 5 năm do chính phủ điều hành trị giá 84 tỷ USD nhằm mục đích thúc đẩy hiệu quả năng lượng và công nghệ xanh.
Chiến lược phát triển dựa trên nền tảng xanh là sự đại tu toàn diện của nền kinh tế Hàn Quốc. Chi phí cho chương trình tiêu tốn gần 2% tổng GDP. Các sáng kiến phủ xanh bao gồm những nỗ lực xây dựng mạng lưới xe đạp, tăng cường sử dụng các nguồn năng lượng tái tạo như mặt trời và gió, giảm thiểu các phương tiện chạy bằng xăng dầu, tiết kiệm ánh sáng điện tử không cần thiết vào ban ngày bằng cách áp dụng rộng rãi các công nghệ thân thiện với môi trường như đèn LED trong chiếu sáng trên toàn quốc. Chương trình tiêu chuẩn danh mục tái tạo với các chứng chỉ năng lượng tái tạo đã có từ năm 2012 đến 2022. Các hệ thống hạn ngạch ủng hộ các máy phát lớn, tích hợp theo chiều dọc cùng các tiện ích điện đa quốc gia, nếu chỉ vì các chứng chỉ thường được quy định theo đơn vị 1 Megawatt/giờ, chúng cũng khó thiết kế và thực hiện hơn so với biểu giá Feed-in. Khoảng 350 đơn vị nhiệt điện kết hợp vi mô dân cư đã được lắp đặt vào năm 2012.
Năm 2017, Hàn Quốc là quốc gia phát thải khí carbon lớn thứ 7 trên thế giới cũng như đứng thứ 5 toàn cầu theo bình quân đầu người. Tổng thống Moon Jae-in cam kết giảm lượng khí thải gây hiệu ứng nhà kính xuống còn 0 vào năm 2050.
Nước máy của Seoul gần đây cũng đã trở nên an toàn để uống. Các dự án trồng rừng được đẩy mạnh. Một dự án trị giá nhiều tỷ đô la khác là phục hồi suối Cheonggyecheon, một con suối chảy qua trung tâm Seoul mà trước đó đã bị lấp lại khi xây đường cao tốc. Vấn đề lớn nữa là chất lượng không khí với mưa axit, oxit lưu huỳnh và bão bụi vàng từ phía Trung Quốc thổi qua hàng năm, đây là thách thức đặc biệt nghiêm trọng với môi trường. Người ta thừa nhận rằng tình trạng này xày ra một phần là do ảnh hưởng từ các khu vực Nội Mông và Hoa Bắc lân cận của Trung Quốc - những nơi đang bị ô nhiễm không khí trầm trọng.
Hàn Quốc có điểm trung bình chỉ số toàn vẹn cảnh quan rừng năm 2019 là 6,02/10, xếp thứ 87 trong số 172 quốc gia trên toàn cầu.
Hàn Quốc là thành viên của Hệ thống Hiệp ước châu Nam Cực, Công ước về Đa dạng sinh học, Nghị định thư Kyoto (hình thành Nhóm toàn vẹn môi trường (EIG), liên quan đến UNFCCC, với Mexico và Thụy Sĩ), CITES, UNCLOS, Hiệp ước Cấm thử Hạt nhân Toàn diện, Nghị định thư Montréal và Công ước Ramsar.

## Chính trị

Hệ thống bầu cử và phân quyền của Hàn Quốc

Thể chế chính trị của Hàn Quốc được chia thành ba nhánh tách biệt bao gồm hành pháp, lập pháp và tư pháp. Quốc hội là cơ quan lập pháp cao nhất. Các cơ quan hành pháp và lập pháp hoạt động chủ yếu ở cấp quốc gia, mặc dù các bộ khác nhau trong ngành hành pháp cũng thực hiện chức năng cấp địa phương. Chính quyền địa phương là bán tự trị đồng thời có các cơ quan hành pháp cùng lập pháp của riêng họ. Ngành tư pháp hoạt động ở cả cấp quốc gia và địa phương.
Hiến pháp Hàn Quốc đã được chú trọng sửa đổi nhiều lần kể từ khi ban hành lần đầu tiên vào năm 1948 sau khi giành độc lập. Tuy nhiên, văn bản này vẫn giữ được nhiều đặc điểm rộng rãi và ngoại trừ Đệ Nhị Đại Hàn Dân Quốc tồn tại trong thời gian ngắn. Hàn Quốc luôn có một hệ thống tổng thống với một uỷ ban điều hành độc lập. Theo hiến pháp, nhà nước hiện hành đôi khi được gọi là Đệ Lục Đại Hàn Dân Quốc. Cuộc bầu cử trực tiếp lần đầu tiên được tổ chức vào năm 1948. Ngày nay, The World Factbook và Cơ quan Tình báo Kinh tế công nhận và mô tả nền dân chủ của Hàn Quốc là một nền dân chủ lập hiến đầy đủ chức năng. Năm 2020, Hàn Quốc được xếp hạng 8 châu Á và thứ 33 trên thế giới về chỉ số nhận thức tham nhũng theo Tổ chức Minh bạch Quốc tế.
Theo Điều luật 70 của Hiến pháp, người đứng đầu chính phủ là Tổng thống do mỗi công dân mang quốc tịch Hàn Quốc từ trên 18 tuổi trở lên trực tiếp bỏ phiếu bầu ra, thời hạn nhiệm kỳ kéo dài 5 năm và không được phép tái tranh cử. Tổng thống là người đại diện cao nhất cho quốc gia, chịu trách nhiệm điều hành đất nước đồng thời có toàn quyền chỉ huy quân đội - tương đương với Tổng Tư lệnh. Ngoài ra, Tổng lý Quốc vụ (Thủ tướng) do Tổng thống chỉ định. Chính phủ có tối thiểu 15 và tối đa 30 thành viên. Thành viên chính phủ cũng do Thủ tướng chỉ định nhưng vẫn phải được sự thông qua của Quốc hội. Quốc hội Hàn Quốc có 300 ghế với 253 ghế cử tri và 47 ghế đại biểu theo tỷ lệ, đại biểu quốc hội được bầu 4 năm một lần.
Cơ quan quan trọng thứ ba trong hệ thống chính trị của Hàn Quốc là Toà án Tối cao. Cơ quan này theo dõi hoạt động của chính phủ và ra các phán quyết cuối cùng. Toà án Tối cao gồm có 9 thẩm phán. Tổng thống trực tiếp chỉ định 3 người trong số này, 3 người khác được quốc hội bầu ra, tuy nhiên vẫn phải được sự chấp thuận của Tổng thống. Chánh án Toà án tối cao là người chỉ định 3 thẩm phán còn lại.

### Quân sự

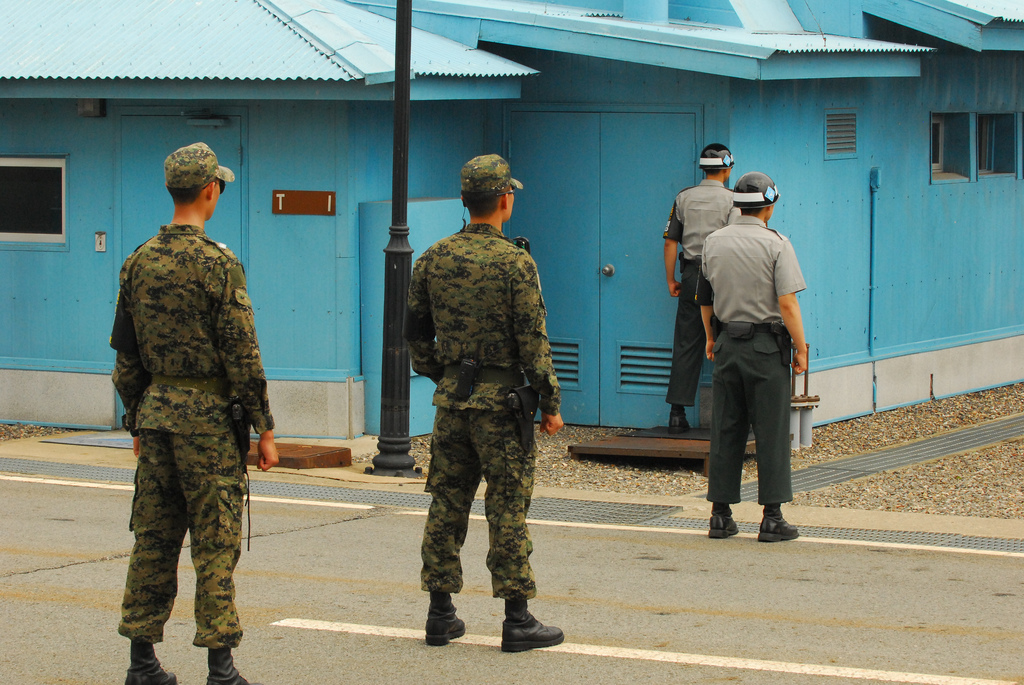
Binh sĩ Hàn Quốc tại DMZ

Quân đội Hàn Quốc được phân thành Lục quân, Hải quân (bao gồm Thủy quân lục chiến) và Không quân. Theo hiến pháp, toàn bộ nam giới từ 18 đến 28 tuổi đều phải thực hiện nghĩa vụ quân sự bắt buộc bất kể là ai. Thời gian tại ngũ là 18 tháng đối với lục quân cùng thủy quân lục chiến, 20 tháng với hải quân và 22 tháng với không quân.
Tiền thân của quân đội Hàn Quốc là Hàn Quốc Quang phục Quân, lực lượng dân quân được thành lập bởi chính phủ Lâm thời Đại Hàn Dân Quốc ở Trùng Khánh, Trung Hoa Dân Quốc vào ngày 17 tháng 9 năm 1940 trong thời kỳ Đế quốc Nhật Bản chiếm đóng bán đảo Triều Tiên. Ngoài ra, nhiều binh sĩ trực thuộc Quốc Dân Đảng và Mãn Châu Quốc có gốc là người Triều Tiên về sau cũng tham gia vào hàng ngũ kháng chiến. Sau khi Hàn Quốc độc lập khỏi Nhật Bản vào ngày 15 tháng 8 năm 1945, lực lượng quân cảnh cùng lực lượng Bảo vệ Bờ biển Hàn Quốc (do Phó Đô đốc Son Won-il cùng nhiều người khác tổ chức) được thành lập thông qua chính quyền quân sự Hoa Kỳ tại phía nam bán đảo. Các lực lượng này về sau lần lượt phát triển thành Lục quân và Hải quân Hàn Quốc, sau này có thêm lực lượng Không quân - thành lập vào tháng 10 năm 1949. Quân đội Hàn Quốc phát triển nhanh chóng trong giai đoạn sau của chiến tranh Triều Tiên do được Hoa Kỳ cùng Bộ Tư lệnh Liên Hợp Quốc trang bị và huấn luyện. Sau chiến tranh, quân đội Hàn Quốc thiết lập liên minh quân sự với Hoa Kỳ cũng như ký kết Hiệp ước Phòng thủ chung.
Theo Hiệp ước Phòng thủ chung Mỹ – Hàn (1953), quân đội Mỹ duy trì sự hiện diện, đặt căn cứ quân sự đồng thời đưa toàn bộ lãnh thổ Hàn Quốc vào Ô bảo vệ Hạt Nhân cùng với NATO, Nhật Bản, Úc, tiến hành các hoạt động tập trận chung, hỗ trợ đào tạo nhân lực và bảo đảm an ninh quốc phòng. Bên cạnh đó, các đơn vị vũ trang trực thuộc Hải quân Hoa Kỳ đóng gần Hàn Quốc như Hạm đội 7 cũng sẵn sàng tham chiến cùng lực lượng mặt đất trong trường hợp nước này bị tấn công xâm lược. Mỗi năm, khoảng 2.000 quân nhân Hàn Quốc được chọn ra để phục vụ 21 tháng trong chương trình KATUSA – biểu tượng của quan hệ đồng minh Mỹ - Hàn trên lĩnh vực quân sự, nhằm mục đích nâng cao quan hệ quốc phòng song phương cũng như tăng cường sức mạnh cho lực lượng liên quân Hoa Kỳ – Hàn Quốc.

### Ngoại giao

Quan hệ ngoại giao của Hàn Quốc
Hàn Quốc
Quan hệ ngoại giao chính thức
Không có quan hệ ngoại giao

Hàn Quốc duy trì quan hệ ngoại giao với 191 nước. Quốc gia này là thành viên của nhiều tổ chức quốc tế lớn, trong đó nổi bật như Liên Hợp Quốc, WTO, OECD, Quỹ Tiền tệ Quốc tế, Ngân hàng Thế giới, Nhóm Ngân hàng Thế giới, Tổ chức Y tế Thế giới, FAO, UNIDO, IAEA, ITU, UNESCAP, ICAO, IEA, Interpol, Câu lạc bộ Paris, Liên minh MIKTA, DAC, IPEF, nhóm các nền kinh tế lớn G20, khối đồng minh không thuộc NATO của Hoa Kỳ,... Bên cạnh đó, Hàn Quốc còn là thành viên sáng lập của APEC, Hội nghị cấp cao Đông Á, Cộng đồng Đông Á và Ngân hàng Phát triển châu Á.
Hàn Quốc có kế hoạch tham vọng tiến tới công cuộc tái thống nhất hòa bình với Bắc Triều Tiên trong năm 2045. Tuy nhiên, Hàn Quốc vẫn không cho phép người dân tiếp nhận bất cứ thông tin nào từ Bắc Triều Tiên, những ai bày tỏ thái độ ủng hộ, có các hành động tuyên truyền, phát biểu, diễn thuyết ca ngợi Bắc Triều Tiên sẽ bị trục xuất khỏi nước này nếu là người nước ngoài hoặc kết án 7 năm tù giam nếu là công dân Hàn Quốc, tự ý tổ chức các chuyến đi du lịch, đến thăm Bắc Triều Tiên mà không được sự cho phép của chính phủ thì hình phạt còn nặng nề hơn với bản án hình sự có thể lên tới 10 năm tù giam. Trong một cuộc khảo sát vào năm 2014, số người Hàn Quốc được hỏi có cái nhìn tích cực về Bắc Triều Tiên chỉ chiếm 3%, tuy nhiên, theo một cuộc khảo sát khác vào năm 2017 của chính phủ, có tới 56% người dân Hàn Quốc ủng hộ việc tái thống nhất với miền Bắc. Hàn Quốc là quốc gia viện trợ nhân đạo nhiều nhất cho Bắc Triều Tiên trong năm 2019.
Với Nhật Bản, mặc dù là hai quốc gia láng giềng và đều là đồng minh quan trọng của Hoa Kỳ ở khu vực Đông Bắc Á nhưng nhiều người dân Hàn Quốc có cái nhìn tiêu cực đối với Nhật Bản, nguyên nhân chủ yếu do nước này đã phải chịu sự cai trị của Nhật Bản. Dù Nhật Bản trao trả độc lập năm 1945 nhưng phải chờ đến tận năm 1965 thì hai nước mới chính thức thiết lập quan hệ ngoại giao. Trong những năm gần đây, quan hệ hai nước trở nên căng thẳng do những tuyên bố chủ quyền đối với đảo Liancourt - nhóm đảo mà Hàn Quốc kiểm soát từ tháng 7 năm 1954. Cả hai quốc gia đều coi đây là một phần lãnh thổ không thể tách rời, dẫn tới nhiều mâu thuẫn ngoại giao.
Với Trung Quốc, Hàn Quốc và Trung Quốc có mối quan hệ sâu rộng, phức tạp và lâu đời. Trung Hoa Dân Quốc là nơi chính phủ lâm thời Đại Hàn Dân Quốc thành lập và hoạt động kháng chiến chống Nhật trong một thời gian dài. Bước sang thời kỳ hiện đại, quan hệ giữa Cộng hòa Nhân dân Trung Hoa và Hàn Quốc nhìn chung là rất thù địch vào khoảng thời gian trước những năm 1980, khi ấy Trung Quốc đại lục chỉ công nhận chính quyền Bắc Triều Tiên trong khi Hàn Quốc cũng chỉ công nhận chính quyền Trung Hoa Dân Quốc trên đảo Đài Loan. Hàn Quốc trở thành quốc gia châu Á cuối cùng thiết lập quan hệ ngoại giao với Cộng hòa Nhân dân Trung Hoa vào ngày 24 tháng 8 năm 1992. Một cuộc khảo sát được công bố vào năm 2019 bởi Trung tâm nghiên cứu Pew và Hội đồng các vấn đề toàn cầu Chicago cho thấy rằng có tới 63% người dân Hàn Quốc giữ quan điểm tiêu cực về Trung Quốc.
Tương tự Trung Quốc, quan hệ giữa Hàn Quốc với Việt Nam Dân chủ Cộng hòa trước năm 1975 là thù địch, khi đó Việt Nam Dân chủ Cộng hòa là đồng minh thân cận với Bắc Triều Tiên còn Hàn Quốc là Việt Nam Cộng hòa. Sau năm 1975, khác biệt trong quan điểm chính trị kết hợp cùng chính sách cấm vận Việt Nam từ phía Hoa Kỳ, quan hệ ngoại giao giữa nhà nước Việt Nam thống nhất và Hàn Quốc tiếp tục bế tắc. Năm 1990, sau khi Việt Nam thực hiện chính sách đổi mới, quan hệ ngoại giao giữa hai nước dần cải thiện. Ngày 5 tháng 12 năm 2022, chính phủ hai nước chính thức nâng cấp quan hệ song phương lên thành "Đối tác chiến lược toàn diện".
Liên minh châu Âu (EU) và Hàn Quốc là những đối tác thương mại quan trọng. Hàn Quốc là thị trường xuất khẩu lớn thứ 9 của EU và EU là điểm đến xuất khẩu lớn thứ 3 của Hàn Quốc. Hàn Quốc là quốc gia duy nhất trên thế giới có với EU đồng thời 3 hiệp định về kinh tế, chính trị và an ninh. Bên cạnh EU, Hàn Quốc còn là khách mời thường trực trong các hội nghị thượng đỉnh chính thức cũng như bên lề của G7, cựu Tổng thống Hoa Kỳ Donald Trump từng ủng hộ việc đưa Hàn Quốc trở thành một thành viên của nhóm. Tuy nhiên, quan điểm này vấp phải sự phản đối của Nhật Bản do chính sách thân Trung Quốc của chính quyền Tổng thống Moon Jae-in. Hàn Quốc là đối tác toàn cầu của Tổ chức Hiệp ước Bắc Đại Tây Dương (NATO).
Hàn Quốc và Nga cùng tham gia Đàm phán Sáu bên về vấn đề tên lửa - hạt nhân của Bắc Triều Tiên. Ngoài ra, Hàn Quốc là một trong những khách hàng mua khí đốt lớn của Nga đồng thời giữa hai nước có nhiều hợp tác thương mại song phương trên nhiều lĩnh vực đặc biệt là quốc phòng. Vào tháng 6 năm 2018, Moon Jae-in trở thành nhà lãnh đạo Hàn Quốc đầu tiên phát biểu trước Quốc hội Nga và tới ngày 22 tháng 6 cùng năm, ông cùng với người đồng cấp Nga Vladimir Putin chính thức ký kết văn kiện thành lập một khu vực thương mại tự do.
Hàn Quốc là một trong những đồng minh không thuộc NATO quan trọng của Hoa Kỳ. Tuy nhiên, dưới thời tổng thống Donald Trump, mối quan hệ này bị rạn nứt do chính phủ hai nước xảy ra nhiều bất đồng xung quanh việc chi trả chi phí hoạt động cho các lực lượng quân đội Mỹ đồn trú tại Hàn Quốc. Sau thời kỳ cầm quyền của ông Trump, tổng thống kế nhiệm Joe Biden và chính quyền Seoul đã xử lý thành công vấn đề trên với việc Hàn Quốc đồng ý đóng góp 1,03 tỷ USD cho các lực lượng Mỹ đồn trú tại nước này. Bên cạnh đó, tổng thống Hàn Quốc Moon Jae-in cũng yêu cầu phía Mỹ tiến hành chuyển giao toàn bộ quyền chỉ huy quân đội thời chiến cho các tướng bản địa.

### Phân cấp hành chính
Hàn Quốc bao gồm 1 thủ đô (đặc biệt thị - thành phố đặc biệt), 6 tỉnh (đạo), 6 thành phố đô thị (quảng vực thị), 3 tỉnh tự trị đặc biệt (đặc biệt tự trị đạo) và 1 thành phố tự trị đặc biệt (đặc biệt tự trị thị). Thủ đô Seoul là thành phố lớn nhất. Ngoài ra, vùng thủ đô Seoul - trung tâm đô thị lớn thứ 4 thế giới theo dân số, cũng là một trong những đại đô thị có quy mô kinh tế lớn nhất với hạng 17 thế giới về GRDP (2020).
| Gangwon Seoul Incheon Gyeonggi N. · Chungcheong B. · Chungcheong Sejong Daejeon B. Gyeongsang Jeonbuk Daegu Ulsan Busan N. Gyeongsang Gwangju N. Jeolla Jeju B. Hamgyeong N. Hamgyeong B. Pyeongan N. Pyeongan Hwanghae Trung Quốc Nga Nhật BảnHoàng Hải Eo biển Triều Tiên · (Eo biển Busan) Eo biển Triều Tiên · (Eo biển Tsushima) Biển Nhật Bản · (Biển Đông) | Thành phố đặc biệt (Teukbyeol-si)a                                 | Thành phố đặc biệt (Teukbyeol-si)a | Thành phố đặc biệt (Teukbyeol-si)a | Thành phố đặc biệt (Teukbyeol-si)a | Thành phố đặc biệt (Teukbyeol-si)a | Thành phố đặc biệt (Teukbyeol-si)a |
| Gangwon Seoul Incheon Gyeonggi N. · Chungcheong B. · Chungcheong Sejong Daejeon B. Gyeongsang Jeonbuk Daegu Ulsan Busan N. Gyeongsang Gwangju N. Jeolla Jeju B. Hamgyeong N. Hamgyeong B. Pyeongan N. Pyeongan Hwanghae Trung Quốc Nga Nhật BảnHoàng Hải Eo biển Triều Tiên · (Eo biển Busan) Eo biển Triều Tiên · (Eo biển Tsushima) Biển Nhật Bản · (Biển Đông) | Seoul                                                              | 서울특별시                         | 서울特別市                         | 9,830,452                          |                                    |                                    |
| Gangwon Seoul Incheon Gyeonggi N. · Chungcheong B. · Chungcheong Sejong Daejeon B. Gyeongsang Jeonbuk Daegu Ulsan Busan N. Gyeongsang Gwangju N. Jeolla Jeju B. Hamgyeong N. Hamgyeong B. Pyeongan N. Pyeongan Hwanghae Trung Quốc Nga Nhật BảnHoàng Hải Eo biển Triều Tiên · (Eo biển Busan) Eo biển Triều Tiên · (Eo biển Tsushima) Biển Nhật Bản · (Biển Đông) | Thành phố đô thị (Gwangyeok-si)a                                   |                                    |                                    |                                    |                                    |                                    |
| Gangwon Seoul Incheon Gyeonggi N. · Chungcheong B. · Chungcheong Sejong Daejeon B. Gyeongsang Jeonbuk Daegu Ulsan Busan N. Gyeongsang Gwangju N. Jeolla Jeju B. Hamgyeong N. Hamgyeong B. Pyeongan N. Pyeongan Hwanghae Trung Quốc Nga Nhật BảnHoàng Hải Eo biển Triều Tiên · (Eo biển Busan) Eo biển Triều Tiên · (Eo biển Tsushima) Biển Nhật Bản · (Biển Đông) | Busan                                                              | 부산광역시                         | 釜山廣域市                         | 3,460,707                          |                                    |                                    |
| Gangwon Seoul Incheon Gyeonggi N. · Chungcheong B. · Chungcheong Sejong Daejeon B. Gyeongsang Jeonbuk Daegu Ulsan Busan N. Gyeongsang Gwangju N. Jeolla Jeju B. Hamgyeong N. Hamgyeong B. Pyeongan N. Pyeongan Hwanghae Trung Quốc Nga Nhật BảnHoàng Hải Eo biển Triều Tiên · (Eo biển Busan) Eo biển Triều Tiên · (Eo biển Tsushima) Biển Nhật Bản · (Biển Đông) | Daegu                                                              | 대구광역시                         | 大邱廣域市                         | 2,471,136                          |                                    |                                    |
| Gangwon Seoul Incheon Gyeonggi N. · Chungcheong B. · Chungcheong Sejong Daejeon B. Gyeongsang Jeonbuk Daegu Ulsan Busan N. Gyeongsang Gwangju N. Jeolla Jeju B. Hamgyeong N. Hamgyeong B. Pyeongan N. Pyeongan Hwanghae Trung Quốc Nga Nhật BảnHoàng Hải Eo biển Triều Tiên · (Eo biển Busan) Eo biển Triều Tiên · (Eo biển Tsushima) Biển Nhật Bản · (Biển Đông) | Incheon                                                            | 인천광역시                         | 仁川廣域市                         | 2,952,476                          |                                    |                                    |
| Gangwon Seoul Incheon Gyeonggi N. · Chungcheong B. · Chungcheong Sejong Daejeon B. Gyeongsang Jeonbuk Daegu Ulsan Busan N. Gyeongsang Gwangju N. Jeolla Jeju B. Hamgyeong N. Hamgyeong B. Pyeongan N. Pyeongan Hwanghae Trung Quốc Nga Nhật BảnHoàng Hải Eo biển Triều Tiên · (Eo biển Busan) Eo biển Triều Tiên · (Eo biển Tsushima) Biển Nhật Bản · (Biển Đông) | Gwangju                                                            | 광주광역시                         | 光州廣域市                         | 1,460,972                          |                                    |                                    |
| Gangwon Seoul Incheon Gyeonggi N. · Chungcheong B. · Chungcheong Sejong Daejeon B. Gyeongsang Jeonbuk Daegu Ulsan Busan N. Gyeongsang Gwangju N. Jeolla Jeju B. Hamgyeong N. Hamgyeong B. Pyeongan N. Pyeongan Hwanghae Trung Quốc Nga Nhật BảnHoàng Hải Eo biển Triều Tiên · (Eo biển Busan) Eo biển Triều Tiên · (Eo biển Tsushima) Biển Nhật Bản · (Biển Đông) | Daejeon                                                            | 대전광역시                         | 大田廣域市                         | 1,496,123                          |                                    |                                    |
| Gangwon Seoul Incheon Gyeonggi N. · Chungcheong B. · Chungcheong Sejong Daejeon B. Gyeongsang Jeonbuk Daegu Ulsan Busan N. Gyeongsang Gwangju N. Jeolla Jeju B. Hamgyeong N. Hamgyeong B. Pyeongan N. Pyeongan Hwanghae Trung Quốc Nga Nhật BảnHoàng Hải Eo biển Triều Tiên · (Eo biển Busan) Eo biển Triều Tiên · (Eo biển Tsushima) Biển Nhật Bản · (Biển Đông) | Ulsan                                                              | 울산광역시                         | 蔚山廣域市                         | 1,161,303                          |                                    |                                    |
| Gangwon Seoul Incheon Gyeonggi N. · Chungcheong B. · Chungcheong Sejong Daejeon B. Gyeongsang Jeonbuk Daegu Ulsan Busan N. Gyeongsang Gwangju N. Jeolla Jeju B. Hamgyeong N. Hamgyeong B. Pyeongan N. Pyeongan Hwanghae Trung Quốc Nga Nhật BảnHoàng Hải Eo biển Triều Tiên · (Eo biển Busan) Eo biển Triều Tiên · (Eo biển Tsushima) Biển Nhật Bản · (Biển Đông) | Thành phố tự trị đặc biệt (Teukbyeol-jachi-si)a                    |                                    |                                    |                                    |                                    |                                    |
| Gangwon Seoul Incheon Gyeonggi N. · Chungcheong B. · Chungcheong Sejong Daejeon B. Gyeongsang Jeonbuk Daegu Ulsan Busan N. Gyeongsang Gwangju N. Jeolla Jeju B. Hamgyeong N. Hamgyeong B. Pyeongan N. Pyeongan Hwanghae Trung Quốc Nga Nhật BảnHoàng Hải Eo biển Triều Tiên · (Eo biển Busan) Eo biển Triều Tiên · (Eo biển Tsushima) Biển Nhật Bản · (Biển Đông) | Sejong                                                             | 세종특별자치시                     | 世宗特別自治市                     | 295,041                            |                                    |                                    |
| Gangwon Seoul Incheon Gyeonggi N. · Chungcheong B. · Chungcheong Sejong Daejeon B. Gyeongsang Jeonbuk Daegu Ulsan Busan N. Gyeongsang Gwangju N. Jeolla Jeju B. Hamgyeong N. Hamgyeong B. Pyeongan N. Pyeongan Hwanghae Trung Quốc Nga Nhật BảnHoàng Hải Eo biển Triều Tiên · (Eo biển Busan) Eo biển Triều Tiên · (Eo biển Tsushima) Biển Nhật Bản · (Biển Đông) | Tỉnh (Do)a                                                         |                                    |                                    |                                    |                                    |                                    |
| Gangwon Seoul Incheon Gyeonggi N. · Chungcheong B. · Chungcheong Sejong Daejeon B. Gyeongsang Jeonbuk Daegu Ulsan Busan N. Gyeongsang Gwangju N. Jeolla Jeju B. Hamgyeong N. Hamgyeong B. Pyeongan N. Pyeongan Hwanghae Trung Quốc Nga Nhật BảnHoàng Hải Eo biển Triều Tiên · (Eo biển Busan) Eo biển Triều Tiên · (Eo biển Tsushima) Biển Nhật Bản · (Biển Đông) | Gyeonggi                                                           | 경기도                             | 京畿道                             | 12,941,604                         |                                    |                                    |
| Gangwon Seoul Incheon Gyeonggi N. · Chungcheong B. · Chungcheong Sejong Daejeon B. Gyeongsang Jeonbuk Daegu Ulsan Busan N. Gyeongsang Gwangju N. Jeolla Jeju B. Hamgyeong N. Hamgyeong B. Pyeongan N. Pyeongan Hwanghae Trung Quốc Nga Nhật BảnHoàng Hải Eo biển Triều Tiên · (Eo biển Busan) Eo biển Triều Tiên · (Eo biển Tsushima) Biển Nhật Bản · (Biển Đông) | Chungcheong Bắc                                                    | 충청북도                           | 忠淸北道                           | 1,595,164                          |                                    |                                    |
| Gangwon Seoul Incheon Gyeonggi N. · Chungcheong B. · Chungcheong Sejong Daejeon B. Gyeongsang Jeonbuk Daegu Ulsan Busan N. Gyeongsang Gwangju N. Jeolla Jeju B. Hamgyeong N. Hamgyeong B. Pyeongan N. Pyeongan Hwanghae Trung Quốc Nga Nhật BảnHoàng Hải Eo biển Triều Tiên · (Eo biển Busan) Eo biển Triều Tiên · (Eo biển Tsushima) Biển Nhật Bản · (Biển Đông) | Chungcheong Nam                                                    | 충청남도                           | 忠淸南道                           | 2,120,666                          |                                    |                                    |
| Gangwon Seoul Incheon Gyeonggi N. · Chungcheong B. · Chungcheong Sejong Daejeon B. Gyeongsang Jeonbuk Daegu Ulsan Busan N. Gyeongsang Gwangju N. Jeolla Jeju B. Hamgyeong N. Hamgyeong B. Pyeongan N. Pyeongan Hwanghae Trung Quốc Nga Nhật BảnHoàng Hải Eo biển Triều Tiên · (Eo biển Busan) Eo biển Triều Tiên · (Eo biển Tsushima) Biển Nhật Bản · (Biển Đông) | Jeolla Nam                                                         | 전라남도                           | 全羅南道                           | 1,890,412                          |                                    |                                    |
| Gangwon Seoul Incheon Gyeonggi N. · Chungcheong B. · Chungcheong Sejong Daejeon B. Gyeongsang Jeonbuk Daegu Ulsan Busan N. Gyeongsang Gwangju N. Jeolla Jeju B. Hamgyeong N. Hamgyeong B. Pyeongan N. Pyeongan Hwanghae Trung Quốc Nga Nhật BảnHoàng Hải Eo biển Triều Tiên · (Eo biển Busan) Eo biển Triều Tiên · (Eo biển Tsushima) Biển Nhật Bản · (Biển Đông) | Gyeongsang Bắc                                                     | 경상북도                           | 慶尙北道                           | 2,682,897                          |                                    |                                    |
| Gangwon Seoul Incheon Gyeonggi N. · Chungcheong B. · Chungcheong Sejong Daejeon B. Gyeongsang Jeonbuk Daegu Ulsan Busan N. Gyeongsang Gwangju N. Jeolla Jeju B. Hamgyeong N. Hamgyeong B. Pyeongan N. Pyeongan Hwanghae Trung Quốc Nga Nhật BảnHoàng Hải Eo biển Triều Tiên · (Eo biển Busan) Eo biển Triều Tiên · (Eo biển Tsushima) Biển Nhật Bản · (Biển Đông) | Gyeongsang Nam                                                     | 경상남도                           | 慶尙南道                           | 3,377,126                          |                                    |                                    |
| Gangwon Seoul Incheon Gyeonggi N. · Chungcheong B. · Chungcheong Sejong Daejeon B. Gyeongsang Jeonbuk Daegu Ulsan Busan N. Gyeongsang Gwangju N. Jeolla Jeju B. Hamgyeong N. Hamgyeong B. Pyeongan N. Pyeongan Hwanghae Trung Quốc Nga Nhật BảnHoàng Hải Eo biển Triều Tiên · (Eo biển Busan) Eo biển Triều Tiên · (Eo biển Tsushima) Biển Nhật Bản · (Biển Đông) | Tỉnh tự trị đặc biệt (Teukbyeol-jachi-do)a                         |                                    |                                    |                                    |                                    |                                    |
| Gangwon Seoul Incheon Gyeonggi N. · Chungcheong B. · Chungcheong Sejong Daejeon B. Gyeongsang Jeonbuk Daegu Ulsan Busan N. Gyeongsang Gwangju N. Jeolla Jeju B. Hamgyeong N. Hamgyeong B. Pyeongan N. Pyeongan Hwanghae Trung Quốc Nga Nhật BảnHoàng Hải Eo biển Triều Tiên · (Eo biển Busan) Eo biển Triều Tiên · (Eo biển Tsushima) Biển Nhật Bản · (Biển Đông) | Jeju                                                               | 제주특별자치도                     | 濟州特別自治道                     | 661,511                            |                                    |                                    |
| Gangwon Seoul Incheon Gyeonggi N. · Chungcheong B. · Chungcheong Sejong Daejeon B. Gyeongsang Jeonbuk Daegu Ulsan Busan N. Gyeongsang Gwangju N. Jeolla Jeju B. Hamgyeong N. Hamgyeong B. Pyeongan N. Pyeongan Hwanghae Trung Quốc Nga Nhật BảnHoàng Hải Eo biển Triều Tiên · (Eo biển Busan) Eo biển Triều Tiên · (Eo biển Tsushima) Biển Nhật Bản · (Biển Đông) | Gangwon                                                            | 강원특별자치도                     | 江原特別自治道                     | 1,545,452                          |                                    |                                    |
| Gangwon Seoul Incheon Gyeonggi N. · Chungcheong B. · Chungcheong Sejong Daejeon B. Gyeongsang Jeonbuk Daegu Ulsan Busan N. Gyeongsang Gwangju N. Jeolla Jeju B. Hamgyeong N. Hamgyeong B. Pyeongan N. Pyeongan Hwanghae Trung Quốc Nga Nhật BảnHoàng Hải Eo biển Triều Tiên · (Eo biển Busan) Eo biển Triều Tiên · (Eo biển Tsushima) Biển Nhật Bản · (Biển Đông) | Jeonbuk                                                            | 전북특별자치도                     | 全北特別自治道                     | 1,847,089                          |                                    |                                    |
| Gangwon Seoul Incheon Gyeonggi N. · Chungcheong B. · Chungcheong Sejong Daejeon B. Gyeongsang Jeonbuk Daegu Ulsan Busan N. Gyeongsang Gwangju N. Jeolla Jeju B. Hamgyeong N. Hamgyeong B. Pyeongan N. Pyeongan Hwanghae Trung Quốc Nga Nhật BảnHoàng Hải Eo biển Triều Tiên · (Eo biển Busan) Eo biển Triều Tiên · (Eo biển Tsushima) Biển Nhật Bản · (Biển Đông) | Lãnh thổ tuyên bố chủ quyền (Cộng hòa Dân chủ Nhân dân Triều Tiên) |                                    |                                    |                                    |                                    |                                    |
| Gangwon Seoul Incheon Gyeonggi N. · Chungcheong B. · Chungcheong Sejong Daejeon B. Gyeongsang Jeonbuk Daegu Ulsan Busan N. Gyeongsang Gwangju N. Jeolla Jeju B. Hamgyeong N. Hamgyeong B. Pyeongan N. Pyeongan Hwanghae Trung Quốc Nga Nhật BảnHoàng Hải Eo biển Triều Tiên · (Eo biển Busan) Eo biển Triều Tiên · (Eo biển Tsushima) Biển Nhật Bản · (Biển Đông) | Hamgyeong Bắc                                                      | 함경북도                           | 咸鏡北道                           | —                                  |                                    |                                    |
| Gangwon Seoul Incheon Gyeonggi N. · Chungcheong B. · Chungcheong Sejong Daejeon B. Gyeongsang Jeonbuk Daegu Ulsan Busan N. Gyeongsang Gwangju N. Jeolla Jeju B. Hamgyeong N. Hamgyeong B. Pyeongan N. Pyeongan Hwanghae Trung Quốc Nga Nhật BảnHoàng Hải Eo biển Triều Tiên · (Eo biển Busan) Eo biển Triều Tiên · (Eo biển Tsushima) Biển Nhật Bản · (Biển Đông) | Hamgyeong Nam                                                      | 함경남도                           | 咸鏡南道                           | —                                  |                                    |                                    |
| Gangwon Seoul Incheon Gyeonggi N. · Chungcheong B. · Chungcheong Sejong Daejeon B. Gyeongsang Jeonbuk Daegu Ulsan Busan N. Gyeongsang Gwangju N. Jeolla Jeju B. Hamgyeong N. Hamgyeong B. Pyeongan N. Pyeongan Hwanghae Trung Quốc Nga Nhật BảnHoàng Hải Eo biển Triều Tiên · (Eo biển Busan) Eo biển Triều Tiên · (Eo biển Tsushima) Biển Nhật Bản · (Biển Đông) | Pyeongan Bắc                                                       | 평안북도                           | 平安北道                           | —                                  |                                    |                                    |
| Gangwon Seoul Incheon Gyeonggi N. · Chungcheong B. · Chungcheong Sejong Daejeon B. Gyeongsang Jeonbuk Daegu Ulsan Busan N. Gyeongsang Gwangju N. Jeolla Jeju B. Hamgyeong N. Hamgyeong B. Pyeongan N. Pyeongan Hwanghae Trung Quốc Nga Nhật BảnHoàng Hải Eo biển Triều Tiên · (Eo biển Busan) Eo biển Triều Tiên · (Eo biển Tsushima) Biển Nhật Bản · (Biển Đông) | Pyeongan Nam                                                       | 평안남도                           | 平安南道                           | —                                  |                                    |                                    |
| Gangwon Seoul Incheon Gyeonggi N. · Chungcheong B. · Chungcheong Sejong Daejeon B. Gyeongsang Jeonbuk Daegu Ulsan Busan N. Gyeongsang Gwangju N. Jeolla Jeju B. Hamgyeong N. Hamgyeong B. Pyeongan N. Pyeongan Hwanghae Trung Quốc Nga Nhật BảnHoàng Hải Eo biển Triều Tiên · (Eo biển Busan) Eo biển Triều Tiên · (Eo biển Tsushima) Biển Nhật Bản · (Biển Đông) | Hwanghae                                                           | 황해도                             | 黃海道                             | —                                  |                                    |                                    |

a Romaja quốc ngữ; bTính đến  tháng 5 năm 2018.; c Các khu vực thuộc lãnh thổ theo Hiến pháp Hàn Quốc nhưng không kiểm soát trên thực tế.

## Kinh tế

Xuất khẩu của Hàn Quốc (2019)

Kinh tế Hàn Quốc bao gồm những đặc điểm nổi bật như hỗn hợp, cạnh tranh, mức độ tự do cao và ít có sự can thiệp của chính phủ. Hàn Quốc được xếp vào nhóm các quốc gia phát triển. Hàn Quốc là một trong những nền kinh tế phát triển nhanh nhất thế giới từ đầu thập niên 1960 cho đến cuối những năm 1990 và vẫn tiếp tục tăng trưởng đều đặn trong thập niên 2000. Từ năm 1980 đến 1990, quốc gia này ghi nhận mức tăng trưởng GDP bình quân đầu người nhanh nhất thế giới.
Kinh tế Hàn Quốc chịu ảnh hưởng lớn từ những tập đoàn tài phiệt (Chaebol). Từ thập niên 1970, các Chaebol bắt đầu xâm nhập và tạo dựng được chỗ đứng trên thị trường thế giới, biến quốc gia này trở thành một thực thể thương mại quốc tế quan trọng. Tuy nhiên; trong cuộc khủng hoảng tài chính châu Á 1997, nhiều chi nhánh của các tập đoàn này ở nước ngoài đã phải đóng cửa khiến cho Hàn Quốc rơi vào khủng hoảng tài chính nặng nề. Mặc dù bị tổn hại nghiêm trọng do tác động của cuộc khủng hoảng, nền kinh tế Hàn Quốc vẫn hồi phục nhanh chóng sau đó và GDP tăng gấp 3 lần. Quốc gia này duy trì nợ nhà nước ở mức thấp cùng dự trữ tài khóa cao để có thể nhanh chóng được huy động nhằm sẵn sàng giải quyết các tình huống tài chính khẩn cấp.
Hàn Quốc tiếp tục duy trì được mức độ tăng trưởng kinh tế cao và ổn định trong khoảng thời gian sau đó, đạt mức 6,2% trong năm 2010, tuy vậy đến năm 2016 đã tụt xuống chỉ còn hơn 2,6%. Năm 2019, Hàn Quốc là quốc gia đứng thứ 7 thế giới về kim ngạch xuất khẩu, hạng 9 về nhập khẩu. Cùng năm 2019, Hàn Quốc đứng thứ 20 toàn cầu trong bảng xếp hạng về chỉ số thương hiệu quốc gia công bố bởi Future Brand. Cũng trong năm đó, theo công bố, đánh giá và xếp hạng của Diễn đàn Kinh tế thế giới, Hàn Quốc xếp hạng 4 châu Á sau Singapore, Hồng Kông và Nhật Bản, đứng thứ 13 thế giới trong Báo cáo cạnh tranh toàn cầu. Năm 2020, Brand Finance - đơn vị chuyên định giá thương hiệu và tư vấn chiến lược độc lập của Vương quốc Anh công bố báo cáo về thương hiệu quốc gia, theo đó, tổng giá trị của các thương hiệu Hàn Quốc xếp thứ 4 châu Á sau Trung Quốc, Nhật Bản và Ấn Độ, đồng thời đứng thứ 10 toàn cầu. Về chỉ số tự do kinh tế, Hàn Quốc xếp thứ 6 châu Á, hạng 25 thế giới.

### Du lịch

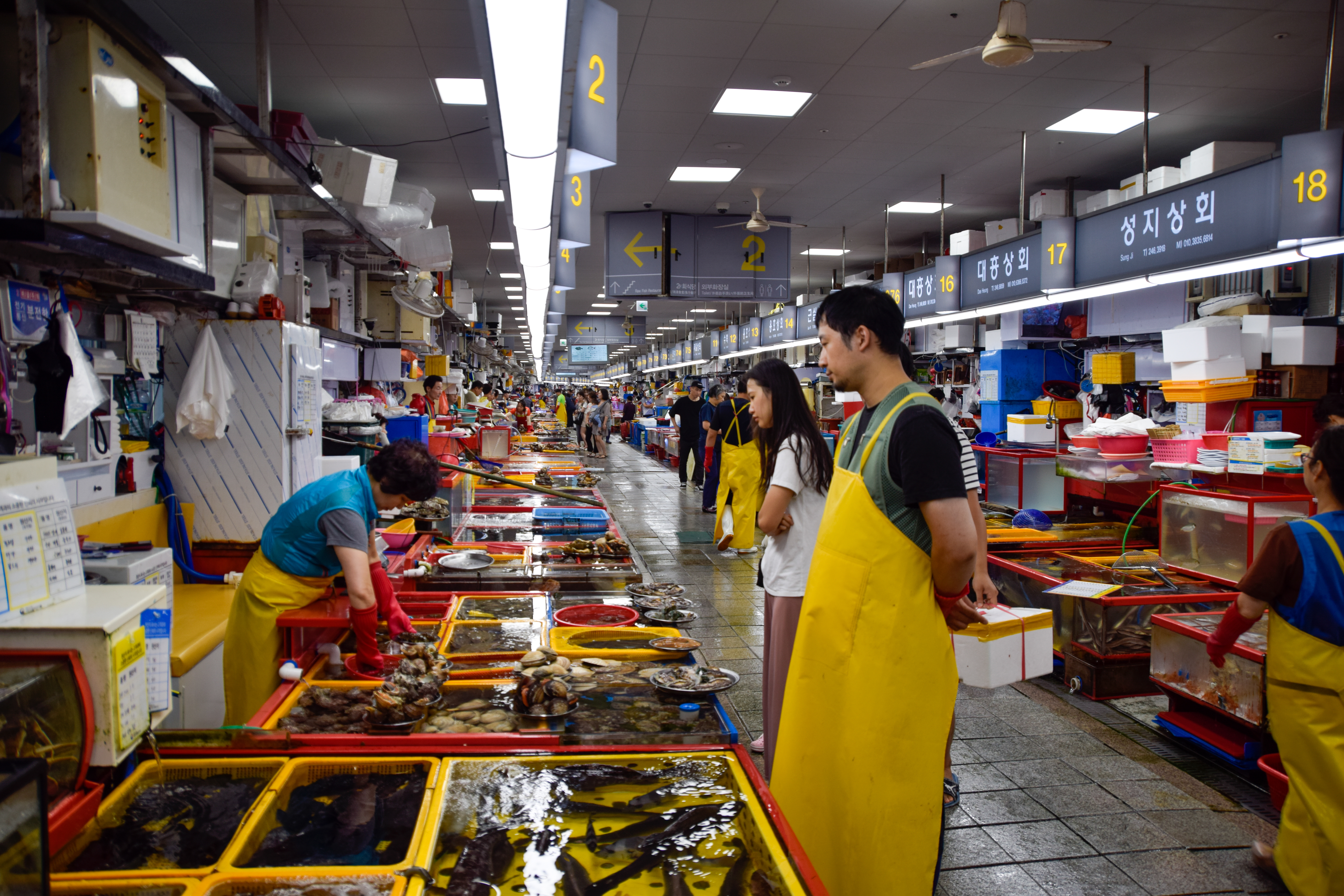
Chợ Jagalchi

Hàn Quốc có nhiều địa điểm du lịch. Những trung tâm giải trí lớn như Lotte World, Everland, các khu phố ăn chơi như Itaewon, Insadong, Myeongdong hay các khu chợ truyền thống như Dongdaemun, Gwangjang, Noryangjin, Gyeongdong, Namdaemun, Jagalchi,... luôn nhộn nhịp. Bên cạnh đó, Hàn Quốc còn có các điểm đến nổi tiếng khác như đảo Nami, đảo Jeju, núi Seorak, bãi biển Haeundae,...
Năm 2016, Hàn Quốc đón khoảng 17 triệu du khách nước ngoài. Viện nghiên cứu Hyundai báo cáo rằng Làn sóng Hàn Quốc có tác động tích cực đến việc khuyến khích đầu tư thông qua nhu cầu về sản phẩm du lịch. Ngành du lịch Hàn Quốc được phát triển, quảng bá và thúc đẩy bởi nhiều yếu tố như chính sách hỗ trợ từ phía chính phủ, các chiến dịch truyền thông đại chúng, sự phổ biến của điện ảnh cùng nhạc K-pop, ngoài ra còn có những thế mạnh tự nhiên khác như văn hóa, ẩm thực và cảnh quan môi trường.

### Giao thông

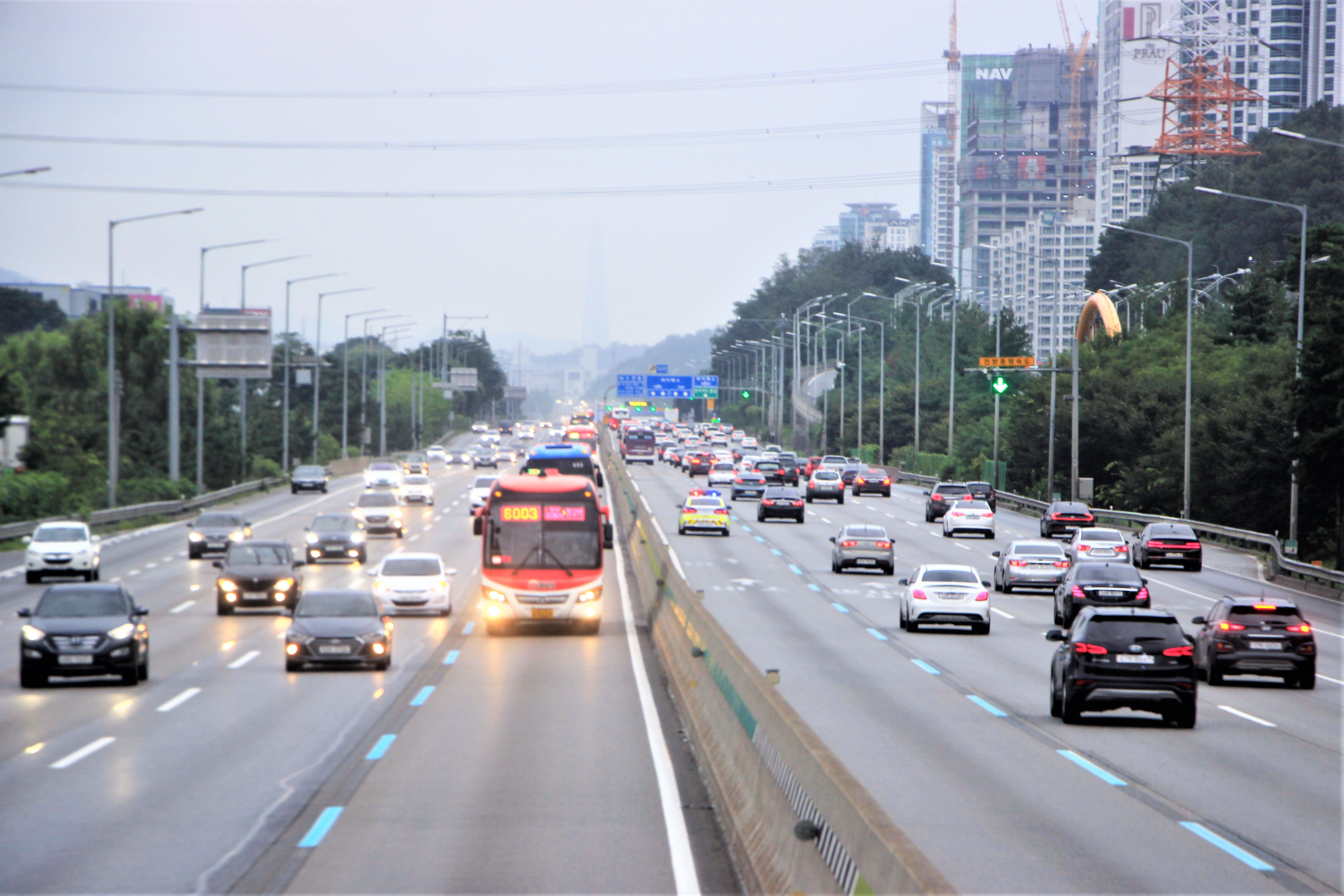
Cao tốc ở Hàn Quốc

Giao thông ở Hàn Quốc bao gồm có các tuyến đường sắt, đường bộ cao tốc, xe buýt, dịch vụ phà và các tuyến đường hàng không trải dài khắp đất nước, 91% các tuyến đường bộ tại Hàn Quốc được trải nhựa, trong khi tỷ lệ này của Bắc Triều Tiên chỉ là 6%. Năm 2020, thủ đô Seoul ghi nhận tổng cộng hơn 24,3 triệu phương tiện cơ giới được đăng ký, đây là nguyên nhân khiến cho tình trạng tắc đường xảy ra thường xuyên.
Hệ thống tàu điện cao tốc tại Hàn Quốc là một trong những mạng lưới đường sắt cao tốc nhanh, đúng giờ và có mật độ phân bố dày đặc nhất trên thế giới. Korea Expressway Corporation là tập đoàn vận hành hệ thống đường cao tốc thu phí cùng các dịch vụ đi kèm. Korail điều hành hệ thống đường sắt tại tất cả các thành phố lớn của Hàn Quốc trong khi KTX cung cấp dịch vụ đường sắt tốc độ cao. Cả 6 thành phố lớn của Hàn Quốc là Seoul, Busan, Daegu, Gwangju, Daejeon và Incheon đều có hệ thống tàu điện ngầm riêng. Hệ thống xe buýt tốc độ cao cũng có mặt ở hầu hết các thành phố trên cả nước. Ngoài ra ở Hàn Quốc, trên nóc các tòa nhà cao tầng phần lớn đều có bãi đáp cho máy bay trực thăng.
Sân bay quốc tế Incheon và Korean Air là hai đơn vị đầu tàu của ngành hàng không Hàn Quốc, thường xuyên có mặt trong top những sân bay và hãng hàng không tốt nhất thế giới. Korean Air là một thành viên tham gia sáng lập liên minh hàng không quốc tế SkyTeam. Cảng hàng không Incheon - sân bay lớn nhất, phục vụ trên 60 triệu hành khách năm 2016. Các sân bay quốc tế khác bao gồm Gimpo, Gimhae và Jeju. Ngoài ra còn có nhiều sân bay khác được hình thành như một phần của sự bùng nổ xây dựng cơ sở hạ tầng nhưng chưa được khai thác, tận dụng hết công suất. Hãng hàng không quốc gia cũng như lớn nhất - Korean Air, phục vụ hơn 30 triệu hành khách, trong đó bao gồm gần 20 triệu khách quốc tế trong năm 2016. Hãng hàng không lớn thứ hai, Asiana Airlines; cũng phục vụ các chuyến bay trong và ngoài nước. Những hãng bay có quy mô nhỏ hơn, chẳng hạn như Jeju Air; thì cung cấp dịch vụ bay nội địa với giá vé thấp hơn.

### Khoa học và công nghệ

#### Thời kỳ cổ đại

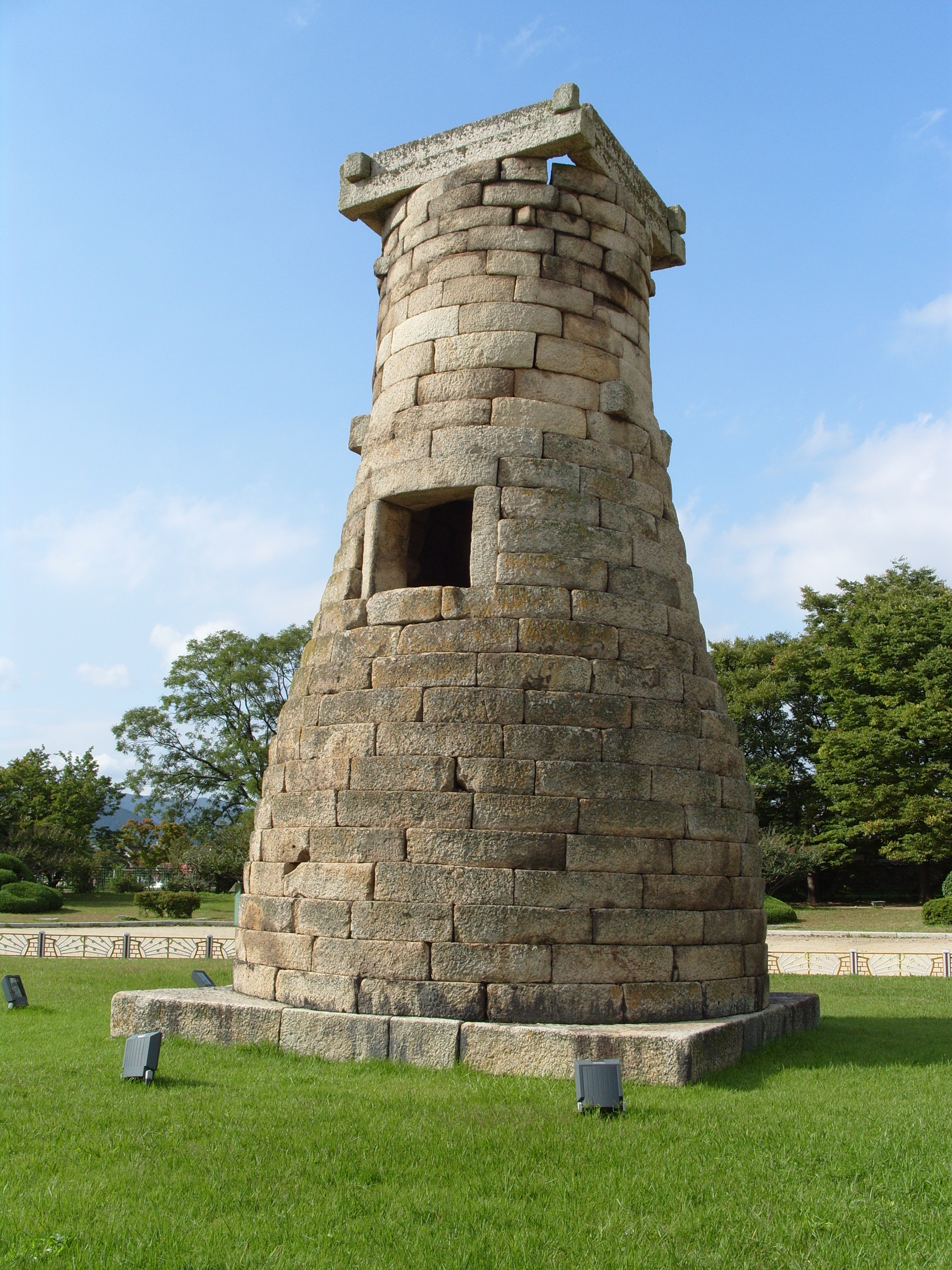
Chiêm tinh đài

Nền khoa học và công nghệ Triều Tiên cổ đại đã phát minh ra kỹ thuật in ấn dùng kim loại, đồng hồ tự gõ, máy đo lượng nước mưa đầu tiên và tàu chiến bọc chông sắt. Trực chỉ là tài liệu bằng chữ Hán cổ nhất của thế giới được in bằng khuôn chì. Ngoài ra, một trong những hiện vật tiêu biểu khác là Cheomseongdae (Chiêm tinh đài), được coi là đài thiên văn lâu đời nhất còn tồn tại.
Mẫu bản in khắc gỗ cổ xưa nhất còn sót lại là bộ Kinh Mugujeong Gwangdae Dharani được tìm thấy tại chùa Bulguksa năm 1966. Bản mẫu này được tin rằng đã được in vào khoảng những năm 704-751, nếu đúng như vậy thì bản in còn nhiều tuổi hơn cả Kim cương kinh. Bát vạn Đại tạng kinh là tập hợp các bản khắc kinh Phật Hán văn với khoảng trên 81.000 khối gỗ được in dưới thời vua Cao Ly Cao Tông vào thế kỷ 13, đây là phiên bản Đại tạng kinh được bảo tồn nguyên vẹn và đầy đủ nhất về giáo quy bằng chữ Hán của thế giới. Tơ Cao Ly được người phương Tây đánh giá cao và đồ gốm sứ cũng được săn đón. Gốm Cao Ly, đặc biệt là loại làm bằng men ngọc, có màu xanh dương hoặc xanh lá là những loại có chất lượng tốt nhất và được các thương gia Ả Rập sưu tầm.
Trong thời kỳ của nhà Triều Tiên, những Quy bối thuyền (thuyền chiến gỗ bọc gai sắt, thiết kế và đóng theo hình mai rùa) đã được phát minh cùng nhiều loại vũ khí độc đáo khác như Đại bác và đặc biệt là Hỏa xa - được coi là hệ thống vũ khí có cơ chế bắn loạt đầu tiên. Các loại vũ khí này về sau được danh tướng Yi Sun-sin sử dụng trong cuộc kháng chiến của quân dân Triều Tiên chống lại quân xâm lược Hậu Kim và Nhật Bản. Bảng chữ cái Hangul của Hàn Quốc được vua Triều Tiên Thế Tông phát minh trong thời gian này.

#### Thời kỳ hiện đại
Hàn Quốc dẫn đầu trong nhiều ngành khoa học ứng dụng, điện tử, công nghệ. Đây là quốc gia sáng tạo nhất thế giới năm 2021. Samsung, SK là những công ty sản xuất thiết bị điện tử lớn nhất thế giới. LG đứng đầu thị trường thiết bị gia dụng toàn cầu năm 2021. Hyundai và Kia lần lượt là các nhà sản xuất xe hơi có giá trị thương hiệu lớn thứ 5 và 13 toàn cầu năm 2020. Samsung C&T là công ty xây dựng đa quốc gia đã tạo nên những công trình cao nhất hiện nay như Petronas, Merdeka 118, Đài Bắc 101 hay Burj Khalifa.

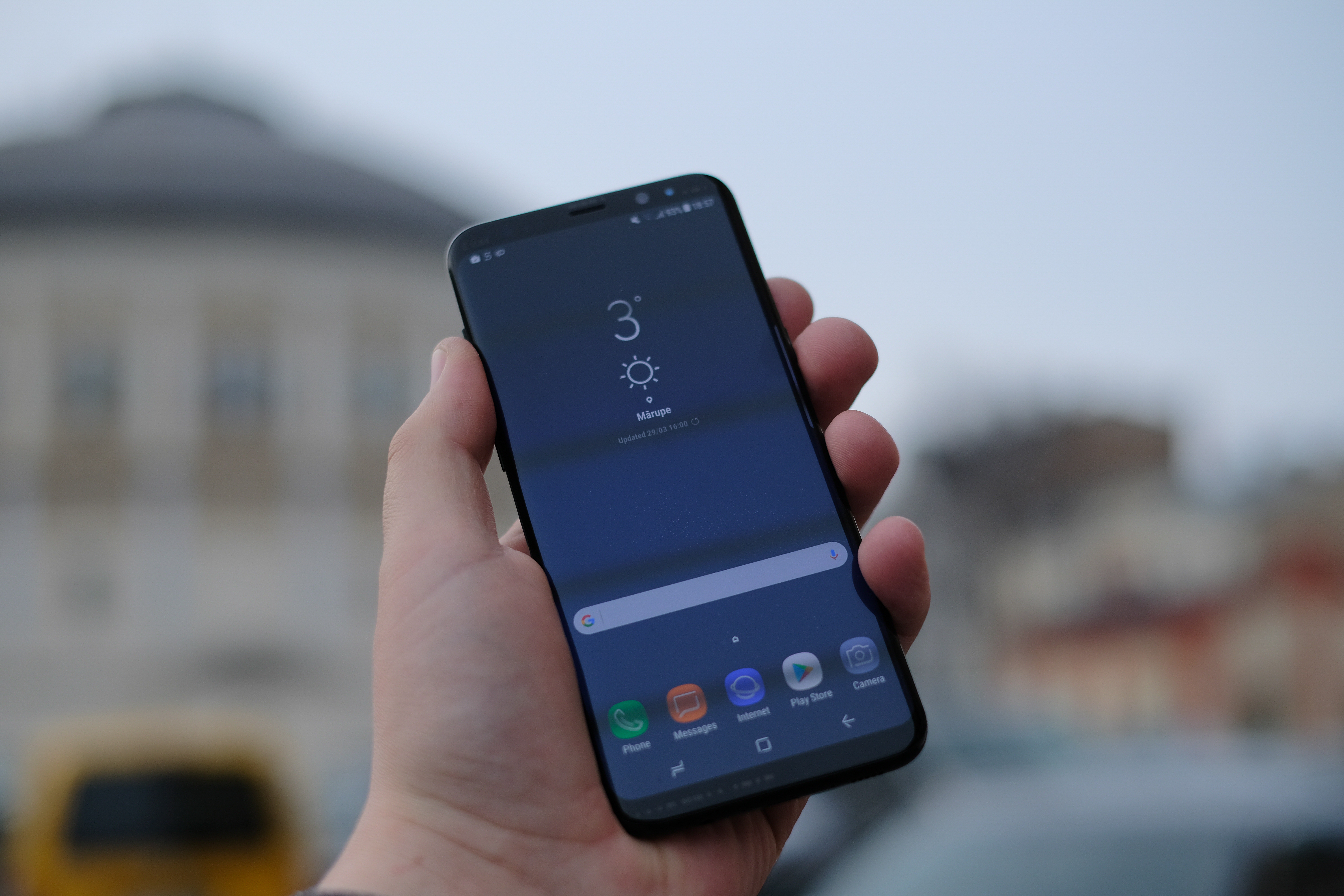
Một chiếc điện thoại của Samsung

Năm 2010, trên 90% người Hàn Quốc sở hữu ít nhất một chiếc điện thoại di động, quốc gia này có tốc độ đường truyền kết nối Internet thuộc nhóm nhanh nhất thế giới. Năm 2018, Hàn Quốc trở thành quốc gia đầu tiên trên thế giới thương mại hóa 5G. Ngoài công nghệ viễn thông, Hàn Quốc còn là một quốc gia mạnh về công nghiệp trò chơi điện tử. Một số tựa game nổi tiếng được phát triển bởi người Hàn có thể kể đến như PUBG, Play Together, Biệt đội thần tốc, CrossFire, GunBound, Blade & Soul, MU Online, Crazy Arcade hay Audition Online,...
Hàn Quốc phóng thành công vệ tinh nội địa KITSAT-1 vào quỹ đạo không gian vũ trụ năm 1992, tên lửa đẩy nội địa Nuri và tàu thăm dò Mặt trăng tự phát triển Danuri năm 2022. Năm 2020, Hàn Quốc xếp hạng 14 thế giới, thứ 2 châu Á trong chỉ số sẵn sàng kết nối mạng công bố bởi Diễn đàn kinh tế thế giới. Quốc gia này cũng đồng thời đứng trong top 5 chi nhiều phần trăm ngân sách trên tổng GDP nhất cho các hoạt động nghiên cứu và phát triển.

### Năng lượng

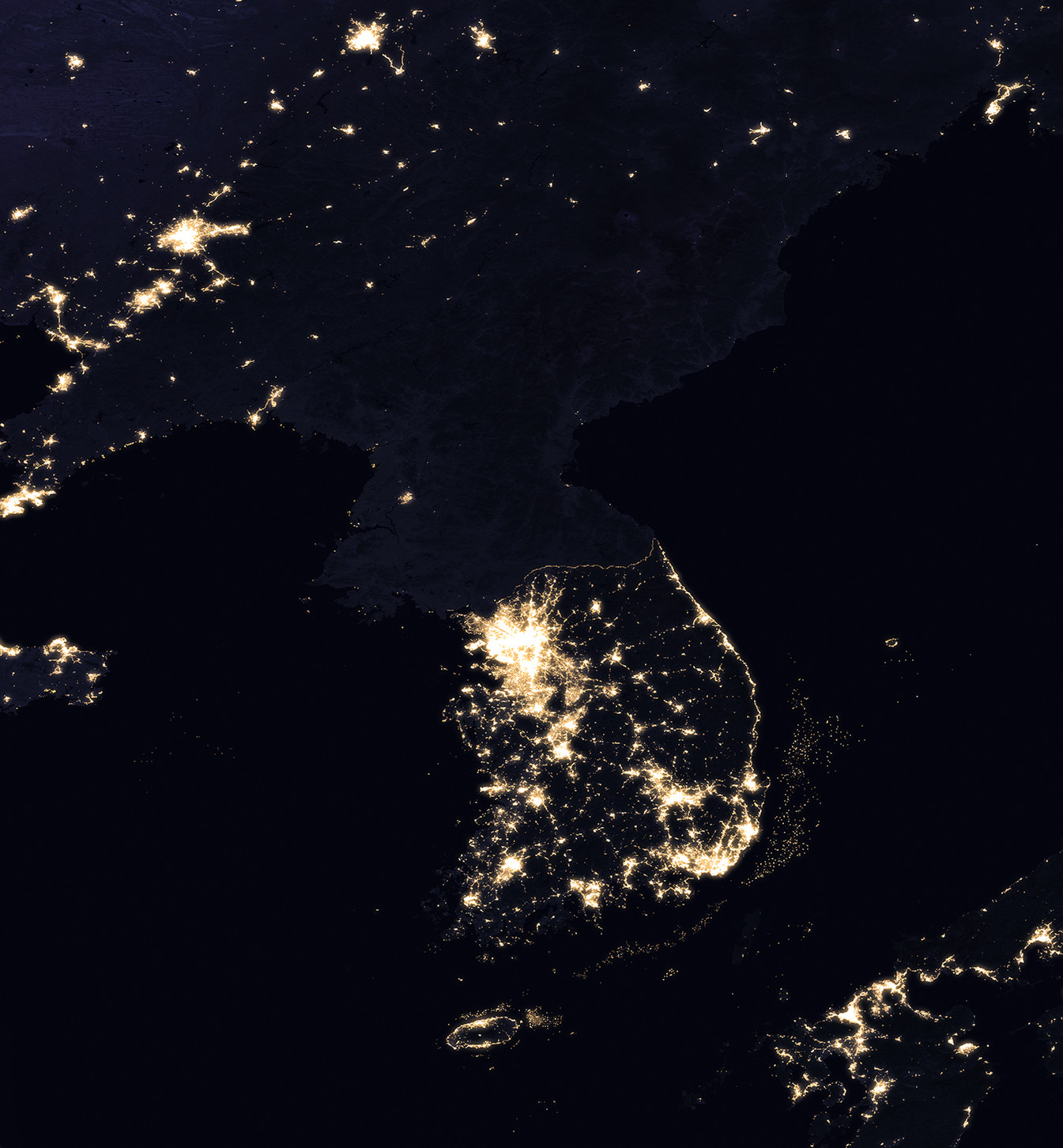
Ảnh vệ tinh cho thấy sự chênh lệch tiêu thụ điện năng giữa Hàn Quốc và Bắc Triều Tiên

Hàn Quốc bắt đầu phát triển chương trình điện hạt nhân từ đầu thập niên 1970 và hiện đang là một trong những nhà sản xuất năng lượng hạt nhân lớn nhất, đứng thứ 6 thế giới theo quy mô năm 2021. Năng lượng hạt nhân cung cấp phần lớn sản lượng điện hàng năm và nước này hiện đang tiếp tục nghiên cứu, nâng cấp nhiều kiểu lò phản ứng tiên tiến như phản ứng mô-đun nhỏ, phản ứng nhanh, biến đổi kim loại lỏng và thiết kế sản xuất Hydro ở nhiệt độ cao. Sản xuất nhiên liệu và công nghệ xử lý chất thải phóng xạ cũng được phát triển kèm theo.
Chính sách an ninh năng lượng của Hàn Quốc được thúc đẩy với mong muốn giảm thiểu sự phụ thuộc vào nhiên liệu hóa thạch nhập khẩu. Hệ thống nhà máy điện hạt nhân ở đây chủ yếu bao gồm các lò phản ứng nước điều áp (PWR) được đưa vào vận hành từ năm 1977 đến năm 2019, bốn lò phản ứng khác đang được xây dựng tại Shin Kori và Shin Hanul nhằm mục tiêu bổ sung thêm công suất. Lò phản ứng hạt nhân đầu tiên của nước này, Kori 1, đã ngừng hoạt động vào năm 2017. Lò phản ứng Đơn vị 1 của Wolsong được đưa vào hoạt động thay thế cùng năm cho đến 2019. Gần đây, trước những lo ngại về tính an toàn sau sự cố hạt nhân tại nhà máy điện Fukushima của Nhật Bản, chính phủ Hàn Quốc đã công bố kế hoạch dần loại bỏ, thay thế loại năng lượng này, theo đó sẽ cắt giảm số lượng các lò phản ứng hạt nhân đang hoạt động hiện nay xuống còn 14 vào năm 2038.
Hàn Quốc là thành viên của dự án ITER và nhà xuất khẩu lò phản ứng hạt nhân mới nổi, đã ký kết thỏa thuận với UAE để xây dựng và duy trì bốn lò phản ứng hạt nhân tiên tiến, với Jordan cho một lò phản ứng hạt nhân nghiên cứu và với Argentina để xây dựng và sửa chữa những lò phản ứng hạt nhân nước nặng. Kể từ năm 2010, Hàn Quốc và Thổ Nhĩ Kỳ bắt đầu đàm phán về việc tiến hành xây dựng hai lò phản ứng hạt nhân mới. Quốc gia này cũng đang chuẩn bị đấu thầu để xây dựng lò phản ứng hạt nhân nước nhẹ cho Argentina.
Hàn Quốc là một trong số ít quốc gia đã xây dựng và vận hành thành công lò phản ứng nhiệt hạch, hay còn được giới khoa học gọi với biệt danh "Mặt Trời nhân tạo". Bên cạnh đó, công trình này xác lập kỷ lục thế giới khi duy trì luồng plasma siêu nóng trong lò phản ứng Tokamak.

## Nhân khẩu

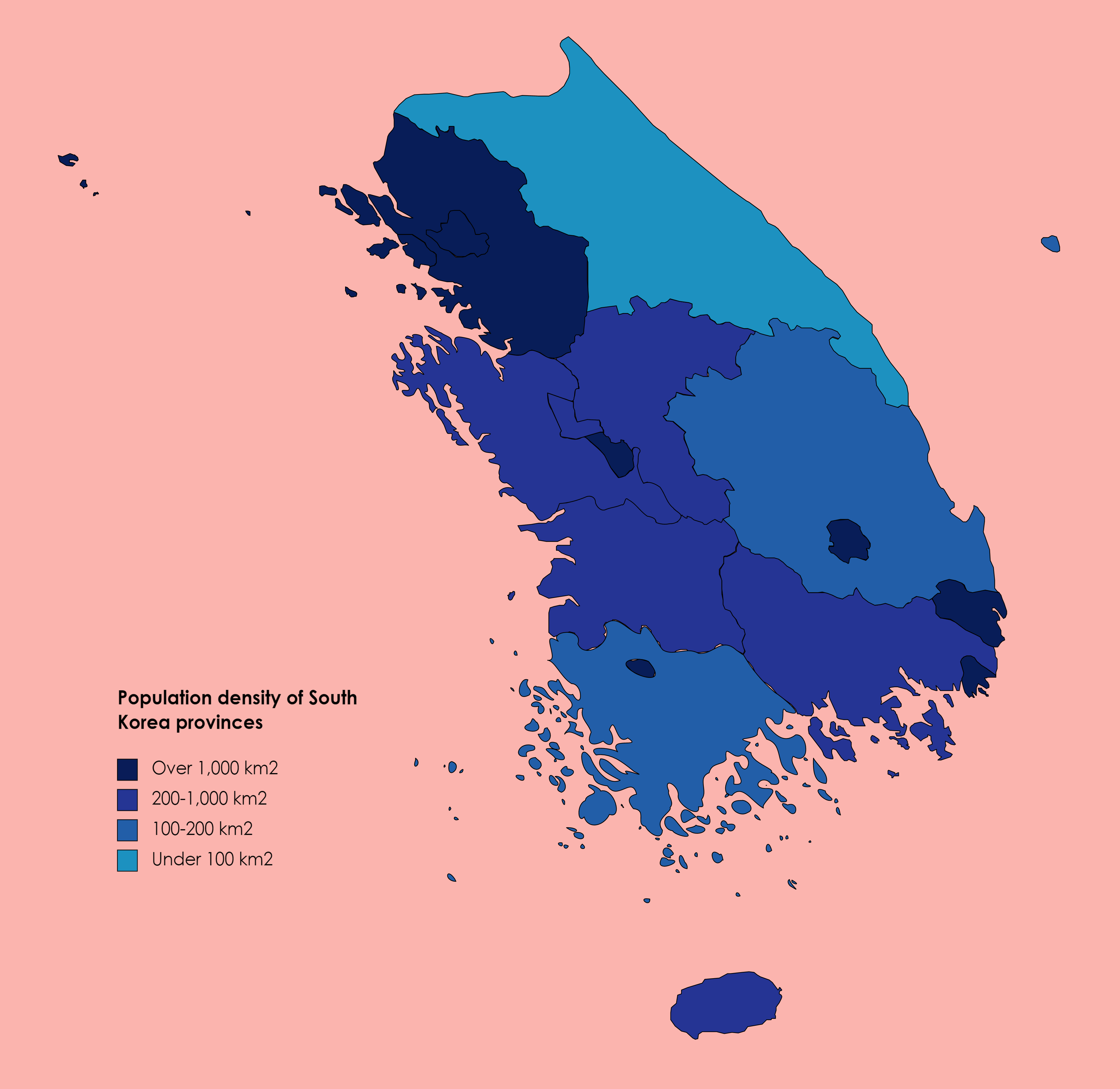
Mật độ dân số các tỉnh của Hàn Quốc

Trong thành phần dân cư của Hàn Quốc thì người bản địa chiếm đa số. Vào tháng 4 năm 2016, dân số Hàn Quốc được Văn phòng Thống kê Quốc gia ước tính là 50,8 triệu người, với số lượng ở trong độ tuổi lao động và tổng tỷ suất sinh tiếp tục có xu hướng suy giảm. Hầu hết người Hàn Quốc sống ở thành thị do quá trình di cư ồ ạt khỏi các vùng nông thôn trong quá trình mở rộng kinh tế nhanh chóng của đất nước vào những năm 1970, 1980 và 1990. Theo tổng điều tra dân số năm 2019, đại đô thị Seoul có 25,3 triệu cư dân - trở thành khu vực đô thị lớn thứ 4 thế giới theo quy mô dân số. Các thành phố lớn khác bao gồm có: Busan (3,5 triệu), Incheon (3 triệu), Daegu (2,5 triệu), Daejeon (1,4 triệu), Gwangju (1,4 triệu) và Ulsan (1,1 triệu). Theo Chosun Ilbo, tổng tỷ suất sinh của Hàn Quốc (1,23 trẻ em sinh ra trên mỗi phụ nữ) cao hơn so với Đài Loan (1,15) và Nhật Bản (1,21). Tuổi thọ trung bình của người dân Hàn Quốc trong năm 2008 là 79,10 tuổi (đứng thứ 34 trên thế giới) nhưng đến năm 2015 đã tăng lên 81 tuổi. Hàn Quốc là nước có sự sụt giảm mạnh nhất về dân số ở độ tuổi lao động trong số các quốc gia thuộc OECD. Năm 2015, Cục Thống kê Quốc gia ước tính rằng dân số đất nước sẽ đạt đến đỉnh điểm vào năm 2035. Hiện nay, trước áp lực của cuộc sống hiện đại, ngày càng nhiều người trẻ Hàn Quốc ở độ tuổi 20 đến 30 chọn cách sống độc thân, không con cái, dẫn tới nhiều hệ quả kinh tế - xã hội; đặc biệt là sự lão hoá dân số đi kèm cùng sụt giảm lao động trẻ tuổi. Họ được gọi là "Thế hệ Sampo" và thường bị chỉ trích là ích kỷ.
Trong những năm gần đây, với sự chênh lệch giới tính, bất bình đẳng xã hội, chi phí sinh hoạt, nuôi dạy con cái tăng cao kết hợp cùng xu hướng muốn theo đuổi lối sống độc thân, tự do, tự chủ của nữ giới đã dẫn đến hệ quả là ngày càng có nhiều nam giới Hàn Quốc (phần lớn sống ở khu vực nông thôn hoặc có thu nhập cá nhân ở mức thấp) gặp khó khăn, không muốn hoặc không thể lấy được vợ. Tình trạng dần trở nên nghiêm trọng đến nỗi chính phủ Hàn Quốc phải vào cuộc nghiên cứu, đề xuất giải pháp "giải cứu" cho những người này, qua đó; họ sẽ được chính quyền địa phương hỗ trợ một khoản chi phí để sang "mua vợ" tại các nước đang phát triển, những quốc gia có con người, văn hóa, phong tục tập quán gần gũi với Hàn Quốc đặc biệt như Trung Quốc và Việt Nam (nhóm cộng đồng chiếm số lượng đông đảo nhất) thường được họ ưu tiên lựa chọn để tiến hành các cuộc "hôn nhân mua bán". Mặc dù bước đầu cơ bản giải quyết các vấn đề xã hội và ổn định dân số, thế nhưng, nhiều trong số những cuộc hôn nhân trên thường đem lại hệ lụy đáng tiếc do sự khác biệt văn hóa, lối sống, bất đồng ngôn ngữ cùng thái độ kỳ thị con lai, tư tưởng "trọng nam" của nam giới, những người bảo thủ theo chủ nghĩa thuần huyết Triều Tiên cũng như văn hóa gia đình Hàn Quốc, đồng thời góp phần khiến cho tỷ lệ dân nhập cư và số lượng các gia đình đa chủng tộc tại đất nước này ngày một tăng cao.

### Nạn tự sát
Tự sát là nguyên nhân số một trong những ca tử vong của thanh thiếu niên Hàn Quốc từ 15 tới 30 tuổi. Hiện nay, nhiều người cao tuổi Hàn Quốc cũng phải làm các công việc chân tay nặng nhọc, đây là một trong những tồn tại nhức nhối của xã hội mà chính phủ Hàn Quốc vẫn đang loay hoay tìm cách giải quyết. Những biến động ở Hàn Quốc vốn đã bắt đầu nhen nhóm kể từ sau cuộc khủng hoảng tài chính châu Á cuối những năm 1997 tàn phá nền kinh tế đồng thời làm nhiều người mất việc và điều này khiến cho họ bị tụt lại trong sự cạnh tranh gay gắt của xã hội.

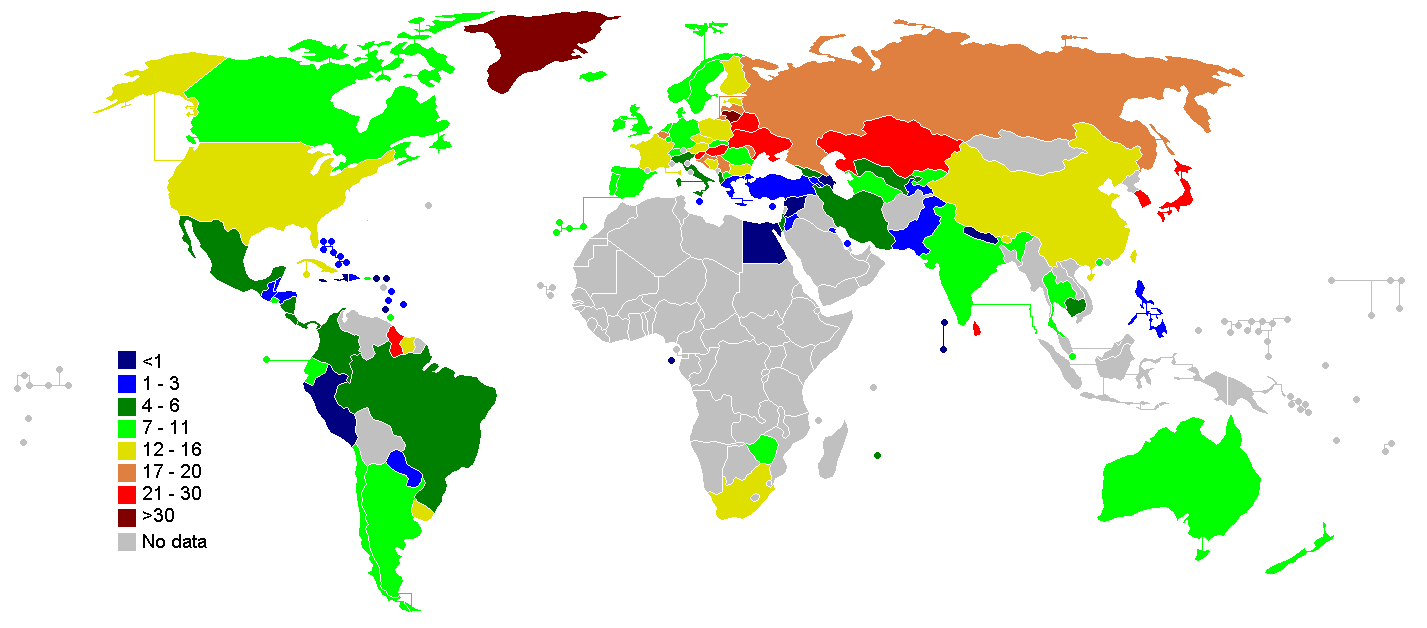
Hàn Quốc là một trong những quốc gia đóng góp nhiều nhất vào tổng số vụ tự tử trên toàn cầu

Theo thống kê, số giờ làm việc trung bình của một người Hàn Quốc là 2.113 giờ/năm, đứng thứ hai trong số các quốc gia thành viên OECD và chỉ xếp sau Mexico. Không dừng lại ở đó, nhiều cuộc khảo sát khác gần đây còn cho thấy thực tế tệ hơn đang diễn ra và xu hướng giống như Nhật Bản. "Gwarosa" - thuật ngữ dùng để phản ánh tình trạng trên ở Hàn Quốc cũng bắt nguồn từ thuật ngữ "Karōshi" - với ý nghĩa tương tự của Nhật Bản.
Hàn Quốc đã thực hiện Chiến lược ngăn ngừa tự tử nhằm tăng cường nhận thức của cộng đồng kết hợp cùng với sự hỗ trợ từ phía chính phủ trong công tác phòng chống và ngăn chặn tự sát. Những biện pháp này đem lại hiệu quả tích cực, kể từ năm 2010, tỷ lệ tự tử ở Hàn Quốc bắt đầu giảm. Ông Moon Jae-in – Tổng thống nhậm chức năm 2018, cam kết sẽ tiếp tục hạ thấp tỷ lệ tự tử xuống còn 20 vụ trên 100.000 người vào năm 2020.

### Tôn giáo

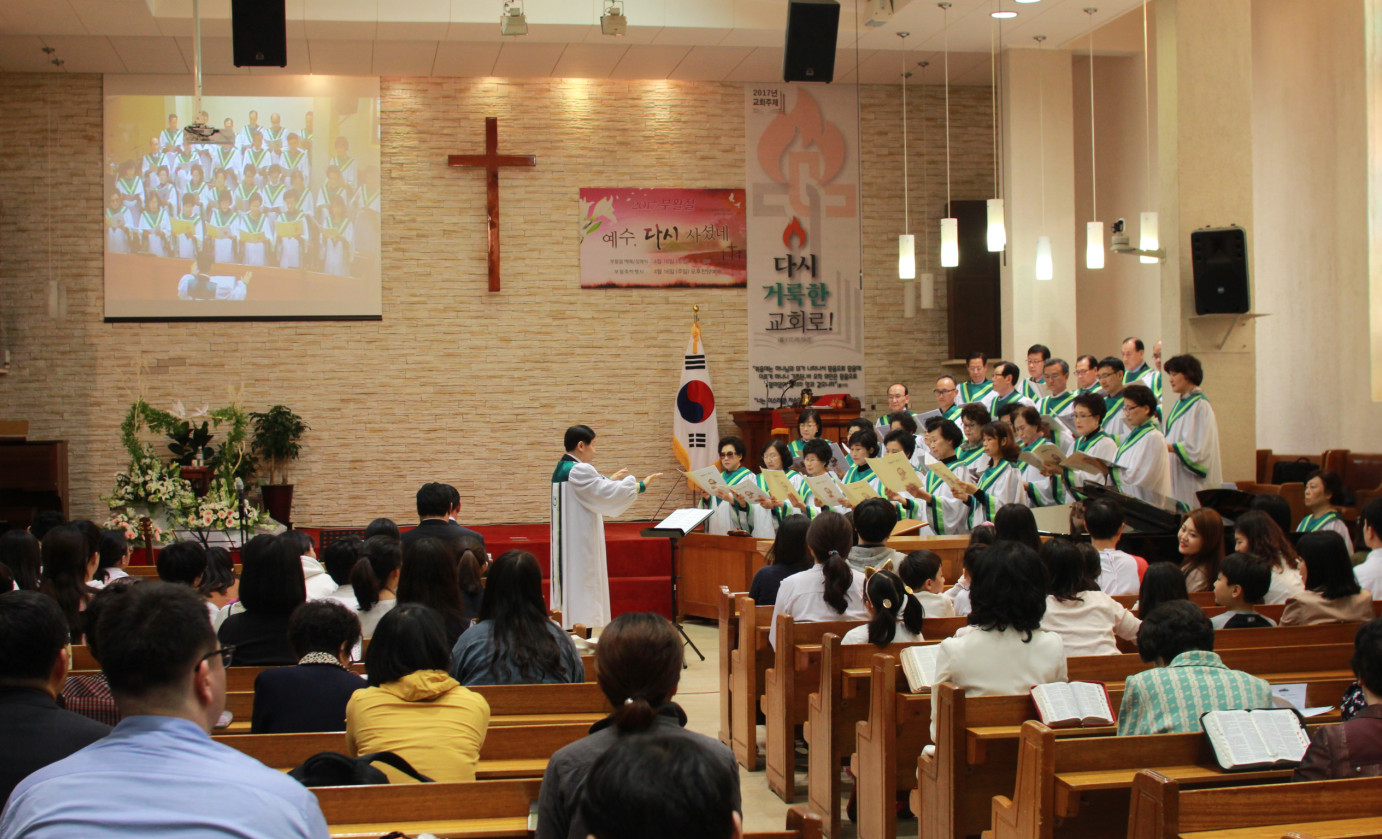
Đạo Kitô là tôn giáo lớn nhất tại Hàn Quốc với số lượng tín đồ chiếm gần 1/3 dân số

56,1% người Hàn Quốc không tôn giáo. Kitô giáo chiếm 27,6%. Tin Lành là 19,7% và Công giáo là 7,9%, 15,5% là Phật tử, 0,8% còn lại theo các tôn giáo thiểu số.
Hàn Quốc cũng có khoảng 40.000 người theo Hồi giáo, chiếm 0,09% dân số. Người Hàn Quốc không đặt nặng vấn đề tôn giáo, họ tổ chức ngày lễ của nhiều tôn giáo khác nhau. Việc pha trộn tôn giáo này từng vấp phải sự phản đối kịch liệt của các tín đồ Nhân Chứng Giê-hô-va. Tuy nhiên, những nghi lễ cổ truyền vẫn đang được duy trì. Các giá trị của Nho giáo hiện vẫn có ảnh hưởng sâu sắc.
Người Hàn Quốc được hưởng tự do tôn giáo ở mức độ cao. Tuy nhiên, những vấn nạn, bê bối liên quan tới các giáo phái cuồng giáo là vấn đề gây nhức nhối, ám ảnh trong xã hội.

### Xếp hạng

Tuổi thọ người dân giữa Hàn Quốc và Bắc Triều Tiên

Hàn Quốc là một trong những quốc gia có tỷ lệ tử vong ở trẻ sơ sinh thấp nhất trên thế giới với 3,03%, đứng thứ 4 châu Á sau Singapore, Nhật Bản và Hồng Kông, giữ hạng 9 toàn cầu về tuổi thọ trung bình của người dân (đồng hạng với Israel). Tỷ lệ tội phạm giết người có chủ đích trong phạm vi lãnh thổ Hàn Quốc năm 2018 là 0.60% - mức rất thấp theo nghiên cứu và công bố của Văn phòng Liên Hợp Quốc về chống Ma túy và Tội phạm. Chỉ số khủng bố bằng 0 (không có khủng bố), chỉ số phát triển con người đạt mức rất cao đồng thời gần như không có người mù chữ với tỷ lệ biết chữ đạt 99% dân số trong năm 2020.
Theo Báo cáo Hạnh phúc toàn cầu năm 2019 của Liên Hợp Quốc, Hàn Quốc là quốc gia hạnh phúc thứ 54 trên thế giới. Năm 2020, Hàn Quốc đứng thứ 2 châu Á (sau Nhật Bản), hạng 17 thế giới về chỉ số tiến bộ xã hội.

### Giáo dục

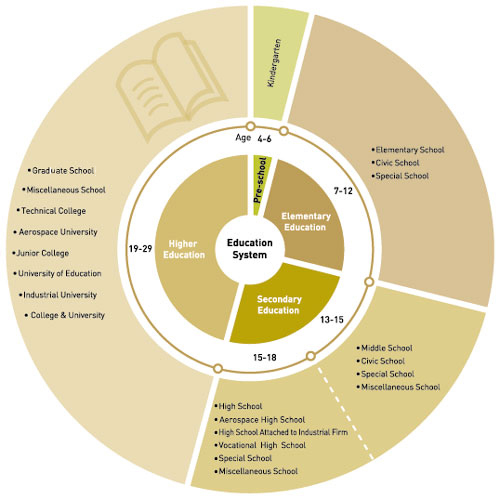
Hệ thống giáo dục Hàn Quốc

Hệ thống giáo dục ở Hàn Quốc bao gồm 6 năm tiểu học, 3 năm trung học cơ sở và 3 năm trung học phổ thông. Học sinh ở cả 3 cấp đều được miễn học phí. Chương trình đánh giá học sinh quốc tế do OECD khởi xướng và chỉ đạo xếp hạng giáo dục khoa học của Hàn Quốc đứng thứ 3 trên thế giới và luôn cao hơn mức trung bình của OECD.
Năm 2015, chính phủ Hàn Quốc đã chi 5,1% GDP cho giáo dục, cao hơn 0,8% so với mức trung bình của OECD (4,3%). Giáo dục là chìa khóa giúp cho đất nước nghèo tài nguyên thiên nhiên này từ một vùng đất hoang tàn do chiến tranh nhanh chóng phát triển thịnh vượng trong suốt hơn 60 năm qua nhưng đồng thời cũng tồn tại nhiều mặt tối. Năm 2020, Hàn Quốc chi ra 4,81% GDP cho nghiên cứu và phát triển, tỷ lệ này cao thứ 2 thế giới sau Israel (4,95%).
Hàn Quốc đứng thứ 9 thế giới cũng như hạng 4 châu Á về năng lực Anh ngữ năm 2020 theo công bố của tổ chức giáo dục quốc tế EF. Quốc gia này là một trong những nước có bình quân trình độ học vấn cao nhất thế giới. Năm 2014, Hàn Quốc xếp thứ 2 thế giới sau Singapore trong bảng xếp hạng Toán học và Khoa học của sinh viên do OECD công bố.
Xã hội Hàn Quốc nổi tiếng với quan điểm chạy đua trong giáo dục. Những người không đạt được giáo dục đại học phải đối mặt với nhiều định kiến và thường bị coi là "công dân hạng hai", dẫn đến triển vọng công việc, hôn nhân thấp cũng như khó lòng cải thiện địa vị xã hội. Kỳ thi đánh giá năng lực đại học (Suneung) là cánh cửa duy nhất dẫn tới điều đó. Ngoài ra, việc thành lập các trường tư thục độc lập với học phí cao (Hagwon) cũng bị các bậc cha mẹ Hàn Quốc lên án như một vấn đề nhức nhối của xã hội.
Hàn Quốc có hơn 80% học sinh tốt nghiệp trung học phổ thông rồi tiếp tục thi đỗ vào các trường đại học. Đây là quốc gia có chỉ số sáng tạo cao nhất thế giới. Năm 2017, Hàn Quốc đứng thứ 5 thế giới về tỷ lệ công dân từ 25 đến 64 tuổi hoàn thành giáo dục đại học với 47,7%. Ngoài ra, 69,8% người Hàn Quốc ở độ tuổi 25-34 cũng đã hoàn thành xong chương trình giáo dục đại học, đây là tỷ lệ cao nhất trong OECD.
Hàn Quốc thường tự hào với nền công nghiệp giáo dục của mình, nhưng rồi lại đi quá trớn với số sinh viên tốt nghiệp quá nhiều khiến cho tỷ lệ thất nghiệp tăng cao. Chính phủ Hàn Quốc đã đưa việc giảm thất nghiệp vào danh sách mục tiêu được ưu tiên hàng đầu đồng thời tăng cường đầu tư vào các chương trình công cộng. OECD cũng kêu gọi Hàn Quốc tham gia hiệu quả hơn vào công tác đào tạo, nâng cao trình độ dạy nghề vì nước này quá tập trung vào nhóm cử nhân tốt nghiệp từ các trường đại học khiến cho tỷ lệ cạnh tranh việc làm tại đô thị tăng cao, vùng nông thôn bị người lao động rời bỏ dẫn đến tình trạng thiếu hụt nhân lực trẻ có kỹ năng trong lĩnh vực thủ công, gây ra một làn sóng công nhân nhập cư với tay nghề thấp.

### Y tế

Hàn Quốc thuộc nhóm quốc gia duy trì hệ thống chăm sóc sức khỏe toàn dân

Hàn Quốc thực hiện một hệ thống bảo hiểm sức khỏe trong đó một người thanh toán một số tiền phí bảo hiểm hàng tháng nhất định tùy theo mức thu nhập và tài sản của họ. Nếu tham gia bảo hiểm y tế thì khi ốm đau hoặc thai sản sẽ tiết kiệm được một khoản tiền không nhỏ đến từ chi phí y tế, khám chữa bệnh và dịch vụ kèm theo. Mặt khác, bản thân họ còn được kiểm tra sức khỏe định kỳ. Tất cả mọi người đều phải tham gia bảo hiểm y tế, ngoại trừ những người đã được hưởng trợ cấp y tế. Đối tượng tham gia bảo hiểm y tế được chia làm hai nhóm là đối tượng tham gia bảo hiểm theo doanh nghiệp và đối tượng tham gia bảo hiểm theo khu vực. Tất cả công dân, người lao động, công nhân, nhân viên, công chức của doanh nghiệp và giáo viên đều được gọi là đối tượng tham gia bảo hiểm doanh nghiệp. Theo quy định gia nhập bảo hiểm doanh nghiệp, trong trường hợp là người duy trì đời sống chính trong gia đình và có đầy đủ điều kiện thu nhập cùng điều kiện phụng dưỡng phù hợp với quy định được ghi trong quy tắc thi hành luật bảo hiểm sức khỏe thì sẽ có thể đăng ký vào bảo hiểm doanh nghiệp bảo trợ người thân. Trong trường hợp có thu nhập riêng ngoài phần tiền lương thì sau khi trừ một khoản tiền từ tổng thu nhập ra theo quy định, bản thân người đó phải chi trả toàn bộ 100% tỷ lệ phí bảo hiểm được áp dụng.
Người tham gia bảo hiểm sức khỏe khi nhận sự trị liệu tại bệnh viện thì một phần trong lệ phí trị liệu sẽ do Công đoàn bảo hiểm sức khỏe quốc dân chi trả. Ngoài ra, chương trình y tế quốc gia chi trả tối đa 60% cho mỗi hóa đơn y tế. Bên cạnh đó, họ còn nhận được ưu đãi trong việc khám bệnh, kiểm tra sức khỏe, tùy theo độ tuổi mà có sự khác nhau nhưng thường là hai năm một lần.

## Văn hóa

### Khái quát
Hàn Quốc có 21 di sản văn hóa phi vật thể được UNESCO công nhận cùng với 15 di sản thế giới. Trong thời kỳ phong kiến chuyên chế; đặc biệt là nhà Triều Tiên, văn hóa Triều Tiên đạt đến đỉnh cao dưới thời Triều Tiên Thế Tông. Sau này, trong thời kỳ Nhật thuộc, văn hóa Hàn Quốc cận đại chịu ảnh hưởng một phần từ Nhật Bản. Bước sang thời kỳ hiện đại, Hàn Quốc chia sẻ văn hóa của mình với Bắc Triều Tiên nhưng hai miền đã phát triển các hình thức văn hóa đương đại khác biệt kể từ khi bán đảo bị chia cắt. Trong lịch sử, mặc dù văn hóa Hàn Quốc từng có khoảng thời gian dài chịu ảnh hưởng sâu sắc từ Trung Quốc. Tuy nhiên, quốc gia này vẫn độc lập phát triển những bản sắc văn hóa độc đáo, khác biệt với nước láng giềng.

### Ngôn ngữ

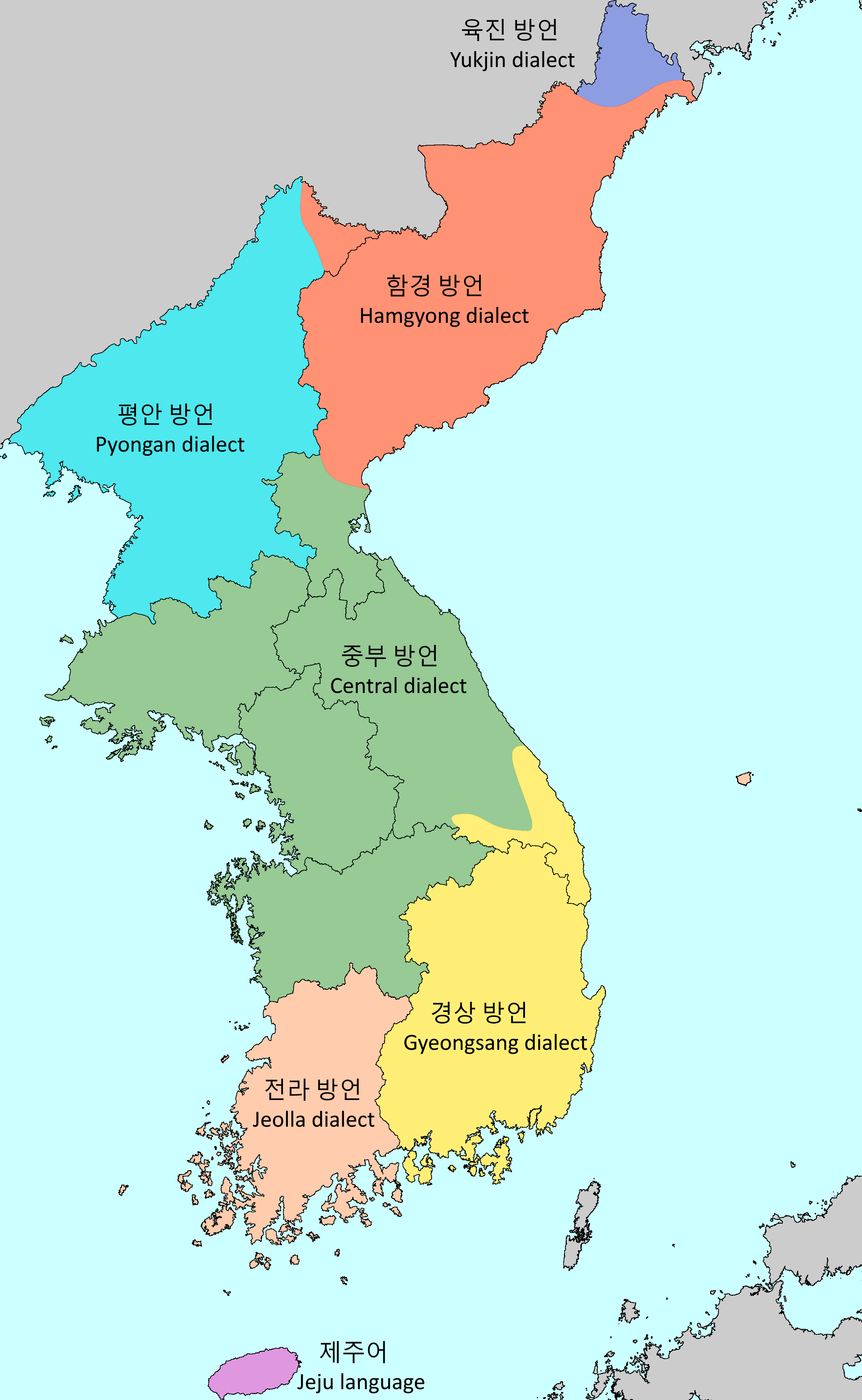
Bản đồ biểu thị sự phân bố phương ngữ của tiếng Hàn Quốc

Ở Hàn Quốc, ngôn ngữ chính thức là tiếng Hàn Quốc. Một số nhà ngôn ngữ học xếp ngôn ngữ này vào ngữ hệ Altai, một số khác thì cho rằng tiếng Hàn Quốc là một ngôn ngữ biệt lập. Kể từ bậc tiểu học, ngoài tiếng mẹ đẻ, các giáo viên bắt đầu dạy tiếng Anh cho học sinh. Sau này, tiếng Trung Quốc và tiếng Nhật cũng trở thành các ngoại ngữ chính. Các ngôn ngữ châu Âu khác hay tiếng Ả Rập hoặc tiếng Việt thì ít phổ biến hơn và thường được giảng dạy trong các trường đại học.
Khác với chữ viết của các nước láng giềng Đông Á, Hangul - chữ viết của người Hàn Quốc sử dụng một bảng chữ cái gồm có 51 ký tự với 24 ký tự đơn và 27 ký tự kép. Những ký tự này được kết hợp lại theo âm tiết để tạo thành các chữ. Đối với những người chưa biết thì chữ Hangul cũng phức tạp giống như chữ Hán. Nhưng trên thực tế thì người học có thể nắm bắt được những kiến thức cơ bản về cách sử dụng loại chữ này chỉ sau 4 đến 5 tiếng đồng hồ, vì thế mà Hangul còn được gọi là Chữ viết buổi sáng (trong một buổi sáng là có thể học xong).
Hanja, bộ chữ Hán của người Hàn Quốc có ý nghĩa tương tự như chữ Latinh ở các nước châu Âu. Giống như các ngôn ngữ ở Đông Á và Đông Nam Á, rất nhiều từ trong tiếng Hàn Quốc có nguồn gốc từ Trung Quốc. Tuy nhiên việc loại bỏ đi các thanh âm trong tiếng Hán dẫn đến việc trong tiếng Hàn Quốc có rất nhiều từ đồng âm. Các từ này được phát âm giống nhau nhưng mang ý nghĩa khác nhau và chỉ phân biệt được dựa vào ngữ cảnh. Vì vậy, để cho rõ nghĩa, trong các văn bản khoa học người Hàn Quốc thường ghi chú thích bằng chữ Hanja ở sau những cụm từ quan trọng. Ngoài ra, trong giao tiếp thường nhật hoặc trên các tấm danh thiếp, người Hàn cũng thường sử dụng Hanja để giải thích ý nghĩa họ tên.
Trong thập niên 2000 của thế kỷ 21, những tín đồ Hồi giáo tại Hàn Quốc đã tiếp nhận thêm bảng chữ cái Ả Rập và biến đổi lại để ghi âm tiếng Hàn gọi là "Kuryan" (tương tự như chữ Jawi của ngữ tộc Mã Lai). Hệ chữ này sử dụng văn tự Ả Rập để ghi âm tiếng Hàn nhằm phục vụ cho hoạt động giao tiếp và truyền bá trong cộng đồng người Hồi giáo tại Hàn Quốc.

### Nghệ thuật

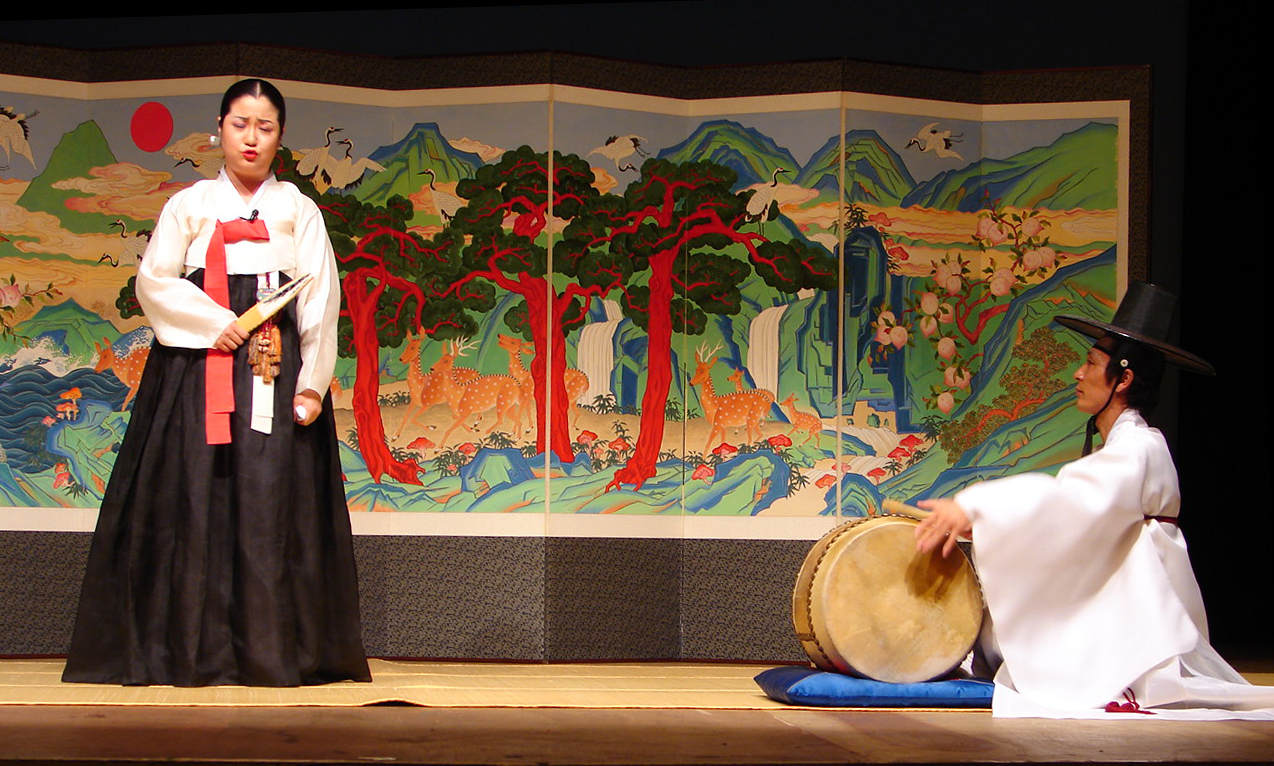
Pansori - nghệ thuật hát ả đào

Nghệ thuật Hàn Quốc truyền thống vốn chịu ảnh hưởng rất lớn từ Phật giáo và Nho giáo, có thể thấy trong nhiều bức tranh, tác phẩm điêu khắc, gốm sứ và nghệ thuật biểu diễn. Đồ gốm sứ Hàn Quốc, chẳng hạn như Baekja và Buncheong của nhà Triều Tiên, Celadon của vương quốc Cao Câu Ly nổi tiếng trên khắp thế giới. Ngoài ra, Trà đạo Hàn Quốc, Pansori, Talchum và Buchaechum cũng là những nét văn hóa nghệ thuật dân gian đặc sắc của quốc gia này.
Nghệ thuật hiện đại của Hàn Quốc sau chiến tranh bắt đầu phát triển vào những năm 1960 và 1970, khi các nghệ sĩ bắt đầu quan tâm đến hình dạng hình học và các chủ đề phi vật thể. Thiết lập sự hài hòa giữa con người và thiên nhiên cũng là một chủ đề được yêu thích trong giai đoạn này. Cùng với những biến động xã hội, các vấn đề chính trị bắt đầu xuất hiện như một chủ đề lớn trong suốt thập niên 1980. Ngày nay, nghệ thuật Hàn Quốc truyền thống được quảng bá chủ yếu qua phim ảnh, du lịch cùng các sự kiện cũng như triển lãm quốc tế khác nhau.

### Kiến trúc

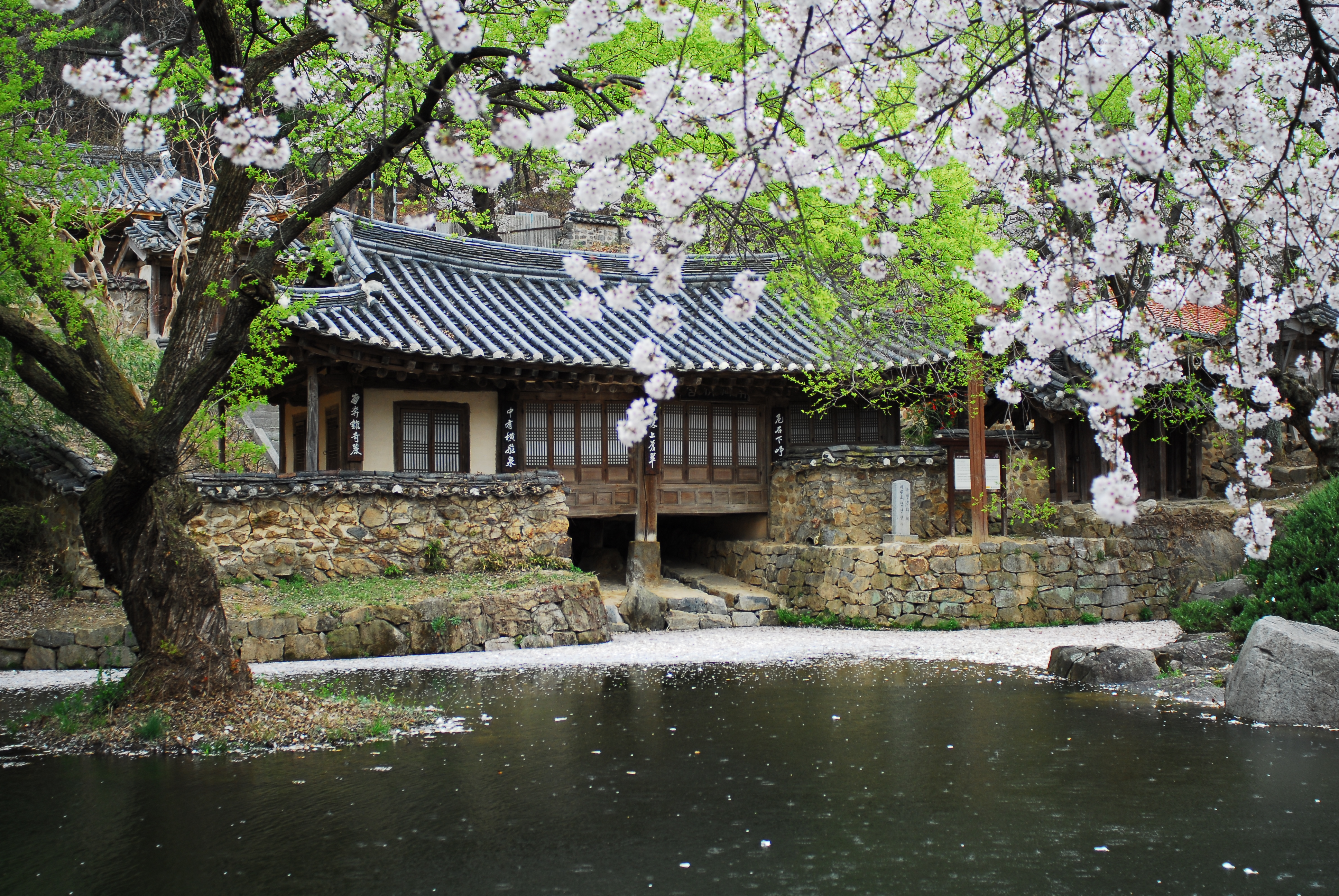
Hàn Ốc

Do lịch sử nhiều biến động, việc xây dựng, phá hủy và tu tạo các công trình kiến trúc ở Hàn Quốc bị lặp lại nhiều lần, dẫn đến sự pha trộn phong cách thiết kế. Kiến trúc Hàn Quốc truyền thống được biểu hiện đặc trưng bởi sự hài hòa với thiên nhiên. Các kiến trúc sư cổ đại đã thiết kế các hệ thống mái tranh và sàn gỗ có thể sưởi ấm được gọi là Ondol. Người dân thuộc tầng lớp thượng lưu thường xây dựng những ngôi nhà lớn với mái ngói cong thanh lịch hoặc mái hiên nâng. Kiến trúc Hàn Quốc truyền thống có thể được nhìn thấy qua các cung điện, đền thờ, nhà truyền thống (Hanok) cùng nhiều địa điểm du lịch nổi tiếng khác như làng dân gian Hahoe, làng Hanok Bukchon, làng dân gian Yangdong hay làng dân tộc Hàn Quốc. Hàn Quốc sở hữu 15 di sản thế giới được UNESCO công nhận.
Kiến trúc phương Tây lần đầu tiên được giới thiệu tới Hàn Quốc vào khoảng cuối thế kỷ 19. Khi đó các công trình bắt đầu được xây dựng theo phong cách kiến trúc mới. Sau sự sáp nhập vào Đế quốc Nhật Bản, chế độ thuộc địa đã can thiệp vào nhiều di sản kiến trúc truyền thống đồng thời kiến trúc Nhật Bản được áp đặt. Tuy nhiên, chiến tranh Triều Tiên đã phá hủy hầu hết các công trình xây dựng trong thời gian đó. Kiến trúc Hàn Quốc bước vào giai đoạn phát triển mới trong quá trình tái thiết đất nước sau chiến tranh, xu hướng, phong cách kiến trúc hiện đại được sử dụng rộng rãi. Cùng với sự tăng trưởng kinh tế mạnh mẽ trong những thập niên 1970 và 1980, việc tái phát triển đã chứng kiến nhiều triết lý kiến trúc mới. Sau Olympic 1988, với sự mở cửa thị trường nội địa cho các kiến trúc sư nước ngoài, kiến trúc Hàn Quốc chứng kiến những thay đổi lớn trong phong cách thiết kế. Tuy vậy, kiến trúc đương đại vẫn cố gắng để cân bằng triết lý hòa hợp với thiên nhiên truyền thống.

### Văn học và thơ ca

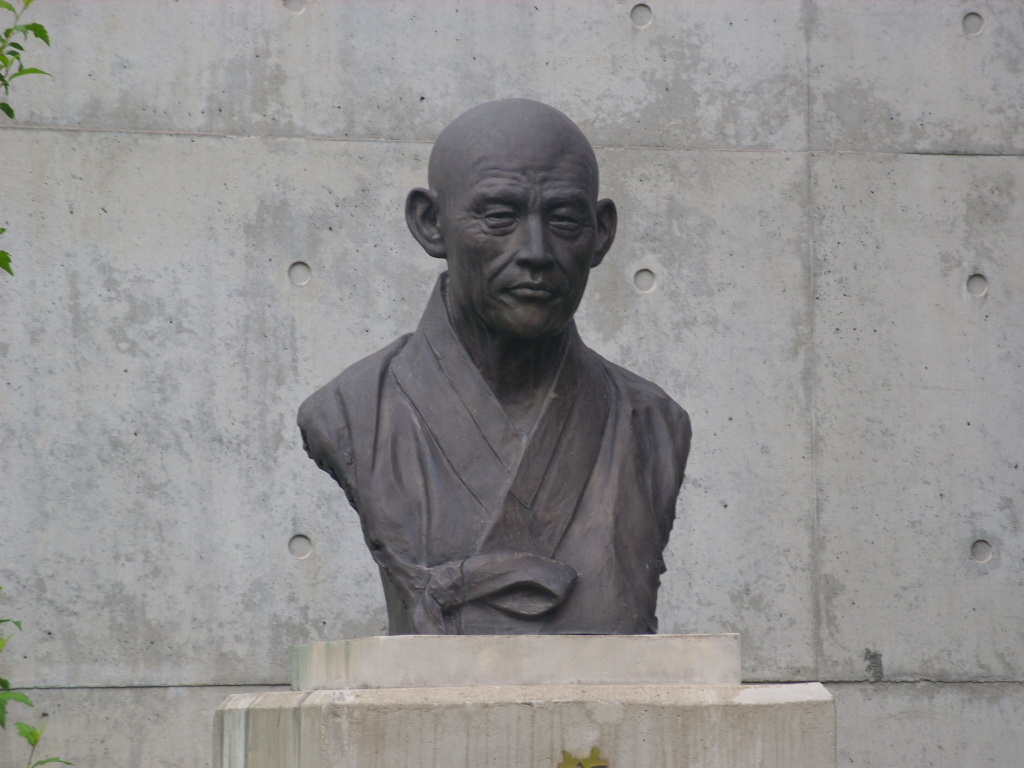
Nhà thơ Han Yong-un

Văn học hiện đại Hàn Quốc bắt nhịp khá chậm trước các xu thế mới, một phần do sự kiểm duyệt của chính quyền thuộc địa kết hợp với việc người dân nơi đây chưa có thói quen cũng như không được tiếp cận với nền văn học khai phóng của phương Tây. Trước năm 1945, tất cả các phong trào văn học, thơ ca yêu nước, cổ vũ tinh thần ái quốc đều bị coi là bất hợp pháp. Năm 1919, Kim Dong-in khai trương tạp chí Văn học Sáng tạo - mở ra hướng phổ cập văn chương hoàn toàn mới lạ, đánh dấu bước khởi đầu của nền văn học đương đại Hàn Quốc.
Ngày nay, văn hóa đọc sách và các tác phẩm văn học của Hàn Quốc thu hút một số lượng lớn độc giả. Những buổi đọc sách thậm chí còn được tổ chức ngoài trời tại các sân vận động. Các tác giả nổi tiếng bao gồm có: Hwang Sok-yong, Han Yong-un, Yun Dong-ju, Jeong Ji-yong, Seo Jeong-ju hay Yi Sang.

### Ẩm thực
Ẩm thực Hàn Quốc nổi tiếng nhất với Kim chi, đây là món ăn sử dụng quá trình lên men đặc biệt để bảo quản nhiều loại rau, trong đó phổ biến nhất là cải thảo và cải bắp. Khổ tiêu tương, Doenjang cùng Guk-ganjang là các loại nước chấm thông dụng bên cạnh tương tiêu và tương ớt là những gia vị điển hình của một nền ẩm thực nổi tiếng với vị cay.

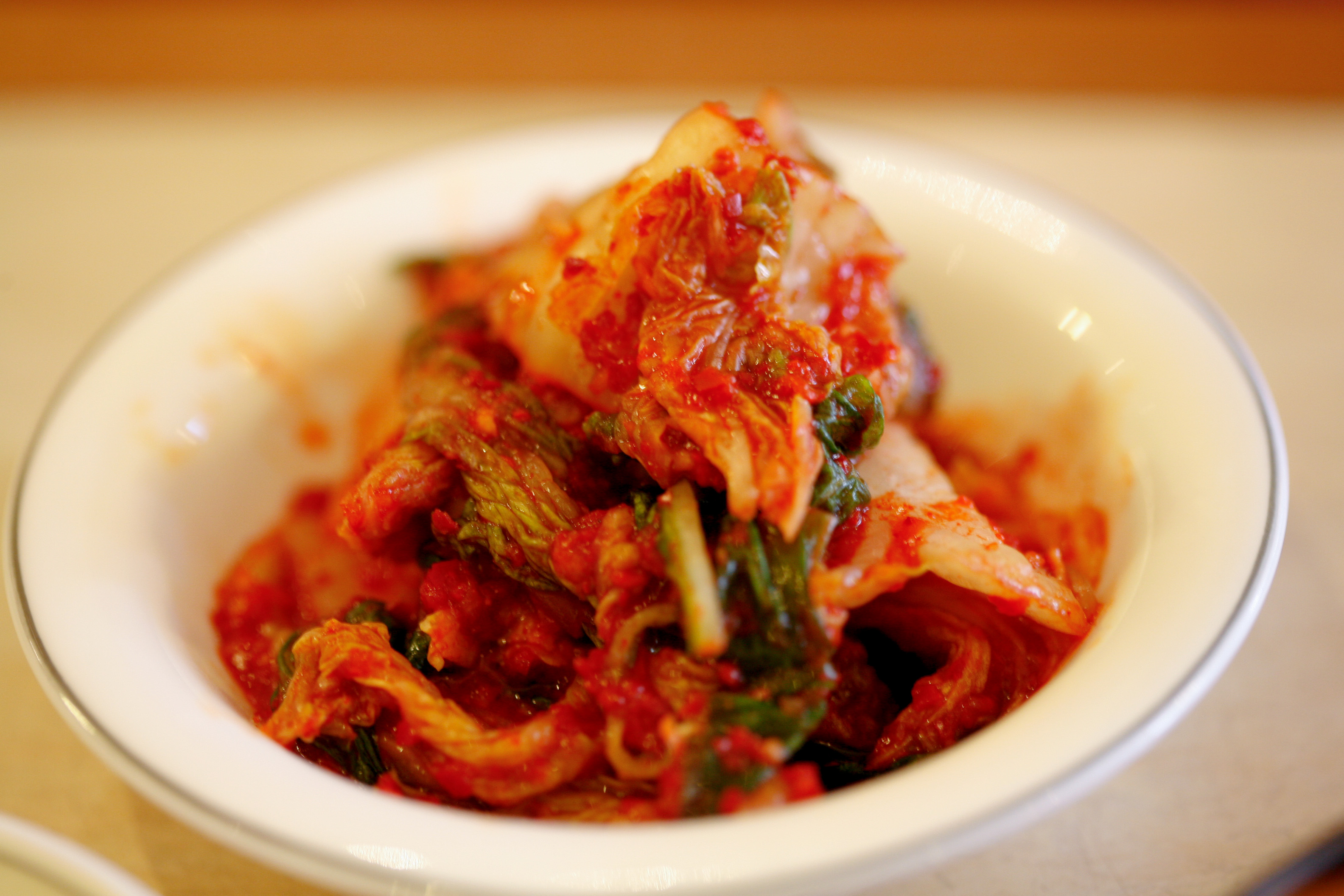
Kim chi

Nhóm Gogigui như Bulgogi, Galbi, Dak galbi hay Samgyeopsal là những đặc sản từ thịt nổi tiếng. Samgyetang, Galbi-tang, Doenjang jjigae là những món xúp và canh hầm nổi tiếng. Các món ăn phụ được gọi là Banchan.
Những món ăn nổi tiếng khác bao gồm Bibimbap, Jajangmyeon, Chimaek, Naengmyeon và các loại bánh Tteok. Ngoài ra, việc ăn uống tại các Pojangmacha (quán lều bán dạo) rất được ưa chuộng, tại đây có thể mua Tteokbokki, Hotteok, Sundae (dồi lợn luộc) cùng các món nhậu. Ngoài ra, ẩm thực Hàn Quốc còn có một số món ăn vặt phổ biến khác như bánh Choco Pie, kẹo đường Dalgona, bánh que Pepero, bánh tôm, bánh xèo hải sản, bánh hành, bánh gạo giòn hay cơm cháy.
Uống nhiều rượu cùng cung cách uống rượu là nét đặc sắc trong văn hóa ăn uống của người Hàn Quốc. Đây là một trong những quốc gia mà người dân tiêu thụ đồ uống có cồn với mức trung bình nhiều nhất trên thế giới trong năm 2018. Tuy nhiên, sang đến năm 2021, con số này đã giảm đáng kể. Các loại đồ uống có cồn phổ biến là Soju (rượu nếp), Makgeolli (rượu gạo) và Bokbunja-ju (rượu trái cây). Đặc biệt, họ còn pha Soju với bia tươi, sữa chua hoặc Sprite để tăng độ mạnh.
Người Hàn Quốc khi ăn thường ưu tiên sử dụng đũa kim loại thay vì đũa gỗ. Truyền thống này đã có từ thời cổ đại khi đũa kim loại được tìm thấy trong các di tích khảo cổ học của thời Cao Câu Ly.

### Âm nhạc và giải trí

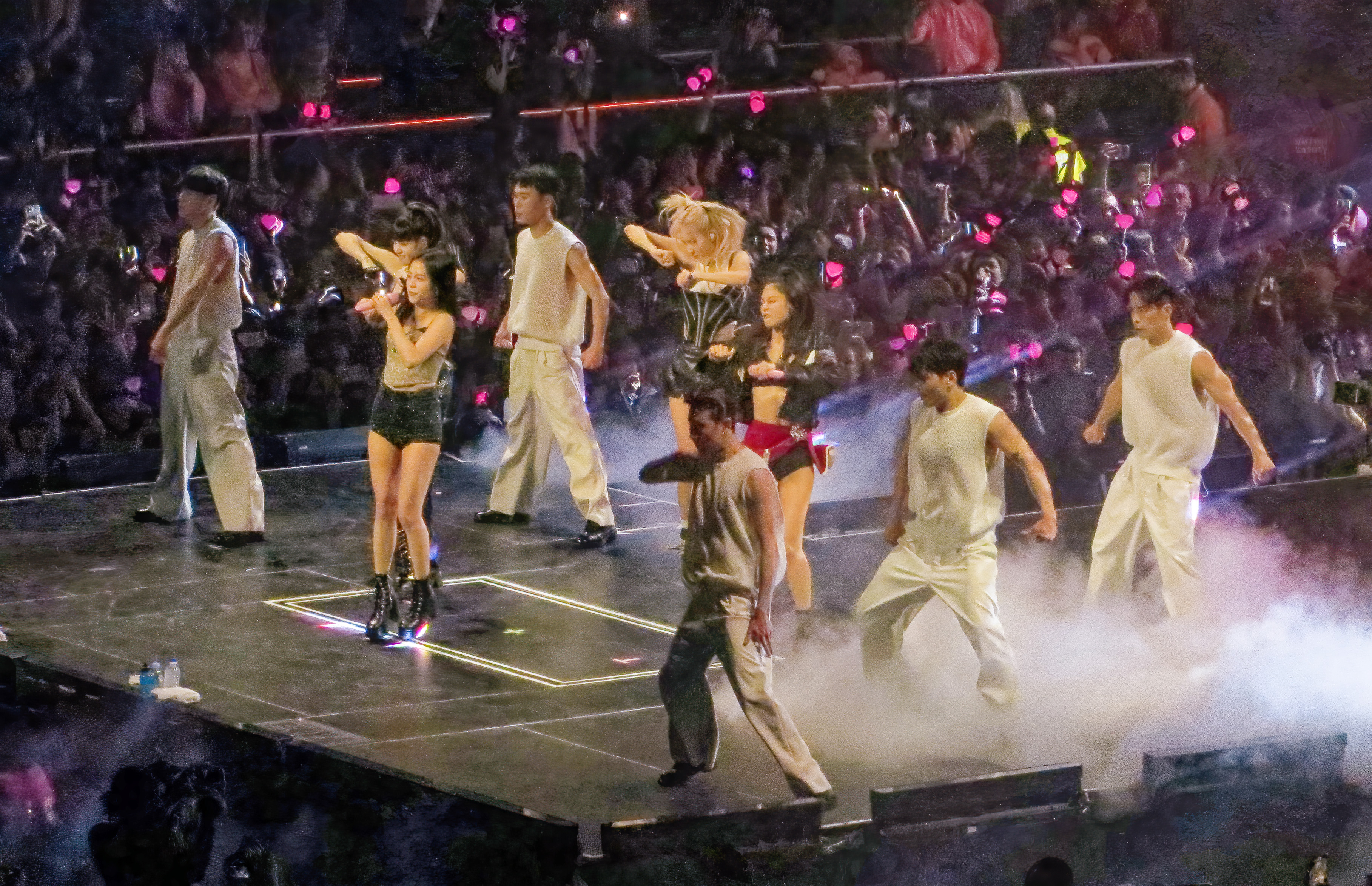
Một sân khấu K-pop trực tiếp

Nhờ chiến lược đầu tư cùng sự quảng bá mạnh mẽ của truyền thông mà K-pop (dòng nhạc pop của nước này) đã vượt ra ngoài biên giới quốc gia, thu hút người hâm mộ trên khắp thế giới và trở thành một hiện tượng giải trí toàn cầu.
Cho đến thập niên 1990, trot và những bản ballad vẫn thống trị nền âm nhạc đại chúng nhưng sự xuất hiện của nhóm nhạc Seo Taiji and Boys năm 1992 đã đánh dấu một bước ngoặt đối với nền âm nhạc đại chúng Hàn Quốc.
Năm 2020, Hàn Quốc là thị trường âm nhạc lớn thứ 6 toàn cầu. Mức tăng trưởng so với năm 2019 đã tăng thêm 8,2%. Ngoài thị trường tiêu dùng nội địa, Hàn Quốc còn có một ngành công nghiệp giải trí đang phát triển mạnh mẽ trong mọi loại hình giải trí, bao gồm phim truyền hình, điện ảnh và âm nhạc nổi tiếng đã tạo ra doanh thu hoạt động tài chính đáng kể cho nền kinh tế Hàn Quốc. Hiện tượng văn hóa được gọi là "Làn sóng Hallyu" hoặc "Làn sóng Hàn Quốc" đã càn quét nhiều quốc gia trên khắp châu Á, đưa Hàn Quốc trở thành một trong những quyền lực mềm với tư cách là đất nước xuất khẩu văn hóa và giải trí đại chúng như Hoa Kỳ hay Vương quốc Anh.
Hầu hết sáng kiến nhằm mở rộng sự phổ biến của K-pop trên toàn cầu được thực hiện bởi Bộ Văn hóa, Thể thao và Du lịch Hàn Quốc. Ngoài gặt hái những lợi ích kinh tế, chính phủ nước này còn tận dụng ảnh hưởng của K-pop trong vấn đề ngoại giao.

### Điện ảnh

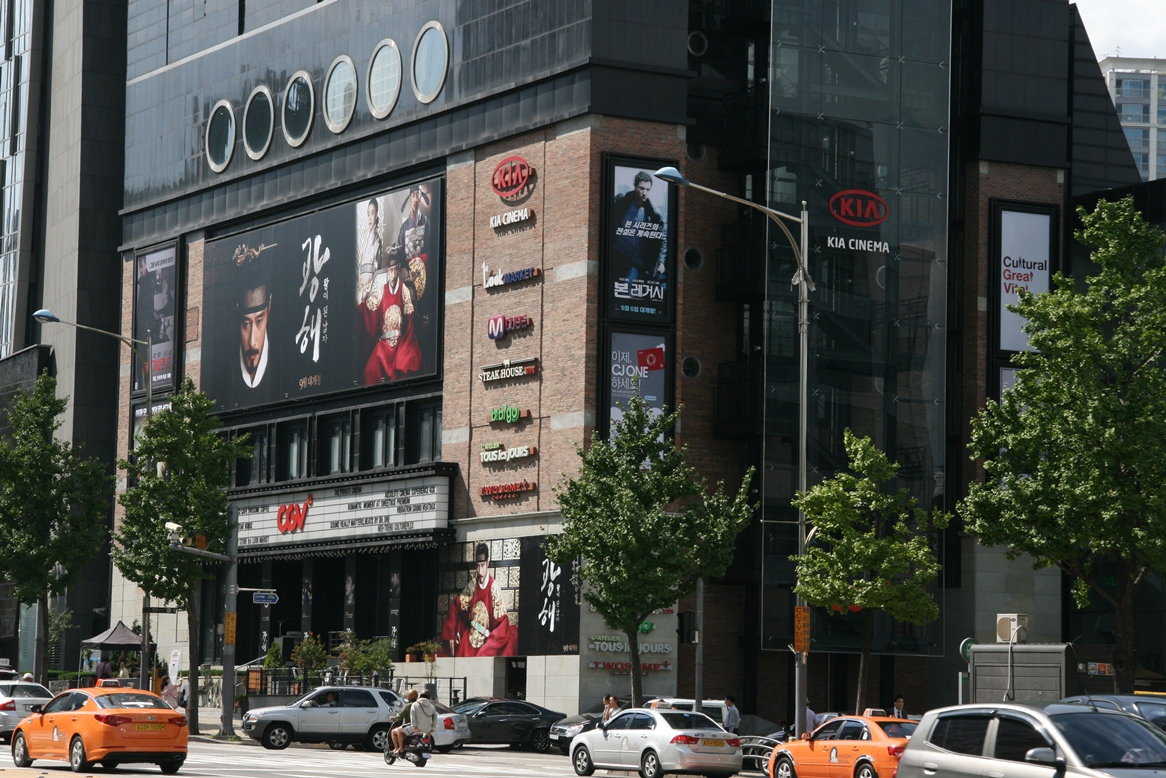
Một rạp chiếu phim ở Hàn Quốc

Hàn Quốc là thị trường mà phim nội địa được ưu tiên trước các sản phẩm của Hollywood, thể hiện qua việc tỷ lệ khán giả ra rạp xem phim trong nước thường cao hơn nước ngoài.
Trong những năm 2000, nền công nghiệp điện ảnh Hàn Quốc bắt đầu được thị trường quốc tế công nhận. Phim nội địa chiếm thị phần vượt trội, một phần do hệ thống hạn ngạch màn hình được áp dụng kể từ năm 1967 quy định thời lượng chiếu phim nội địa ít nhất là 73 ngày trong 1 năm. Năm 2004, Oldboy đoạt giải Grand Prix tại Cannes 2004 và bán bản quyền cho nhiều thị trường khác. Quái Vật Sông Hàn (2006), Chuyến tàu băng giá (2013), Đại thủy chiến (2014) hay Chuyến tàu sinh tử (2016) là những phim có doanh thu cao nhất mọi thời đại ở Hàn Quốc đồng thời được các nhà phê bình nước ngoài đánh giá cao.
Năm 2019, Ký sinh trùng của đạo diễn Bong Joon-ho đoạt giải Cành cọ vàng tại Cannes 2019 và sau đó là Oscar. Tại Oscar 92, bộ phim chiến thắng 4 trên 6 đề cử cùng với giải thưởng quan trọng nhất - Best Picture; đồng thời là phim điện ảnh không nói tiếng Anh đầu tiên đoạt giải Oscar cho phim hay nhất. Tại Oscar 93, nữ diễn viên Youn Yuh-jung đoạt giải Oscar cho Nữ phụ xuất sắc nhất với phim độc lập Khát vọng đổi đời, bà là diễn viên Hàn Quốc đầu tiên nhận tượng vàng Oscar về diễn xuất và là diễn viên nữ châu Á thứ hai chiến thắng Oscar cho Nữ phụ xuất sắc nhất.

### Truyền thông

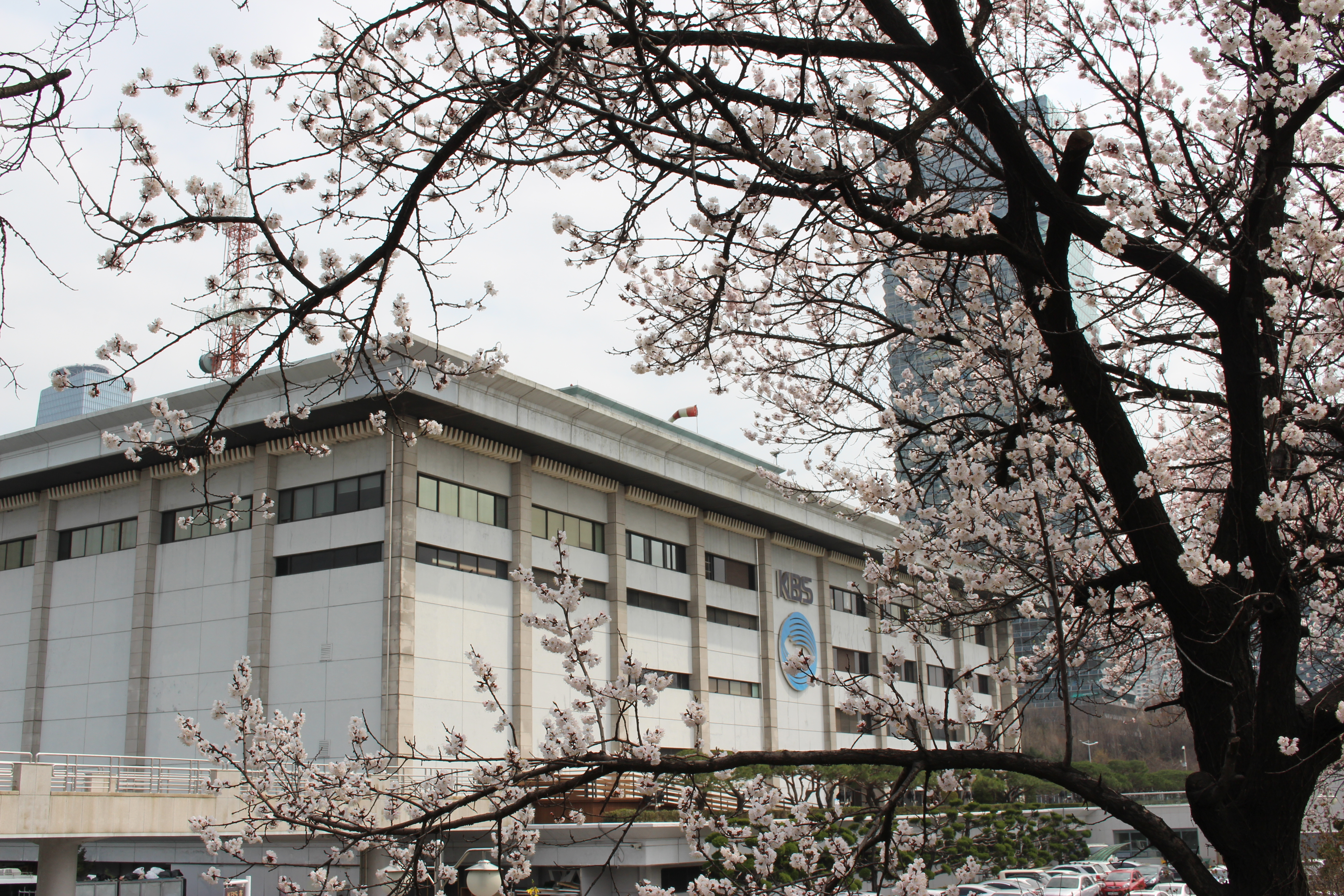
KBS - đài phát thanh quốc gia

Các phương tiện truyền thông cơ bản của Hàn Quốc bao gồm có báo chí, truyền hình, đài phát thanh và Internet. Báo chí ở Hàn Quốc bắt đầu xuất hiện khi đất nước mở cửa giao thương với nước ngoài vào thế kỷ 19 và phát triển kể từ đó. Các tờ báo lớn bao gồm: Chosun Ilbo, JoongAng Ilbo và Dong-A Ilbo. Tất cả những tờ báo này đều được xuất bản bằng tiếng Hàn, những báo có thêm phiên bản tiếng Anh bao gồm: The Korea Herald, The Korea Times và Korea JoongAng Daily.
Giống như báo chí, phần lớn các chương trình phát thanh cũng được phát bằng tiếng Hàn bên cạnh một số nhà đài cung cấp thêm những chương trình hoàn toàn bằng tiếng Anh. Hệ thống chương trình truyền hình ở Hàn Quốc cũng được phát sóng phần lớn bằng tiếng Hàn, các nội dung nước ngoài thì được lồng tiếng. Những kênh truyền hình lớn nhất của Hàn Quốc bao gồm có: KBS, MBC, EBS, SBS, Mnet, JTBC và tvN. Ngoài ra còn có các kênh phát sóng chương trình độc quyền bằng tiếng Anh chẳng hạn như Arirang TV.
Internet là một phần không thể thiếu trong cuộc sống hàng ngày của người Hàn Quốc, trung bình cứ 10 hộ gia đình thì có tới 9 hộ có dịch vụ Internet. Đây là một trong những quốc gia có số lượng thuê bao đăng ký sử dụng Internet trên đầu người lớn nhất, số lượng công ty cung cấp dịch vụ Internet trên đầu người lớn nhất cùng tốc độ kết nối thuộc nhóm nhanh nhất thế giới. Hàn Quốc cũng là một trong những nước dẫn đầu về công nghệ DMB.

### Thể thao

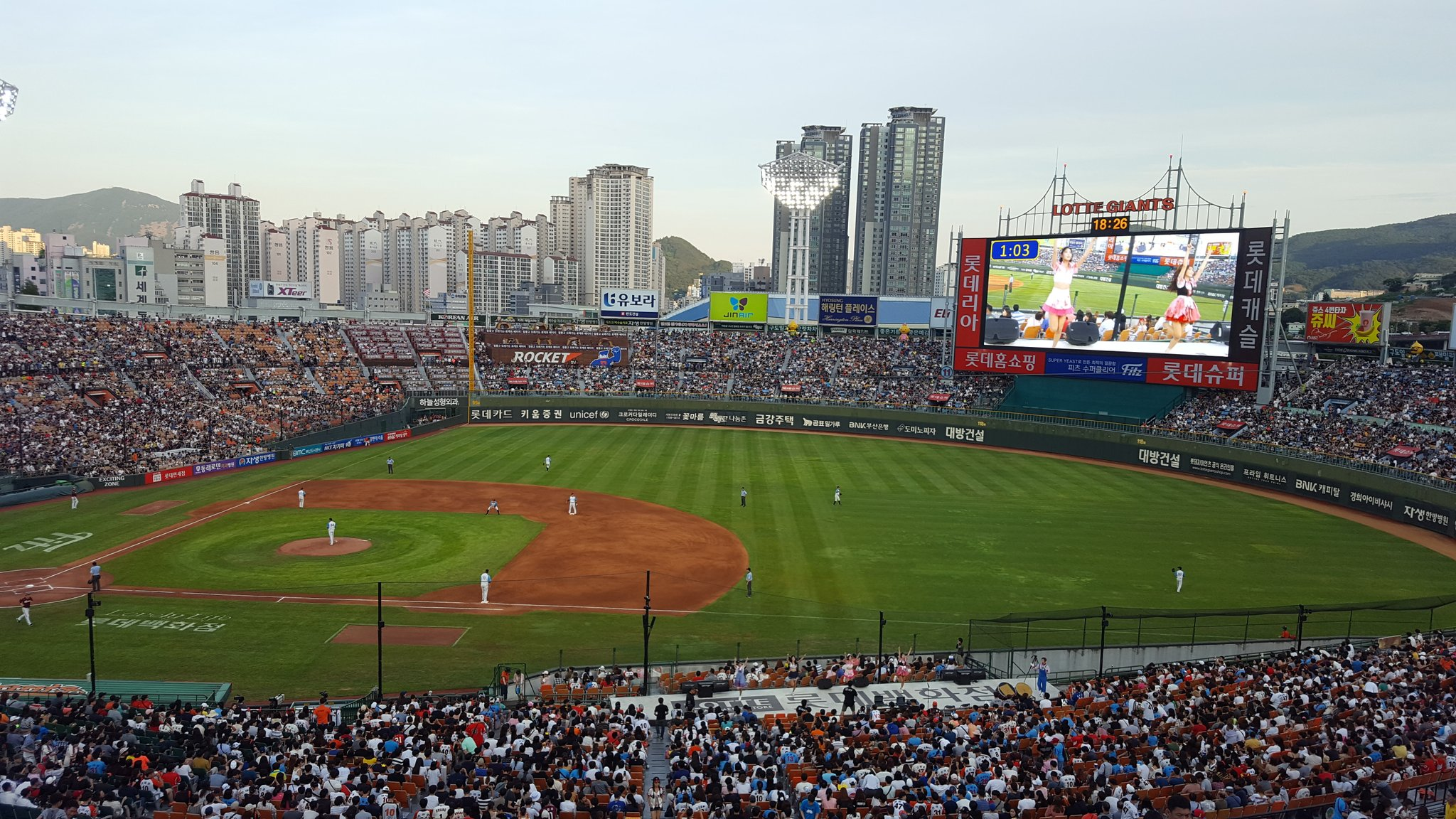
Một trận thi đấu bóng chày tại Hàn Quốc

Những môn thể thao phổ biến ở Hàn Quốc là Taekwondo, bắn cung, bóng chày và bóng đá. Đội tuyển bóng đá Hàn Quốc thường xuyên giành quyền tham dự các kỳ World Cup, xếp hạng 4 tại World Cup 2002, lọt vào vòng 16 đội tại World Cup 2010, 2 lần vô địch Cúp bóng đá châu Á các năm 1956, 1960, 4 lần á quân (1972, 1980, 1988, 2015) và 4 lần hạng 3 (1964, 2000, 2007, 2011). Ngoài ra, đội tuyển Olympic Hàn Quốc giành huy chương đồng tại Thế vận hội mùa hè 2012, 2 lần vô địch Á vận hội và cầu thủ Son Heung-min giành danh hiệu vua phá lưới Giải bóng đá Ngoại hạng Anh mùa giải 2021-2022. Đội tuyển bóng chày Hàn Quốc đoạt hạng 3 tại Giải Vô địch Bóng chày Thế giới 2006, giải nhì năm 2009 và huy chương vàng tại Olympic Bắc Kinh.
Thể thao điện tử rất phổ biến tại Hàn Quốc nhưng sự cạnh tranh trong nghề là nghiêm túc và khốc liệt. Các giải đấu được quản lý bởi Hiệp hội Thể thao điện tử Hàn Quốc.

### Những ngày lễ lớn
Những ngày quan trọng ở Hàn Quốc bao gồm có: Seollal, Ngày độc lập, Ngày giải phóng, Chuseok hay Ngày Hàn văn,...